# Chile
Chile, oficialmente República de Chile, es un país soberano ubicado en el extremo sur de América del Sur. Adopta la forma de gobierno republicana, democrática, unitaria y presidencialista. Su capital y ciudad más poblada es Santiago. Con una longitud de más de 4300 kilómetros de norte a sur, es el país más largo del mundo.
Está constituido por tres zonas geográficas. La primera de ellas, Chile continental, comprende una franja en la costa occidental del Cono Sur que se extiende entre los paralelos 17°29′57″ S y 56°32′12″ S, mayormente desde la ribera sudoriental del océano Pacífico hasta las cumbres más altas divisorias de aguas de la cordillera de los Andes. Alcanza un largo de 4270 km, un ancho máximo de 445 km en los 52°21′ S y un mínimo de 90 km en los 31°37′ S. Limita con Perú al norte, Bolivia al nordeste y Argentina al este, totalizando 7801 km de fronteras terrestres, y el pasaje de Drake al sur. La segunda, Chile insular, corresponde a un conjunto de islas de origen volcánico en el océano Pacífico Sur: el archipiélago Juan Fernández y las islas Desventuradas, pertenecientes a Sudamérica, así como la isla Salas y Gómez y la isla de Pascua, ubicadas en el límite del triángulo de la Polinesia, pertenecientes a Oceanía. La tercera, el Territorio Chileno Antártico, es una zona del continente antártico de 1 250 257,6 km2  entre los meridianos 53° O y 90° O sobre la cual también hay reclamaciones territoriales argentinas y británicas, prolongándose hasta el polo sur, pero está supeditada a lo estipulado en el Tratado Antártico, del que es signataria. Debido a lo mencionado, se define como un país tricontinental.
Tiene una costa de 6435 km de longitud y ejerce derechos exclusivos, reclamaciones de diverso grado y soberanía sobre su espacio marítimo, llamado mar chileno. Este comprende cuatro zonas: el mar territorial (120 827 km2), la zona contigua (131 669 km2), la zona económica exclusiva (3 681 989 km2) y la plataforma continental (161 338 km2).
Chile cuenta con un índice de desarrollo humano «muy alto», y con una puntuación IDH de 0,878, es considerado el país más desarrollado de América Latina (así como el tercero más desarrollado de América después de Canadá y Estados Unidos, y siendo similar en desarrollo a países europeos como Croacia y Eslovaquia), caracterizado por tener una economía sólida, una democracia estable y altos niveles de progreso social en comparación al resto de la región.
Es clasificado como un país de ingresos altos por el Banco Mundial. Sus casi 20 millones de habitantes promedian índices de alfabetización, crecimiento económico, esperanza de vida, calidad de vida, globalización y PIB per cápita que están entre los más altos del continente.

## Toponimia
Antes del descubrimiento de América, las tierras situadas al sur del desierto de Atacama ya se llamaban Chili en la tradición indígena. Una vez instalados en Nueva Castilla y Nueva Toledo, los conquistadores españoles siguieron llamando de esa forma a la región del sur, a veces también conocida como «valle de Chile», nombre que se extendió posteriormente a todo el actual país.
Aunque se desconoce el verdadero origen del topónimo, existen varias teorías.
El apelativo se habría originado en la palabra quechua chire, que significa 'frío'; en Chille, antiguo hidrónimo en el valle del Aconcagua; en el epónimo Tili —el cacique picunche que gobernaba ese mismo valle a la llegada de los incas, antes del arribo de los españoles—; en el término quechua chili, 'la flor y nata de la tierra'; en chili, onomatopeya, que es procedente del idioma mapuche, del canto del trile, palabra usada para llamar a este pájaro de manchas amarillas en las alas; en la voz aimara chilli, 'donde se acaba la tierra'; o se habría debido a un grupo de indios mitimaes, trasplantado al «valle de Chile» por los incas, que provendría de una región en donde existiría un río bautizado con ese nombre.
Bajo el gobierno del director supremo Ramón Freire, un decreto estableció el nombre «Chile» para designar oficialmente el país el 30 de julio de 1824.

## Historia

### Chile prehispánico
Los restos arqueológicos más antiguos de Chile han sido ubicados en Monte Verde (región de Los Lagos), circa 12800 a. C., a finales del Paleolítico Superior, convirtiéndolo en el primer asentamiento humano conocido en América. En este periodo descolló la cultura Chinchorro, desarrollada en el norte del país entre 5000 y 1700 a. C., la primera del mundo en momificar artificialmente a sus muertos.
La población de Chile prehispánico aumentó de algunos miles de paleoindios en el VII milenio a. C. a 1 200 000 indígenas en el siglo XVI. Entonces, el actual país estaba habitado por diversas culturas aborígenes ubicadas en franjas longitudinales, que incluso cruzaban la cordillera de los Andes y llegaban al océano Atlántico.
En el norte del país, los aimaras, atacameños y diaguitas establecieron a partir del siglo XI culturas agrícolas fuertemente influenciadas por el Imperio incaico; desde fines del siglo XV, dicho imperio dominó la mitad norte del actual Chile hasta el río Maule y estableció dos wamanis o provincias: «Elki» y «Chili». En las costas de las zonas norte y central, habitó el pueblo chango. Al sur del río Aconcagua, se establecieron los distintos grupos mapuches, agricultores y ganaderos, que son el principal grupo indígena del país. En los canales patagónicos, habitaron los nómadas canoeros chonos, kawésqar y yaganes; y en la estepa patagónica, los nómadas terrestres aónikenk y selknam. En la isla de Pascua se desarrolló la cultura polinésica rapanui que casi se extinguió a mediados del siglo XIX.

### Dominio español

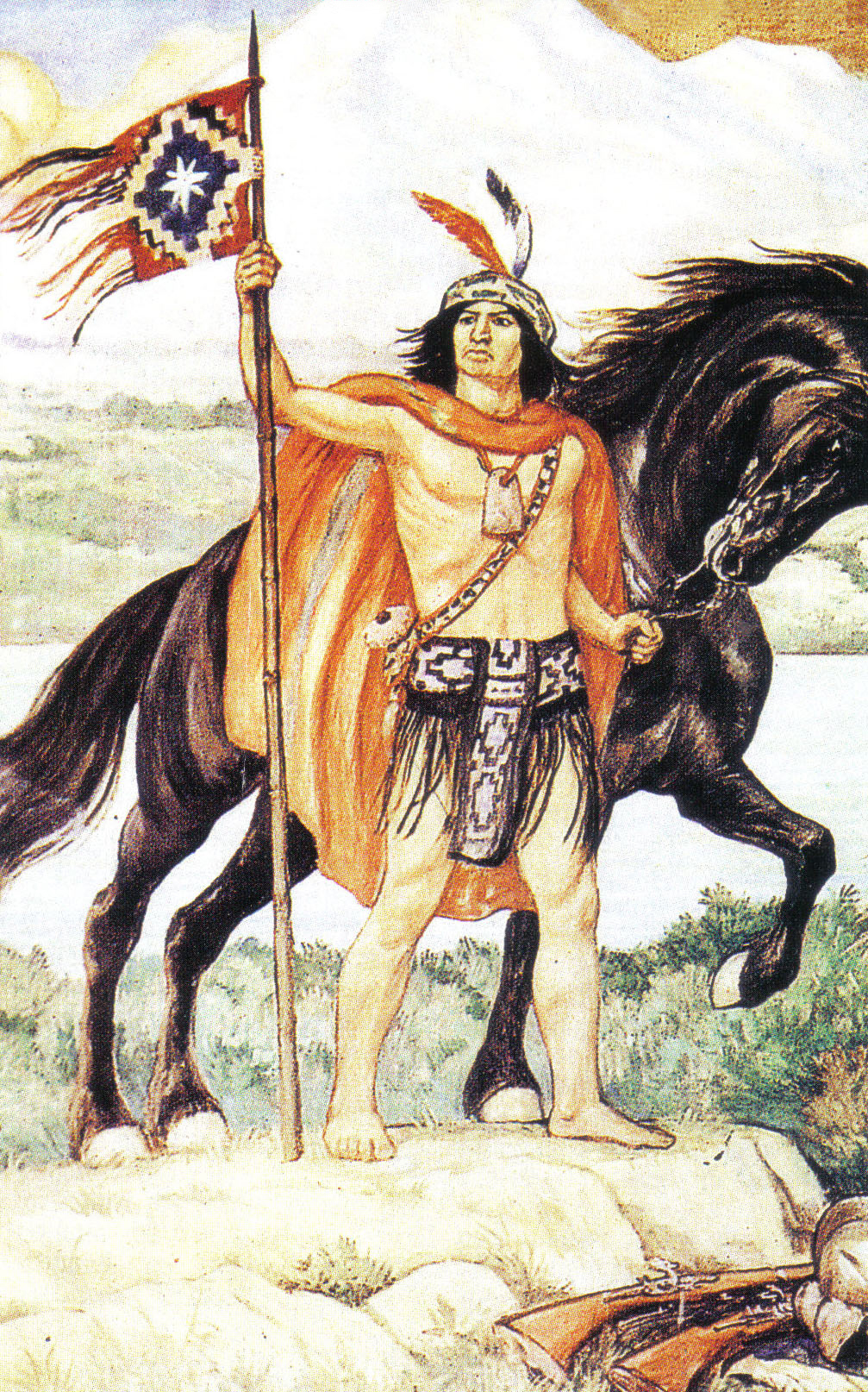
Lautaro.

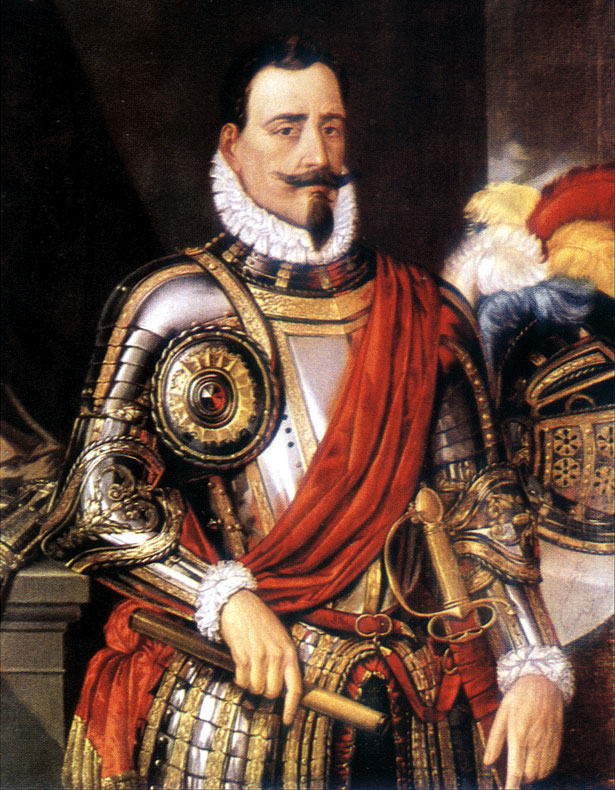
Pedro de Valdivia.

En noviembre de 1520, Fernando de Magallanes fue el primer explorador español en reconocer el actual territorio chileno al recorrer el estrecho que lleva su apellido.
En 1535 los conquistadores españoles intentaron establecerse en las tierras del «valle de Chile» tras conquistar el Imperio inca. La primera expedición, liderada por Diego de Almagro, fracasó. Pedro de Valdivia intentó nuevamente conquistar las tierras al sur del continente, atravesando el desierto de Atacama en 1540. Valdivia fundó varios asentamientos —el primero y principal, el 12 de febrero de 1541, Santiago de Nueva Extremadura— aprovechando un asentamiento administrativo y ceremonial incaico en lo que actualmente es la plaza de armas de la ciudad. Posteriormente, Valdivia inició una campaña militar hacia los territorios más al sur, donde murió tras una emboscada tendida por el toqui Lautaro, iniciando la Guerra de Arauco al enfrentarse a las tribus mapuches. Este enfrentamiento bélico, cuya primera fase Alonso de Ercilla relató en La Araucana (1569), se extendió a lo largo de tres siglos, aunque con distintos periodos de paz gracias a la realización de «parlamentos» —como el de Quilín, que estableció un límite entre el gobierno colonial y las tribus indígenas a lo largo del río Biobío en 1641, dando nombre a la zona conocida como La Frontera—.
La Capitanía General de Chile, inicialmente llamada «Nueva Extremadura» y después «Reino de Chile», fue una de las posesiones más australes del Imperio español. Debido a su posición alejada de los grandes centros y rutas comerciales imperiales y al conflicto con los mapuches, Chile fue una capitanía dependiente del Virreinato del Perú, cuya economía estaba destinada a abastecer a dicho virreinato con materias primas —cuero, sebo y trigo— y a los españoles del territorio chileno.

### Formación de la república

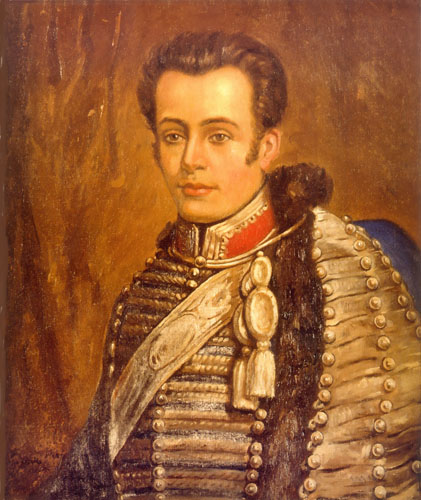
José Miguel Carrera el padre de la patria de Chile en la primera independencia de Chile entre 1810-1814 durante la Patria Vieja antes de la reconquista retratado por el pintor Ezequiel Plaza.

En el marco de la operación conjunta hispanoamericana, el proceso de emancipación de Chile comenzó con el establecimiento de la Primera Junta Nacional de Gobierno el 18 de septiembre de 1810, tras la detención del rey Fernando VII en España por Napoleón Bonaparte del Primer Imperio francés. Así inicia el periodo de la Patria Vieja, en que destacó el líder José Miguel Carrera, y que se prolongó hasta la batalla de Rancagua en 1814, cuando las tropas del Ejército Real de Chile reconquistaron el territorio. Durante esta etapa de la Patria Vieja el gobierno chileno envió una Expedición Auxiliadora Chilena a las Provincias Unidas del Río de la Plata entre 1811 y 1813 con el objetivo de asegurar la independencia de Argentina. El ejército real luego fue hostilizado en la Guerra de Zapa por el guerrillero patriota Manuel Rodríguez.
Las tropas independentistas chilenas refugiadas en la ciudad de Mendoza formaron junto con las rioplatenses —actual Argentina— el Ejército de los Andes, comandado por José de San Martín. Tras la victoria en la batalla de Chacabuco el 12 de febrero de 1817, empezó la etapa de la Patria Nueva. La Independencia de Chile fue declarada en el primer aniversario de esa batalla bajo el gobierno del director supremo Bernardo O'Higgins, y ratificada luego de la batalla de Maipú el 5 de abril de 1818 por el Ejército Unido Libertador de Chile. Durante esta segunda etapa, la independencia definitiva fue conseguida por la Primera Escuadra Nacional de Chile, liderada por el almirante escocés nacionalizado chileno Thomas Cochrane en la Toma de Valdivia, quien luego se enfocó en derrotar a la armada del Imperio Español por el Pacífico. Bernardo O'Higgins consideró una vez expandir Chile liberando Filipinas de España e incorporando las islas, para lo que encargó al oficial naval Thomas Cochrane en una carta el 12 de noviembre de 1821, expresando su plan para conquistar Guayaquil, las Islas Galápagos y Filipinas. Posteriormente el gobierno chileno envió una Expedición Libertadora a Perú al mando de San Martín, con el objetivo de independizar el centro del Imperio español en Sudamérica.

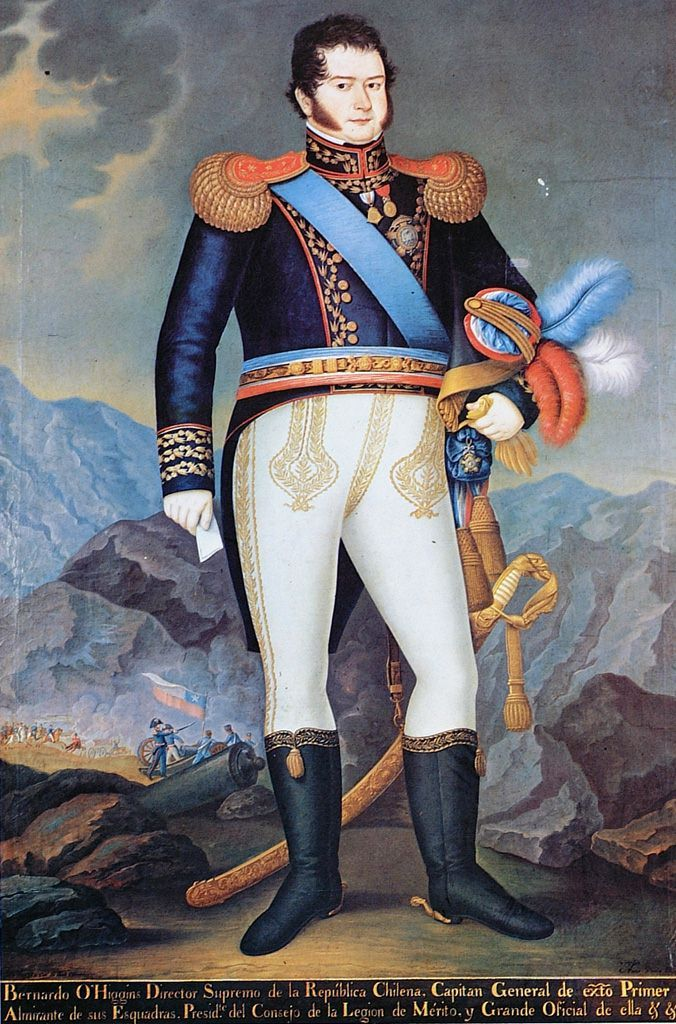
Bernardo O'Higgins, Líder de la Patria Nueva en la segunda independencia de Chile óleo de José Gil de Castro.

O'Higgins inició un periodo de reformas que provocó el descontento de gran parte de la oligarquía, lo que causó su abdicación en 1823. Ese mismo año, mediante la Constitución, fue abolida la esclavitud en Chile. Durante los siete años siguientes, una serie de procesos buscó organizar el nuevo país. Tras varios ensayos constitucionales y el triunfo conservador en la Revolución de 1829, fue iniciado un periodo de estabilidad con la llamada República Conservadora, cuyo máximo referente fue el ministro Diego Portales, quien sentó las bases de la organización del país con la Constitución de 1833.
Chile comenzó a expandir su territorio y a establecer sus fronteras. Mediante la conquista de Chiloé y el tratado de Tantauco, el archipiélago de Chiloé fue incorporado en 1826. La economía tuvo un gran auge debido al descubrimiento del mineral de plata de Chañarcillo y al creciente comercio del puerto de Valparaíso, lo que llevó a un conflicto por la supremacía marítima en el Pacífico Sur con Perú. La formación de la Confederación Perú-Boliviana fue considerada una amenaza para la estabilidad del país y Portales declaró la guerra, que terminó con la victoria del Ejército Unido Restaurador en 1839 y la disolución de la Confederación. Al mismo tiempo, se intentó afianzar la soberanía en el sur de Chile, intensificando la penetración en La Araucanía y la colonización de Llanquihue con inmigrantes alemanes. Por medio de la fundación del fuerte Bulnes, la región de Magallanes fue incorporada en 1843, mientras que las zonas de Antofagasta, entonces territorio boliviano, y Aysén comenzaron a ser pobladas. Entre 1865 y 1866, Chile estuvo en guerra contra España. En 1871 se logró un armisticio y en 1883 se firmó el Tratado de Paz y Amistad entre ambas naciones.
Luego de treinta años de gobierno conservador y tras la llamada «cuestión del sacristán», en 1861 se inició un periodo de dominio del partido Liberal, caracterizado por la riqueza económica obtenida de la explotación minera del salitre en la zona de Antofagasta, lo que provocó diferencias limítrofes con Bolivia, país que reclamaba dicho territorio. Aunque habían firmado tratados de límites en 1866 y 1874, las tensiones continuaron.
En febrero de 1878 Bolivia violó el Tratado de 1874 estableciendo impuestos no acordados a la Compañía de Salitres y Ferrocarril de Antofagasta (CSFA), lo que ponía en riesgo la validez del tratado y los límites fronterizos establecidos en el mismo. Chile protestó esta subida de impuestos y solicitó someter el pleito a un arbitraje, pero el gobierno boliviano, presidido por Hilarión Daza, consideró que el tema estaba únicamente sujeto a la jurisdicción de las cortes bolivianas. Posteriormente Daza rescindió la licencia a la compañía chilena, embargó sus bienes y los puso a remate. El día del remate, el 14 de febrero de 1879, se efectuó la ocupación chilena de Antofagasta sin gran resistencia, pues estaba mayoritariamente habitada por mineros chilenos. En 1873 se había suscrito el tratado de Alianza Defensiva Perú-Bolivia. Ante la continua negación de Perú a declararse neutral después de reiteradas insistencias chilenas, Chile acabó declarando la guerra a ambos el 5 de abril de 1879, iniciando formalmente la Guerra del Pacífico, la mayor en la historia del país, y Perú activó su alianza secreta al día siguiente. El conflicto finalizó en 1884 con la victoria de Chile, la firma del tratado de Ancón con Perú y el pacto de Tregua con Bolivia. Tras el conflicto, Chile obtuvo el dominio sobre el departamento boliviano del Litoral y las provincias peruanas de Tarapacá, Arica y Tacna, esta última hasta 1929, y resolvió la mayoría de sus asuntos limítrofes con Argentina en la Patagonia en 1881 y la Puna de Atacama en 1898. Entre 1861 y 1883 llevó a cabo la Ocupación de la Araucanía y en 1888 fue anexada la isla Rapa Nui.

### SigloXX

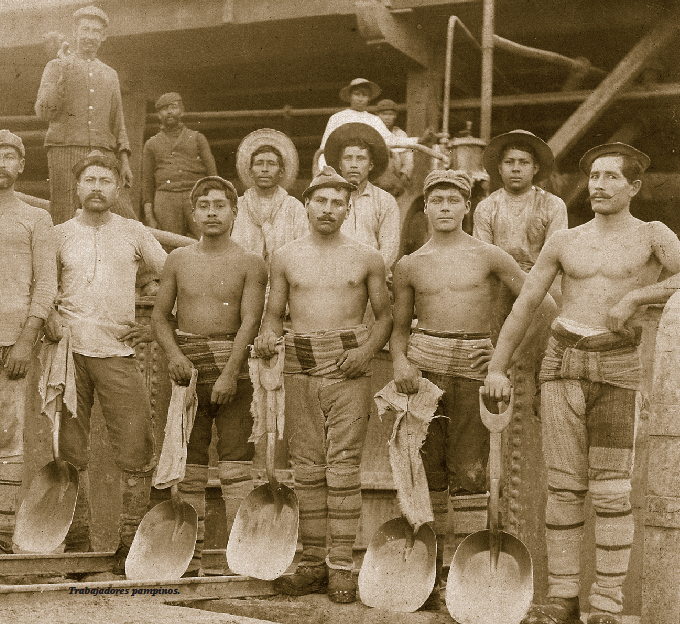
Trabajadores de una oficina salitrera. La explotación del salitre fue la principal fuente económica de Chile a comienzos del.

En 1891 el conflicto entre el presidente José Manuel Balmaceda y el Congreso Nacional desencadenó una guerra civil, donde los congresistas triunfaron e implantaron la República Parlamentaria, dando como resultado el suicidio de Balmaceda. Pese al auge económico, el periodo se caracterizó por una inestabilidad política y el inicio del movimiento proletario de la llamada «cuestión social», provocada por una desigual distribución de la riqueza y diversos problemas que afectaban al mundo popular.

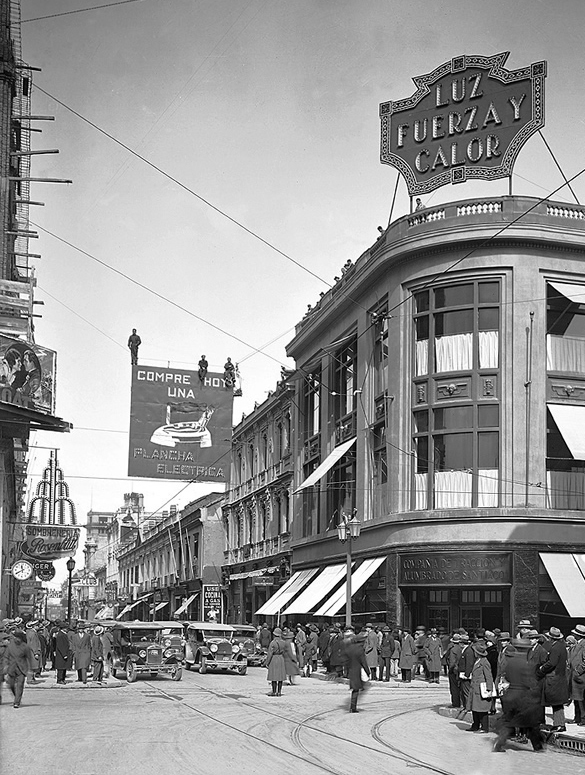
Vista del centro de Santiago, hacia fines de los años 1920.

Tras años de dominio de la oligarquía, en 1920 fue elegido Arturo Alessandri, quien se transformó en un puente provisorio entre la «canalla dorada» y la «querida chusma», como denominaba respectivamente a la élite y a las masas populares, que se encontraban cada vez más agitadas. La crisis se agudizó y llevó a la renuncia de Alessandri en dos oportunidades. Pese a ello, logró promulgar la Constitución de 1925, que originó la República Presidencial.
Carlos Ibáñez fue elegido en 1927 con gran respaldo popular, pero los estragos de la Primera Guerra Mundial, en la que el país se declaró neutral, la mala política económica en el uso de los recursos y la Gran Depresión acabaron con la riqueza creada por la extracción del salitre, produciendo una fuerte crisis económica. En menos de tres años el PIB cayó a menos de la mitad y el país fue considerado el más afectado por la crisis mundial. Ibáñez renunció en 1931 y la inestabilidad política aumentó tras un golpe de Estado que originó la breve República Socialista de Chile, antes de que Alessandri reasumiera el poder y recuperara la economía, lo que no aplacó la tensión entre los partidos políticos. La crisis política también era social; nuevos actores sociales exigían modificaciones a la manera de pensar el país.
En ese escenario, el radical Pedro Aguirre Cerda fue elegido presidente en 1938 por una alianza opuesta a los tradicionales gobiernos de la élite chilena, iniciando así el periodo denominado como «gobiernos radicales». Su mandato realizó diversos cambios, principalmente en el área económica, promoviendo la industrialización chilena mediante la Corporación de Fomento de la Producción, creada junto con la Corporación de Reconstrucción y Auxilio tras el terremoto de Chillán de 1939, el más mortífero en la historia de Chile. Además, su gobierno puso mayor atención a los problemas sociales y estableció la reclamación sobre el Territorio Chileno Antártico. Su sucesor, Juan Antonio Ríos, se enfrentó a la oposición y a las presiones de Estados Unidos durante la Segunda Guerra Mundial para declarar la guerra al Eje, con el que rompió relaciones diplomáticas en 1943. En 1945 Chile declaró la guerra a Japón y fue uno de los cincuenta y un Estados fundadores de la ONU. Tras ser apoyado por el Partido Comunista (PC), el radical Gabriel González Videla fue elegido presidente en la elección de 1946. Sin embargo, al inicio de la Guerra Fría, el alineamiento del país a las potencias occidentales motivó la proscripción del comunismo a través de la llamada «Ley Maldita» en septiembre de 1948.
En 1952 Carlos Ibáñez del Campo fue nuevamente electo presidente, precedido de una profunda desafección ciudadana a los partidos políticos y la participación, por primera vez, de las mujeres en elecciones presidenciales. El apoyo popular se dispersó con el correr de su mandato tras dificultades en la implementación de un programa de gobierno adscrito al nacionalismo populista.

### Tensiones políticas
En 1958 fue elegido Jorge Alessandri, un independiente cercano a ideales de derecha, con el 31,6 %, siendo ratificado por el Congreso pleno. Su gobierno enfrentó el caos producido por el terremoto de Valdivia de 1960, el mayor registrado en la historia de la humanidad, lo que no impidió la realización de la Copa Mundial de Fútbol de 1962. En este periodo se inició la reforma agraria, se creó el Instituto de Desarrollo Agropecuario (Indap), Chile ingresó a la Asociación Latinoamericana de Libre Comercio (Alalc) —hoy Asociación Latinoamericana de Integración (Aladi)—, y se estableció el sistema político de los «tres tercios» —compuesto por la derecha, la Democracia Cristiana y el izquierdista Frente de Acción Popular (FRAP)—.
Temiendo una victoria del Frente de Acción Popular, la derecha apoyó al demócrata cristiano Eduardo Frei Montalva, quien fue elegido en la elección presidencial de 1964. Pese a que intentó realizar su programa de gobierno llamado «revolución en libertad», a través de la expansión de la reforma agraria y la chilenización del cobre, la ascendente tensión política produjo una serie de enfrentamientos a fines de su mandato.

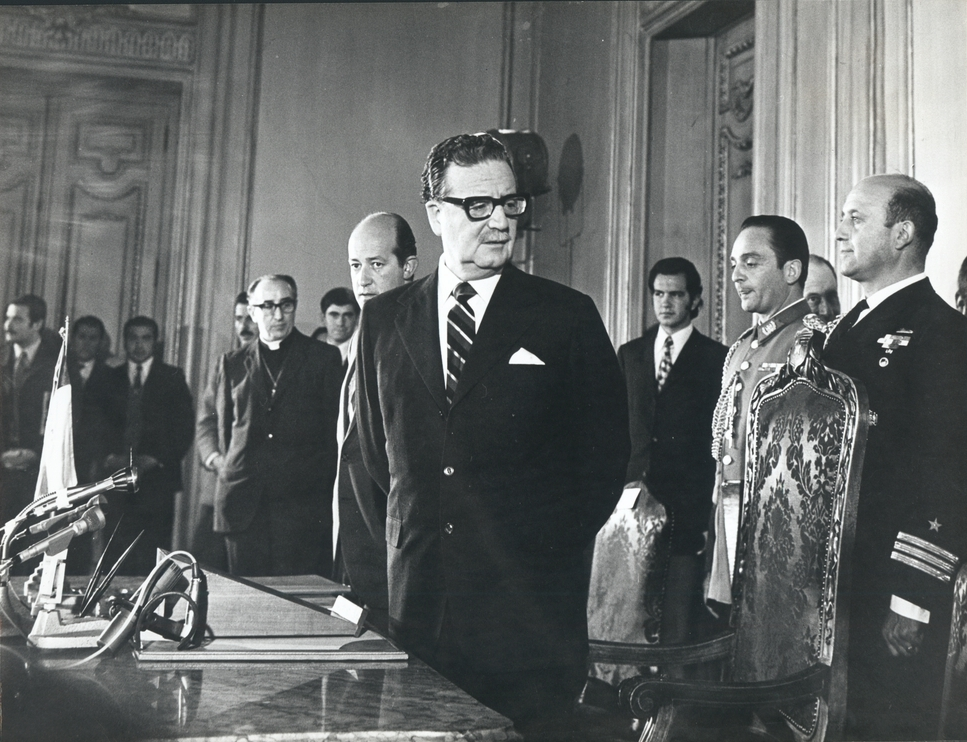
El presidente Salvador Allende durante el pago a las empresas para concretar la nacionalización del cobre.

En las elecciones de 1970, en su cuarta candidatura y con el apoyo de la Unidad Popular (UP), Salvador Allende llega al poder con el 36,6 % de los votos, siendo ratificado por el Congreso pleno. Su gobierno enfrentó problemas económicos externos, como la crisis mundial de 1972-1973, tuvo una errática política económica interna y enfrentó la fuerte oposición del resto del espectro político y del gobierno estadounidense de Richard Nixon en el marco de la Guerra Fría. El cobre fue nacionalizado en 1971, lo que mejoró la situación general con crecimientos del PIB del 8%. Aunque posteriormente, la coyuntura sociopolítica provocó que el país cayera en una crisis económica, y que la hiperinflación llegara a cifras de alrededor del 600 y 800 %.
Los enfrentamientos callejeros entre opositores y adherentes de la Unidad Popular se hicieron frecuentes y alcanzaron altos niveles de violencia. Allende, quien creía en una «revolución democrática», perdió el apoyo del Partido Socialista, que creía en la legitimidad de un levantamiento armado para retener y consolidar el poder. El 22 de agosto de 1973 la oposición en la Cámara de Diputados declara en un acuerdo aprobado con 81 votos a favor y 47 en contra que Allende hizo posible un «grave quebrantamiento del orden constitucional y legal de la república». Finalmente, el 11 de septiembre de 1973 se produjo un golpe de Estado que puso fin al gobierno de Allende, quien se suicidó tras el bombardeo al Palacio de La Moneda.

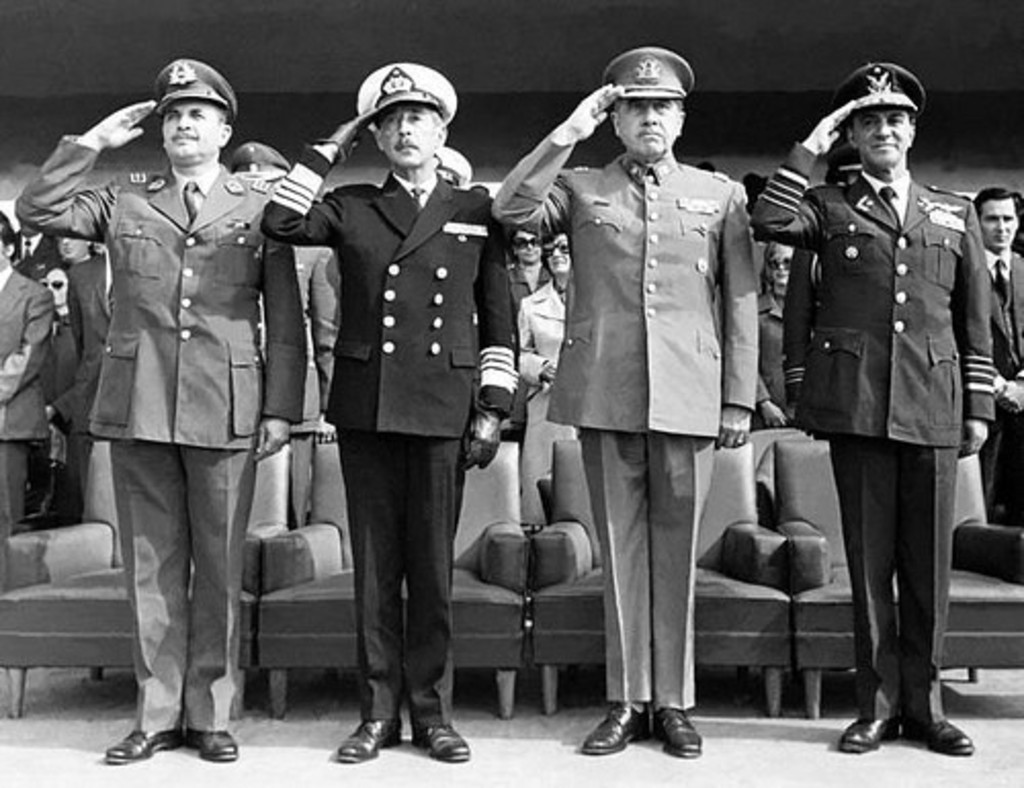
Miembros de la junta militar que gobernó Chile tras el golpe de Estado del 11 de septiembre de 1973.

Tras el golpe de Estado, se instauró una dictadura militar encabezada por Augusto Pinochet, comandante en jefe del Ejército. En este periodo se estableció la represión política contra la oposición y se produjeron diversas violaciones a los derechos humanos —hubo más de 1000 detenidos desaparecidos, 3000 asesinados, más de 35 000 torturados y alrededor de 200 000 exiliados—. En el ámbito económico, Pinochet dirigió una reestructuración del Estado ideada por los llamados Chicago Boys, quienes iniciaron una serie de reformas neoliberales en 1975 que, tras una de las peores caídas en el PIB desde 1929 en −12,9 % para ese año y del ingreso nacional bruto disponible en −23,9 %, llevaron a un crecimiento económico con una tasa promedio anual del 7,3 % entre 1976 y 1981, produciendo lo que el economista liberal Milton Friedman llamaría «milagro de Chile». También se reformó la organización territorial del país con la creación de las regiones como subdivisión máxima.
En 1978 Chile y Argentina se enfrentaron en el conflicto del Beagle, por el dominio de las islas Picton, Nueva y Lennox, que estuvo a horas de provocar una guerra entre ambos países, siendo impedido por la mediación de Juan Pablo II. Existió también el riesgo de una guerra con Perú en 1975, con el posible involucramiento de Bolivia. Con motivo de afianzar la soberanía en la zona austral, fue construida la Carretera Austral y fue fundada la Villa Las Estrellas en el Territorio Chileno Antártico.
El periodo de mayor crisis coincidió con el cambio de década. En el plebiscito de 1980, cuestionado por diversos organismos internacionales, Pinochet logró la aprobación de una nueva Constitución. Sin embargo, la crisis económica de 1982 generó un crecimiento negativo e incrementó el desempleo y la pobreza, lo que originó en 1983 una serie de protestas contra el gobierno y su modelo económico que se extendió hasta el final de su mandato. Durante 1985, tras la reducción del gasto social y la privatización de la mayoría de las empresas estatales —muchas de ellas a un precio inferior al de mercado—, la economía logró recuperar su crecimiento económico, aunque también amplificó la desigualdad en la distribución del ingreso con niveles de pobreza en torno al 40 %.

### Retorno a la democracia

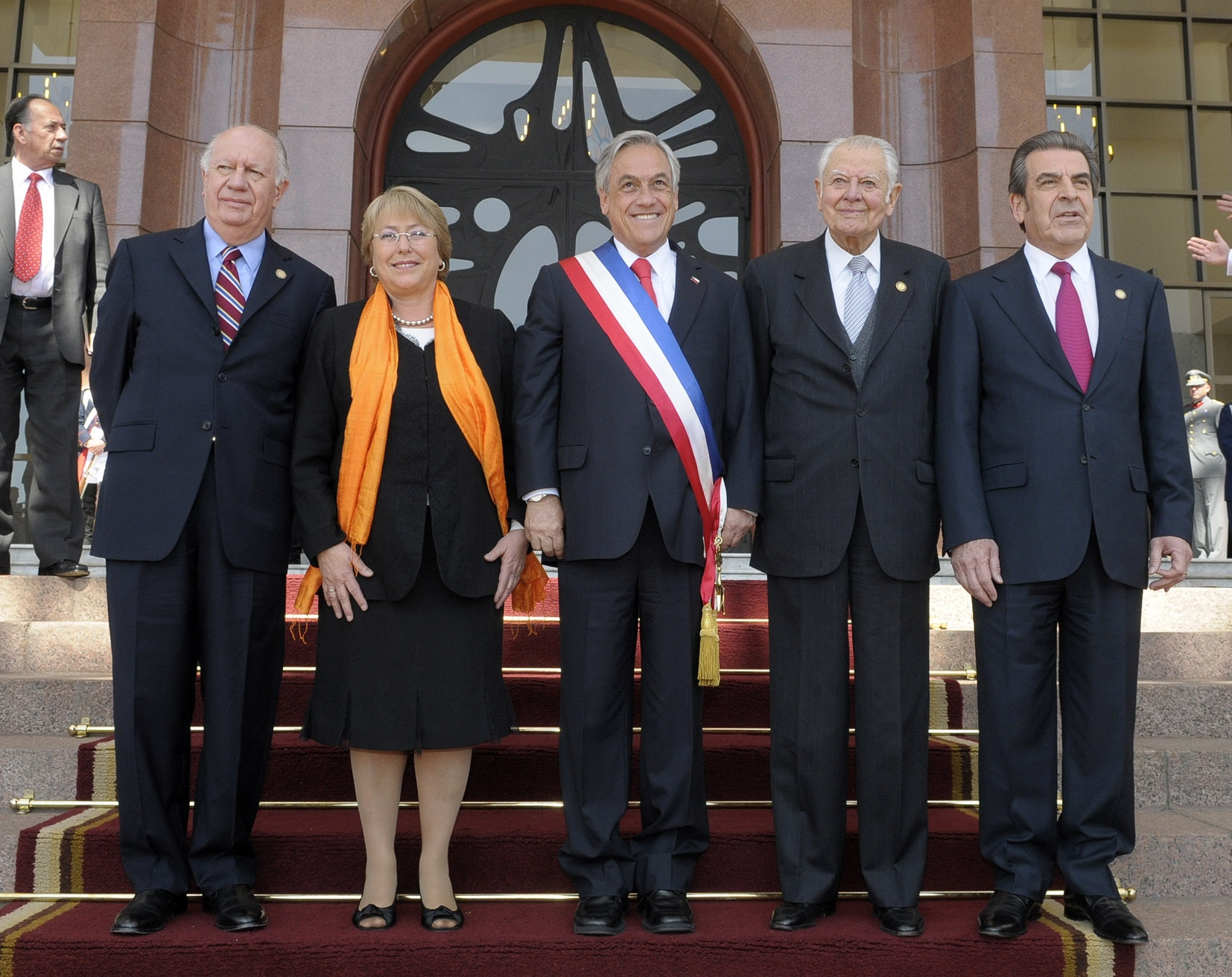
Los presidentes de Chile a partir del retorno a la democracia (de izq. a der.): Ricardo Lagos, Michelle Bachelet, Sebastián Piñera, Patricio Aylwin y Eduardo Frei Ruiz-Tagle.

A fines de los años 1980 se vivió un proceso de retorno a la democracia que culminó con el plebiscito de 1988 y la victoria de la opción No a la prorrogación del mandato con el 54,71 % de los votos escrutados. Augusto Pinochet dejó el cargo el 11 de marzo de 1990 y asumió Patricio Aylwin como primer presidente del periodo conocido como transición a la democracia. Aylwin se convirtió en el primero de cuatro presidentes que gobernaron como parte de la Concertación de Partidos por la Democracia, la coalición de centroizquierda opositora a Pinochet en el plebiscito y que estaba formada por demócrata cristianos, radicales y socialistas. Tras Aylwin, fueron elegidos Eduardo Frei Ruiz-Tagle (1994-2000), Ricardo Lagos (2000-2006) y Michelle Bachelet, que en 2006 se convirtió en la única mujer en serlo en la historia del país.
Los gobiernos de la Concertación se caracterizaron por restaurar el régimen democrático, estableciendo una nueva política nacional fundada en la unidad e intentando restablecer relaciones con las Fuerzas Armadas. Se reconocieron las violaciones a los derechos humanos cometidas durante la dictadura oficialmente a través del «Informe Rettig» y la Comisión Valech y se iniciaron juicios para determinar culpables, muchos de los cuales terminaron con el encarcelamiento de los militares responsables. En 2005, una reforma a la Constitución impulsada por Ricardo Lagos modificó ampliamente los principales espacios de influencia del antiguo régimen que aún quedaban en el texto constitucional.
Económicamente, la transición se caracterizó por un importante crecimiento y un fortalecimiento de la posición fiscal y financiera del país. El PIB per cápita (PPA) pasó de unos USD 5835 en 1990 a USD 18 950 en 2010, convirtiendo a Chile en uno de los países más desarrollados de América Latina. El modelo neoliberal se mantuvo, aunque se impulsaron y profundizaron políticas económicas centradas en el gasto público social, resguardando la estabilidad macroeconómica y reduciendo significativamente la pobreza; un 23,5 % de la población superó la línea de la pobreza entre 1990 y 2009. Se potenció la reinserción del país en los mercados internacionales, celebrando tratados de libre comercio con los principales socios comerciales y el ingreso del país a la Organización para la Cooperación y el Desarrollo Económicos (OCDE) en mayo de 2010.

### Chile contemporáneo
En 2010, el independiente Sebastián Piñera se convirtió en el primer centroderechista en ser electo presidente del país tras 52 años. Su mandato coincidió con el Bicentenario del país y se caracterizó por la recuperación económica tras la crisis financiera de 2008 y la reconstrucción de las zonas afectadas por el terremoto de 2010 en la zona central del país. También debió enfrentar importantes movimientos sociales, principalmente de estudiantes secundarios y universitarios en 2011 y protestas regionales en Magallanes y en Aysén, además de acusaciones sobre manipulación de cifras, especialmente en el ámbito de la caracterización de la pobreza, la inflación y el censo de 2012; a los que se sumarían casos de presunta corrupción en algunos de sus colaboradores tras finalizar su gobierno.
En 2013 fue elegida Michelle Bachelet para un segundo periodo presidencial, apoyada por las fuerzas de la Nueva Mayoría. Su gobierno se caracterizó por el impulso de una serie de reformas, muchas orientadas a las demandas de los movimientos sociales surgidos los años anteriores; dentro de las más destacadas están los cambios al sistema tributario, la despenalización parcial del aborto, reformas al sistema educacional y la implementación gradual de la gratuidad en todo el sistema escolar, incluyendo la educación superior. Bachelet también debió enfrentar la aparición de varios casos de corrupción que sacudieron tanto al mundo político como a la élite económica del país.

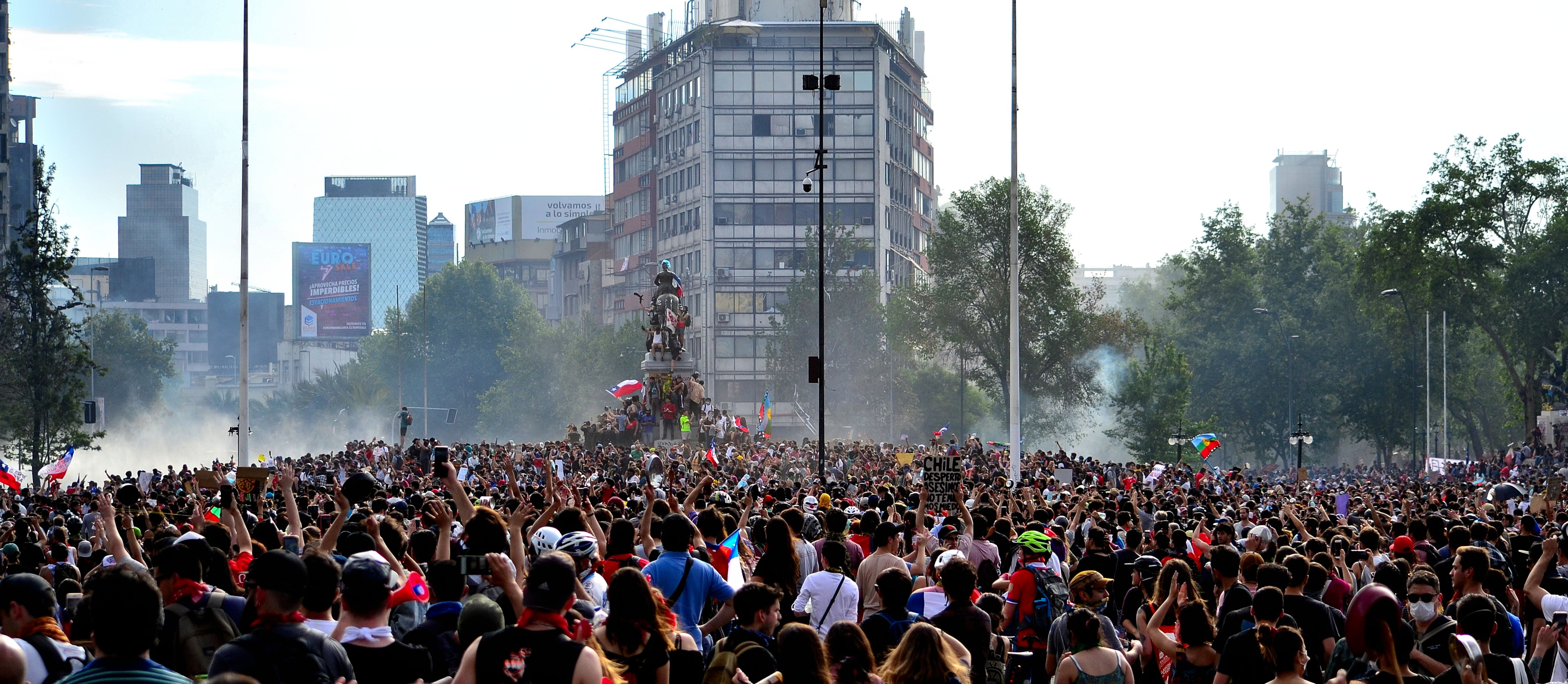
Protestas iniciadas en octubre de 2019, conocidas popularmente como el «Estallido social».

En 2018 Sebastián Piñera asumió su segundo mandato presidencial tras ganar las elecciones de 2017. En este mandato se produjeron las mayores protestas desde el retorno a la democracia y se llegó a decretar el toque de queda en algunas ciudades. Ante las fuertes protestas, en noviembre de 2019 Sebastián Piñera anunció un acuerdo político para generar una nueva constitución que reemplace a la de 1980. El 24 de diciembre se publicó la reforma constitucional que convocó a plebiscito para abril de 2020, luego postergado a octubre del mismo año a consecuencia de la pandemia de COVID-19. En el referéndum participaron el 50,95 % de los habilitados para votar; ganando la opción de Apruebo a la creación de una nueva constitución con un 78,28 % y la opción de Convención Constitucional como el órgano redactor con un 79,00 %. Entre 2021 y 2022 la Convención Constitucional finalizó su propuesta de nueva constitución que se sometió a plebiscito ratificatorio, esta vez con voto obligatorio. En esta ocasión participó un histórico 86 % del electorado, y la opción de Rechazo al texto propuesto triunfó con un 61,87 %. De esta forma la ciudadanía en su mayoría se opuso al proyecto presentado por la convención.
En 2022 asumió la presidencia del país el izquierdista Gabriel Boric —apoyado por el Frente Amplio, el pacto Chile Digno Verde y Soberano, así como el Socialismo Democrático, integrado por partidos de la ex Concertación—, quien en sus primeros meses de mandato enfrentó la violencia rural en la macrozona sur, la crisis migratoria en la macrozona norte y la inflación más alta de los últimos 30 años.
En 2023 tras otro proceso constitucional se rechaza la segunda propuesta de constitución en un plebiscito con el 55,76 % de los votos y 84,48 % de participación electoral.

## Estado, gobierno y política

### Gobierno y administración

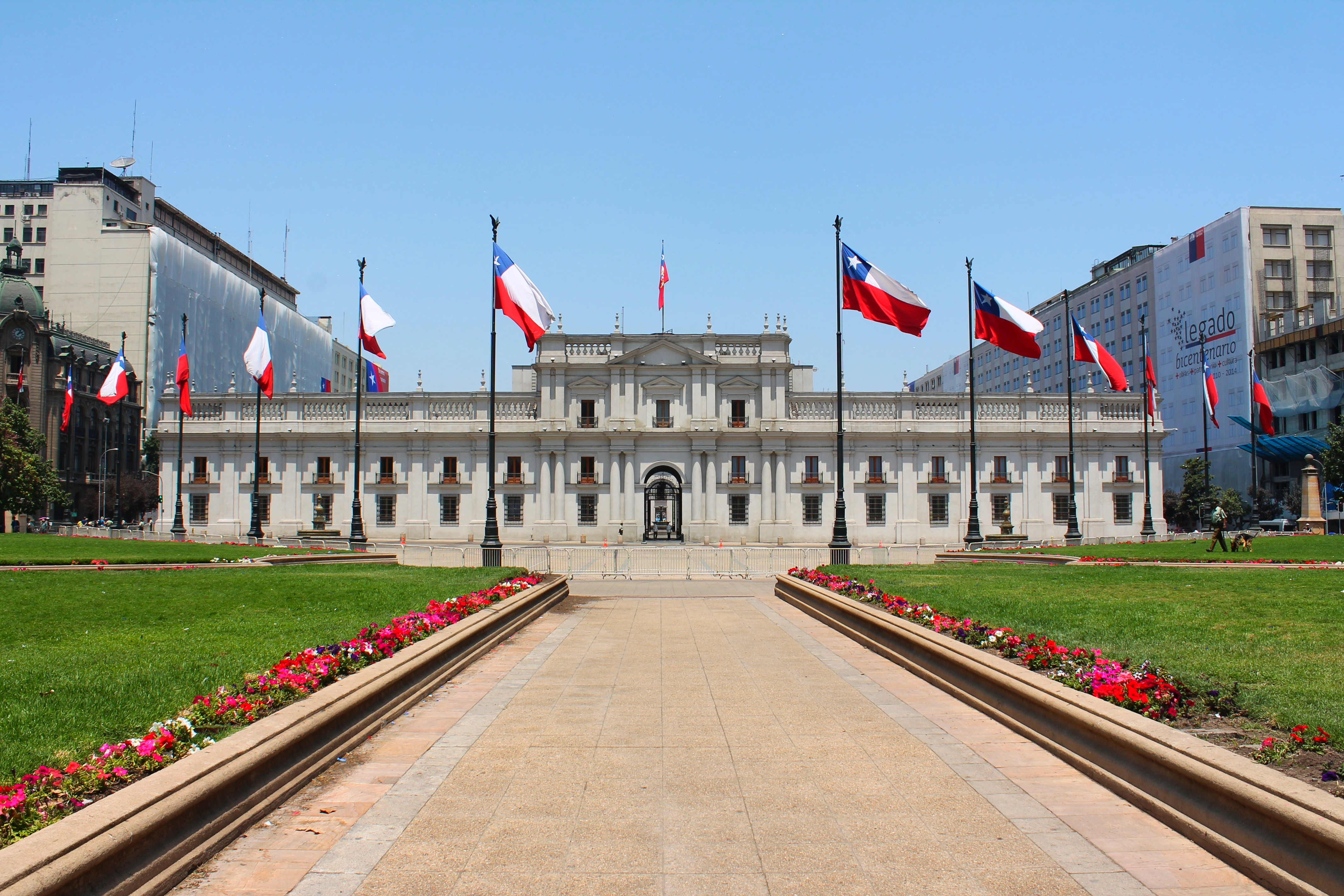
El Palacio de La Moneda, sede del Poder Ejecutivo chileno.

La República de Chile es un Estado unitario, democrático y presidencialista, conformado por diversas instituciones autónomas insertas en un esquema constitucional que determina ciertas funciones y distribuye las competencias entre los órganos del Estado. La administración del estado es funcional y territorialmente descentralizada y desconcentrada.
Aprobada en el plebiscito del 11 de septiembre de 1980, la Constitución Política de la República de Chile —el décimo texto constitucional en la historia chilena— ha regido el país desde el 11 de marzo de 1981. A partir de 1989, ha sido reformada en más de 60 ocasiones.
El poder ejecutivo o, más propiamente, el gobierno y la administración pública, están encabezados por el presidente de la República, quien es el jefe de Estado y el jefe de gobierno. Según la Constitución, el presidente permanece en el ejercicio de sus funciones por un término de 4 años y no puede ser reelegido para el periodo siguiente, y es quien designa a los ministros de Estado, quienes son sus colaboradores directos e inmediatos en el gobierno y administración del Estado y funcionarios de su exclusiva confianza.
El poder legislativo, a cargo de la formación, reforma y derogación de las leyes, reside tanto en el presidente de la República —en calidad de colegislador— como en el Congreso Nacional, con sede en Valparaíso, de carácter bicameral, de carácter bicameral, compuesto por un Senado y una Cámara de Diputados elegidos por votación popular. El Senado está formado por 50 senadores que permanecen en el cargo por 8 años con la posibilidad de ser reelectos sucesivamente un período en sus respectivas circunscripciones, las que eligen, dependiendo la circunscripción, entre 2 y 5 senadores en cada elección; cada 4 años se renueva la mitad de la plantilla de senadores en las elecciones parlamentarias regulares. La Cámara de Diputados está formada por 155 miembros que permanecen 4 años en el cargo y pueden ser reelectos sucesivamente dos períodos en sus respectivos distritos, los que, dependiendo el distrito, eligen entre 3 y 8 diputados en cada elección, en que se renueva la totalidad de la cámara.
Para las elecciones parlamentarias, entre 1989 y 2013 se utilizó el sistema binominal, el que fomentó el establecimiento de dos bloques políticos mayoritarios —Concertación y Alianza— a expensas de la exclusión de grupos políticos no mayoritarios. En 2015 se aprobó un sistema electoral proporcional moderado que rige desde las elecciones parlamentarias de 2017, permitiendo el ingreso de nuevos partidos y coaliciones.
El poder judicial, constituido por tribunales autónomos e independientes que ejercen la función jurisdiccional, tiene a la Corte Suprema de Justicia —integrada por 21 ministros— como su máxima instancia, cortes de apelaciones en cada región y tribunales inferiores de competencia común y especializados a lo largo del país. Además, existe un Ministerio Público autónomo y jerarquizado, que dirige en forma exclusiva la investigación criminal y ejerce la acción penal pública.
El Tribunal Constitucional, autónomo e independiente, tiene el control de constitucionalidad de los proyectos de ley y de los autos acordados, decretos y leyes. Asimismo, la autónoma Contraloría General de la República ejerce el control de legalidad de los actos de la administración pública y fiscaliza el ingreso y la inversión de los fondos públicos.
El Tribunal Calificador de Elecciones y dieciséis tribunales electorales regionales son los encargados de la calificación de las elecciones y de resolver las reclamaciones electorales, mientras que el Servicio Electoral se encarga de la organización de los procesos electorales y de la administración del registro electoral y del registro de los partidos políticos.

### Política
A lo largo de la historia de Chile han existido diversos partidos políticos, que fueron o prohibidos o suspendidos en 1973. En 1987, los partidos políticos se reorganizaron para participar en el plebiscito nacional de 1988. El escenario actual ha sido modelado por el estallido social y las elecciones de convencionales constituyentes.
Actualmente las principales coaliciones políticas en Chile son:
Oficialismo:
- Apruebo Dignidad (AD) es una coalición de izquierda que tiene su origen en las elecciones de convencionales constituyentes de 2021, para conformar una lista de izquierda distinta a la Lista del Apruebo (de centroizquierda). Luego del éxito en dicha elección, realizó primarias presidenciales, en las cuales fue ganador Gabriel Boric (CS, FA). Está formada por el Frente Amplio (FA) y el pacto Chile Digno (ChD), este último conformado por el Partido Comunista (PC), la Federación Regionalista Verde Social (FRVS) y Acción Humanista (AH).
- Socialismo Democrático (SD) es una coalición de centroizquierda, sucesora de la Unidad Constituyente, y esta de la Concertación de Partidos por la Democracia —que apoyó la opción No en el plebiscito de 1988 y que gobernó posteriormente el país desde 1990 hasta 2010—. Este pacto está conformado por los partidos por la Democracia (PPD), Radical (PR), Socialista (PS) y Liberal (PL).

Oposición:
- Chile Vamos (ChV) es una coalición de centroderecha con raíces de conservadurismo liberal, formada por Renovación Nacional (RN), Evolución Política (Evópoli) y la Unión Demócrata Independiente (UDI). Tiene sus orígenes en la coalición Democracia y Progreso, formada para las elecciones parlamentarias por los principales partidos que apoyaron la opción Sí en el plebiscito nacional de 1988, pese a que desde entonces ha utilizado diversos nombres. Fue la coalición gobernante durante el segundo gobierno de Sebastián Piñera (2018-2022).

En el Congreso Nacional, Chile Vamos posee 52 diputados y 24 senadores, mientras el grupo parlamentario de Apruebo Dignidad está formado por 37 diputados y 6 senadores. Socialismo Democrático es la tercera fuerza política con 30 diputados y 13 senadores. Los demás grupos que tienen representación parlamentaria son el Partido Republicano (15 diputados y 1 senador), el Partido Demócrata Cristiano (8 diputados y 5 senadores), el Partido de la Gente (8 diputados), y los independientes fuera de coalición (5 diputados y 1 senador).

### Sufragio
La Constitución establece el derecho a sufragio a los 18 años e indica que, en las votaciones populares, «el sufragio será personal, igualitario, secreto y voluntario». La inscripción en el Registro electoral es automática. A los chilenos residentes en el extranjero se les reconoce su derecho a votar en las elecciones primarias presidenciales, en las elecciones de presidente de la República y en los plebiscitos nacionales. A los extranjeros avecindados en Chile se les reconoce su derecho a votar en todas las elecciones y plebiscitos, siempre que acrediten residencia en el país por más de cinco años, tengan cumplido dieciocho años de edad y no hayan sido condenados a pena aflictiva.
En Chile solo puede convocarse a votación popular para las elecciones y plebiscitos expresamente previstos en la Constitución Política, entendiendo por tales los plebiscitos nacionales y comunales, la elección de presidente de la República, senadores, diputados, gobernadores regionales, consejeros regionales, alcaldes y concejales, así como la elección primaria para la nominación de los candidatos a dichos cargos, con excepción de consejeros regionales y concejales.
Tanto los locales de votación como sus mesas son mixtos. Los vocales de mesa son elegidos de entre los mismos electores mediante sorteo previo. Quienes resulten electos tienen la obligación de presentarse y cumplir con los deberes establecidos por la ley, aunque ella provee algunos motivos que justifican su ausencia.
El sufragio femenino en igualdad al masculino se aprobó en 1949. Las chilenas han votado en elecciones municipales desde 1935 y en las presidenciales a partir de 1952.

### Organización territorial
Para su funcionamiento administrativo el país cuenta con 16 regiones, 56 provincias y 346 comunas.
El gobierno de cada una de las regiones reside en el gobernador regional, quien es, desde 2021, electo por voto popular. La administración regional corresponde a los gobiernos regionales, conformados por el respectivo gobernador y un consejo regional, integrado por consejeros, electos por votación popular por periodos de 4 años. El gobierno central es representado en cada región por un delegado presidencial regional, y en cada provincia por un gobernador provincial; ambos son designados y removidos libremente por el presidente. Por su parte, la administración local corresponde a las municipalidades, compuestas por un alcalde y un concejo comunal, electos por votación popular por periodos de 4 años.
| Organización territorial de Chile         | Organización territorial de Chile | Organización territorial de Chile | Organización territorial de Chile | Organización territorial de Chile | Organización territorial de Chile |
| Región                                    | Población                         | Superficie (km2)                  | Densidad                          | Capital                           | Mapa administrativo |
| ----------------------------------------- | --------------------------------- | --------------------------------- | --------------------------------- | --------------------------------- | --- |
| Arica y Parinacota                        | 224 548                           | 16 873,3                          | 13,40                             | Arica                             | Arica y Parinacota Tarapacá Antofagasta Atacama Coquimbo Valparaíso R. M. de Santiago O'Higgins Maule Ñuble Biobío Araucanía Los Ríos Los Lagos Aysén Magallanes y Antártica Chilena Perú Bolivia Argentina Islas del Pacífico (Valparaíso) Archipiélago Juan Fernández Robinson Crusoe Alejandro Selkirk Rapa Nui (Isla de Pascua) Salas y Gómez Islas Desventuradas Océano Pacífico Pasaje de Drake Territorio Antártico (reclamación) |
| Tarapacá                                  | 324 930                           | 42 225,8                          | 7,83                              | Iquique                           | Arica y Parinacota Tarapacá Antofagasta Atacama Coquimbo Valparaíso R. M. de Santiago O'Higgins Maule Ñuble Biobío Araucanía Los Ríos Los Lagos Aysén Magallanes y Antártica Chilena Perú Bolivia Argentina Islas del Pacífico (Valparaíso) Archipiélago Juan Fernández Robinson Crusoe Alejandro Selkirk Rapa Nui (Isla de Pascua) Salas y Gómez Islas Desventuradas Océano Pacífico Pasaje de Drake Territorio Antártico (reclamación) |
| Antofagasta                               | 599 335                           | 126 049,1                         | 4,82                              | Antofagasta                       | Arica y Parinacota Tarapacá Antofagasta Atacama Coquimbo Valparaíso R. M. de Santiago O'Higgins Maule Ñuble Biobío Araucanía Los Ríos Los Lagos Aysén Magallanes y Antártica Chilena Perú Bolivia Argentina Islas del Pacífico (Valparaíso) Archipiélago Juan Fernández Robinson Crusoe Alejandro Selkirk Rapa Nui (Isla de Pascua) Salas y Gómez Islas Desventuradas Océano Pacífico Pasaje de Drake Territorio Antártico (reclamación) |
| Atacama                                   | 285 363                           | 75 176,2                          | 3,81                              | Copiapó                           | Arica y Parinacota Tarapacá Antofagasta Atacama Coquimbo Valparaíso R. M. de Santiago O'Higgins Maule Ñuble Biobío Araucanía Los Ríos Los Lagos Aysén Magallanes y Antártica Chilena Perú Bolivia Argentina Islas del Pacífico (Valparaíso) Archipiélago Juan Fernández Robinson Crusoe Alejandro Selkirk Rapa Nui (Isla de Pascua) Salas y Gómez Islas Desventuradas Océano Pacífico Pasaje de Drake Territorio Antártico (reclamación) |
| Coquimbo                                  | 742 178                           | 40 579,9                          | 18,67                             | La Serena                         | Arica y Parinacota Tarapacá Antofagasta Atacama Coquimbo Valparaíso R. M. de Santiago O'Higgins Maule Ñuble Biobío Araucanía Los Ríos Los Lagos Aysén Magallanes y Antártica Chilena Perú Bolivia Argentina Islas del Pacífico (Valparaíso) Archipiélago Juan Fernández Robinson Crusoe Alejandro Selkirk Rapa Nui (Isla de Pascua) Salas y Gómez Islas Desventuradas Océano Pacífico Pasaje de Drake Territorio Antártico (reclamación) |
| Valparaíso                                | 1 790 219                         | 16 396,1                          | 110,75                            | Valparaíso                        | Arica y Parinacota Tarapacá Antofagasta Atacama Coquimbo Valparaíso R. M. de Santiago O'Higgins Maule Ñuble Biobío Araucanía Los Ríos Los Lagos Aysén Magallanes y Antártica Chilena Perú Bolivia Argentina Islas del Pacífico (Valparaíso) Archipiélago Juan Fernández Robinson Crusoe Alejandro Selkirk Rapa Nui (Isla de Pascua) Salas y Gómez Islas Desventuradas Océano Pacífico Pasaje de Drake Territorio Antártico (reclamación) |
| Metropolitana de Santiago                 | 7 036 792                         | 15 403,2                          | 461,77                            | Santiago                          | Arica y Parinacota Tarapacá Antofagasta Atacama Coquimbo Valparaíso R. M. de Santiago O'Higgins Maule Ñuble Biobío Araucanía Los Ríos Los Lagos Aysén Magallanes y Antártica Chilena Perú Bolivia Argentina Islas del Pacífico (Valparaíso) Archipiélago Juan Fernández Robinson Crusoe Alejandro Selkirk Rapa Nui (Isla de Pascua) Salas y Gómez Islas Desventuradas Océano Pacífico Pasaje de Drake Territorio Antártico (reclamación) |
| Libertador General Bernardo O'Higgins     | 908 545                           | 16 387                            | 54,96                             | Rancagua                          | Arica y Parinacota Tarapacá Antofagasta Atacama Coquimbo Valparaíso R. M. de Santiago O'Higgins Maule Ñuble Biobío Araucanía Los Ríos Los Lagos Aysén Magallanes y Antártica Chilena Perú Bolivia Argentina Islas del Pacífico (Valparaíso) Archipiélago Juan Fernández Robinson Crusoe Alejandro Selkirk Rapa Nui (Isla de Pascua) Salas y Gómez Islas Desventuradas Océano Pacífico Pasaje de Drake Territorio Antártico (reclamación) |
| Maule                                     | 1 033 197                         | 30 296,1                          | 34,49                             | Talca                             | Arica y Parinacota Tarapacá Antofagasta Atacama Coquimbo Valparaíso R. M. de Santiago O'Higgins Maule Ñuble Biobío Araucanía Los Ríos Los Lagos Aysén Magallanes y Antártica Chilena Perú Bolivia Argentina Islas del Pacífico (Valparaíso) Archipiélago Juan Fernández Robinson Crusoe Alejandro Selkirk Rapa Nui (Isla de Pascua) Salas y Gómez Islas Desventuradas Océano Pacífico Pasaje de Drake Territorio Antártico (reclamación) |
| Ñuble                                     | 480 609                           | 13 178,5                          | 33,5                              | Chillán                           | Arica y Parinacota Tarapacá Antofagasta Atacama Coquimbo Valparaíso R. M. de Santiago O'Higgins Maule Ñuble Biobío Araucanía Los Ríos Los Lagos Aysén Magallanes y Antártica Chilena Perú Bolivia Argentina Islas del Pacífico (Valparaíso) Archipiélago Juan Fernández Robinson Crusoe Alejandro Selkirk Rapa Nui (Isla de Pascua) Salas y Gómez Islas Desventuradas Océano Pacífico Pasaje de Drake Territorio Antártico (reclamación) |
| Biobío                                    | 1 538 194                         | 23 890,2                          | 64,38                             | Concepción                        | Arica y Parinacota Tarapacá Antofagasta Atacama Coquimbo Valparaíso R. M. de Santiago O'Higgins Maule Ñuble Biobío Araucanía Los Ríos Los Lagos Aysén Magallanes y Antártica Chilena Perú Bolivia Argentina Islas del Pacífico (Valparaíso) Archipiélago Juan Fernández Robinson Crusoe Alejandro Selkirk Rapa Nui (Isla de Pascua) Salas y Gómez Islas Desventuradas Océano Pacífico Pasaje de Drake Territorio Antártico (reclamación) |
| La Araucanía                              | 938 626                           | 31 842,3                          | 30,06                             | Temuco                            | Arica y Parinacota Tarapacá Antofagasta Atacama Coquimbo Valparaíso R. M. de Santiago O'Higgins Maule Ñuble Biobío Araucanía Los Ríos Los Lagos Aysén Magallanes y Antártica Chilena Perú Bolivia Argentina Islas del Pacífico (Valparaíso) Archipiélago Juan Fernández Robinson Crusoe Alejandro Selkirk Rapa Nui (Isla de Pascua) Salas y Gómez Islas Desventuradas Océano Pacífico Pasaje de Drake Territorio Antártico (reclamación) |
| Los Ríos                                  | 380 181                           | 18 429,5                          | 20,88                             | Valdivia                          | Arica y Parinacota Tarapacá Antofagasta Atacama Coquimbo Valparaíso R. M. de Santiago O'Higgins Maule Ñuble Biobío Araucanía Los Ríos Los Lagos Aysén Magallanes y Antártica Chilena Perú Bolivia Argentina Islas del Pacífico (Valparaíso) Archipiélago Juan Fernández Robinson Crusoe Alejandro Selkirk Rapa Nui (Isla de Pascua) Salas y Gómez Islas Desventuradas Océano Pacífico Pasaje de Drake Territorio Antártico (reclamación) |
| Los Lagos                                 | 823 204                           | 48 583,6                          | 17,06                             | Puerto Montt                      | Arica y Parinacota Tarapacá Antofagasta Atacama Coquimbo Valparaíso R. M. de Santiago O'Higgins Maule Ñuble Biobío Araucanía Los Ríos Los Lagos Aysén Magallanes y Antártica Chilena Perú Bolivia Argentina Islas del Pacífico (Valparaíso) Archipiélago Juan Fernández Robinson Crusoe Alejandro Selkirk Rapa Nui (Isla de Pascua) Salas y Gómez Islas Desventuradas Océano Pacífico Pasaje de Drake Territorio Antártico (reclamación) |
| Aysén del General Carlos Ibáñez del Campo | 102 317                           | 108 494,4                         | 0,95                              | Coyhaique                         | Arica y Parinacota Tarapacá Antofagasta Atacama Coquimbo Valparaíso R. M. de Santiago O'Higgins Maule Ñuble Biobío Araucanía Los Ríos Los Lagos Aysén Magallanes y Antártica Chilena Perú Bolivia Argentina Islas del Pacífico (Valparaíso) Archipiélago Juan Fernández Robinson Crusoe Alejandro Selkirk Rapa Nui (Isla de Pascua) Salas y Gómez Islas Desventuradas Océano Pacífico Pasaje de Drake Territorio Antártico (reclamación) |
| Magallanes y Antártica Chilena            | 165 593                           | 132 297,2(1)                      | 1,26                              | Punta Arenas                      | Arica y Parinacota Tarapacá Antofagasta Atacama Coquimbo Valparaíso R. M. de Santiago O'Higgins Maule Ñuble Biobío Araucanía Los Ríos Los Lagos Aysén Magallanes y Antártica Chilena Perú Bolivia Argentina Islas del Pacífico (Valparaíso) Archipiélago Juan Fernández Robinson Crusoe Alejandro Selkirk Rapa Nui (Isla de Pascua) Salas y Gómez Islas Desventuradas Océano Pacífico Pasaje de Drake Territorio Antártico (reclamación) |
| Chile                                     | 17 373 831                        | 756 102,4(2)                      | 23,24                             | Santiago                          | Arica y Parinacota Tarapacá Antofagasta Atacama Coquimbo Valparaíso R. M. de Santiago O'Higgins Maule Ñuble Biobío Araucanía Los Ríos Los Lagos Aysén Magallanes y Antártica Chilena Perú Bolivia Argentina Islas del Pacífico (Valparaíso) Archipiélago Juan Fernández Robinson Crusoe Alejandro Selkirk Rapa Nui (Isla de Pascua) Salas y Gómez Islas Desventuradas Océano Pacífico Pasaje de Drake Territorio Antártico (reclamación) |

(1) Incluido el Territorio Chileno Antártico, su superficie alcanza 1 382 554,8 km2
(2) Incluido el Territorio Chileno Antártico, su superficie alcanza 2 006 360 km2

### Defensa y seguridad
La defensa del país está a cargo de las tres ramas de las Fuerzas Armadas chilenas: el Ejército (1810), la Armada (1818) y la Fuerza Aérea (1930), cuyas funciones son preservar la integridad territorial y la seguridad exterior de la nación. En caso de guerra, el presidente de la República asume la jefatura suprema de ellas.
A estas unidades militares regulares se suman las Fuerzas de Orden y Seguridad de Chile, compuestas por el cuerpo de Carabineros (1927) y la Policía de Investigaciones (1933), que constituyen la fuerza pública y son las encargadas de dar eficacia al derecho y garantizar el orden público y la seguridad pública al interior del país. Además, existe el cuerpo de Gendarmería (1921), encargado de custodiar las cárceles y otros recintos de reclusión, junto con brindar seguridad al interior de los tribunales, y la Agencia Nacional de Inteligencia (2004), cuyo objetivo es producir inteligencia para asesorar al presidente de la República y a otras autoridades superiores del Estado en el resguardo de las amenazas de terrorismo, narcotráfico y el crimen organizado.
Administrativamente, las Fuerzas Armadas dependen del Ministerio de Defensa Nacional; Carabineros, la Policía de Investigaciones y la Agencia Nacional de Inteligencia, del Ministerio del Interior y Seguridad Pública; y el cuerpo de Gendarmería, del Ministerio de Justicia y Derechos Humanos.
Chile no ha tenido un enfrentamiento bélico desde la Guerra del Pacífico (1879-1883). El gasto militar respecto a su PIB representa un 2,0 % en 2021, estando en la posición 57.ª en el mundo si se considera ese indicador. Según la ley 13196 de 1958, este gasto es financiado en gran parte con el 10 % que debe entregar Codelco por las ganancias derivadas de la exportación de cobre. Esta cifra se explica debido a la larga extensión del contingente militar a causa de la particular forma geográfica del país y al costo derivado de los sistemas de previsión de exuniformados, que incluyen también a Carabineros, lo cual consume más del 54 % de los ingresos.
Tras años en los que se planteó la abolición de su obligatoriedad, el servicio militar masculino se ha convertido en una inscripción voluntaria que, en caso de no llenar las vacantes, distribuye el resto de los cupos mediante sorteo entre los no voluntarios.
Durante la dictadura militar del general Augusto Pinochet, las Fuerzas Armadas alcanzaron un alto rango de importancia en la vida civil. Sin embargo, el excomandante en jefe del Ejército Juan Emilio Cheyre dio pasos importantes para asegurar la profesionalización, la prescindencia política del Ejército, su calidad de cuerpo no deliberante y la sujeción al poder civil democráticamente constituido. Uno de estos pasos fue el reconocimiento de las responsabilidades institucionales del Ejército en violaciones a los derechos humanos ocurridas entre 1973 y 1990.
En la actualidad, las Fuerzas Armadas siguen siendo blanco de críticas en la sociedad chilena. Un ejemplo de ello es que hasta la fecha siguen manteniendo un régimen de seguridad social distinta al resto de trabajadores chilenos. Mientras en la actualidad el sistema de capitalización individual es la norma, las fuerzas armadas mantienen un sistema de reparto que es administrado bajo Capredena y Dipreca. 

### Relaciones exteriores
Las relaciones exteriores de Chile se encuentran determinadas por una serie de factores políticos, históricos y geoestratégicos de Chile, tales como los conflictos históricos y tratados limítrofes con países vecinos, como la Guerra del Pacífico con Perú (Tratado de Ancón y Tratado de Lima) y Bolivia (Tratado de Paz y Amistad de 1904), y el Conflicto del Beagle con Argentina (Tratado de Paz y Amistad de 1984), presentar el mayor desarrollo institucional multilateral del sistema de Naciones Unidas en América Latina (después de Costa Rica), ser un país de debate, polarización y enfrentamiento en el periodo de Guerra Fría, integrar la campaña de represión política y terrorismo de Estado del Plan Cóndor durante el periodo de Dictadura Militar, ser una nación marítima y puerta de entrada o hub de América Latina hacia la región del Asia-Pacífico y la Antártica, y la protección a nivel constitucional y consenso de adhesión a los principios neoliberales del Consenso de Washington por parte de la élite política de la transición a la democracia.
Desde el retorno a la democracia en 1990, las relaciones exteriores estuvieron marcadas por la definición estratégica de recuperación del estatus democrático y reinserción del país en la comunidad internacional, en un contexto global marcado por la disolución de la Unión Soviética y la caída del Muro de Berlín, además de la consolidación de Estados Unidos como poder hegemónico unipolar y agente promotor de la globalización neoliberal, basada en la reducción a las barreras arancelarias y normativas en el flujo de comercio e inversiones internacionales. En paralelo a un escenario sociopolítico interno caracterizado por la socialización del impacto de la Dictadura en el deterioro institucional y la violación de derechos humanos en Chile, y la búsqueda de una nueva institucionalidad que garantice los derechos fundamentales y el Estado de derecho, determinada en aquel entonces por la hegemonía del proyecto político de la Concertación de Partidos por la Democracia. El país estableció, bajo el enfoque institucionalista de las Relaciones Internacionales, un modelo de inserción internacional de país conectado con los principales mercados globales, mediante tratados de libre comercio, ylos principios políticos de respeto del derecho internacional y la resolución pacífica de controversias, la promoción de la democracia y el multilateralismo, el respeto de los derechos humanos, y la responsabilidad de cooperar.
En 1945 Chile fue uno de los cincuenta y un Estados fundadores de la ONU, donde ha sido miembro no permanente de su Consejo de Seguridad en cinco ocasiones: en los periodos 1952-1953, 1961-1962, 1996-1997, 2003-2004 y 2014-2015. Como apoyo a las misiones de paz de la ONU, Chile ha destacado diversos cuerpos militares en Bosnia y Herzegovina (UNMIBH), Camboya (UNTAC), Chipre (UNFICYP), El Salvador (ONUSAL), Haití (MINUSTAH), India-Pakistán (UNMOGIP), (UNIPOM); Irak-Kuwait (UNIKOM), Kosovo (MINUK), Líbano (UNOGIL), Oriente Medio (UNTSO), República Democrática del Congo (MONUC) y Timor Oriental (UNTAET y UNMISET).

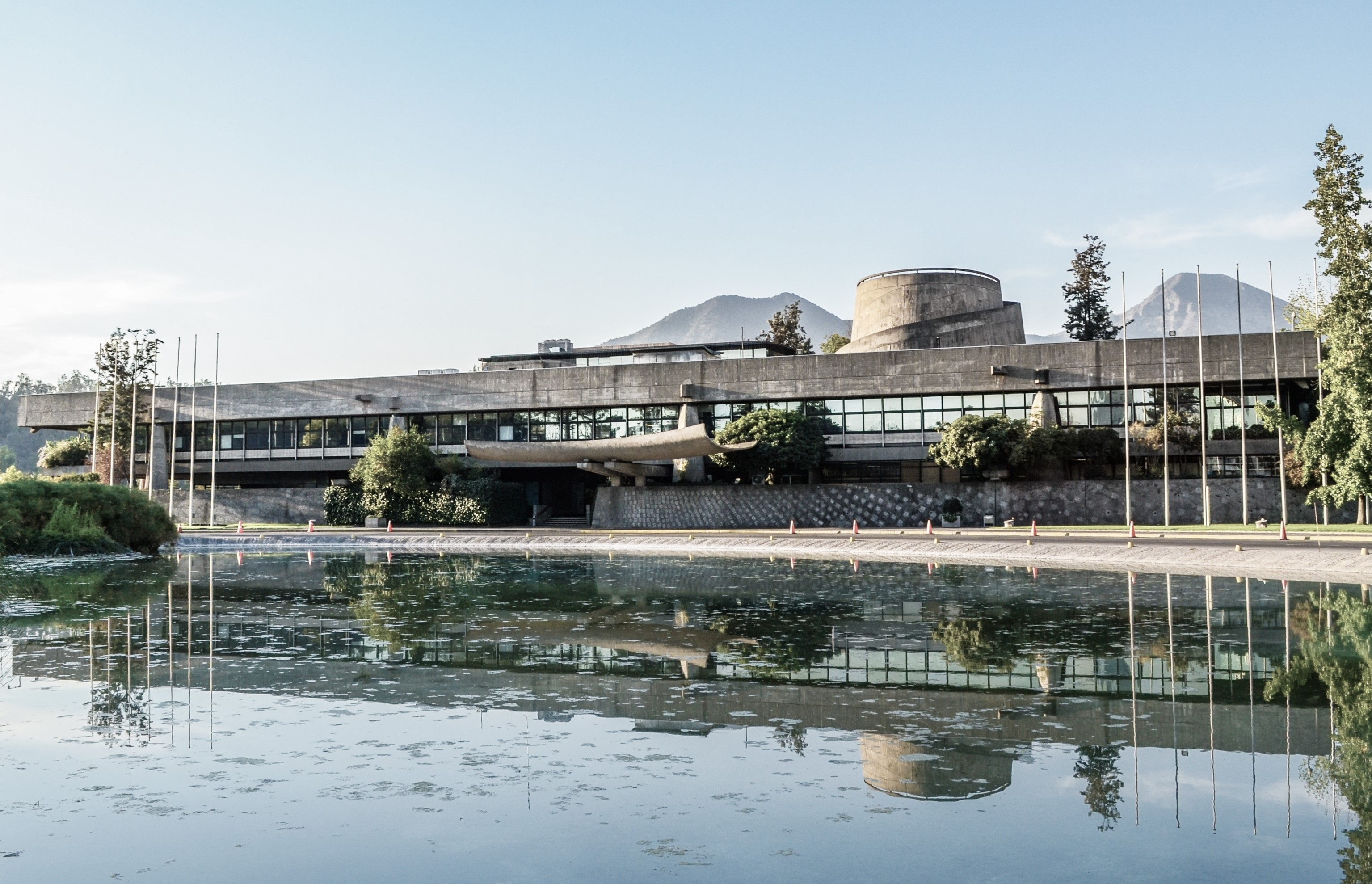
Comisión Económica para América Latina y el Caribe (CEPAL) en Santiago.

Chile es sede de la Comisión Económica para América Latina y el Caribe (CEPAL), las oficinas regionales para América Latina y el Caribe de la Organización de las Naciones Unidas para la Alimentación y la Agricultura (FAO), y la Organización de las Naciones Unidas para la Educación, la Ciencia y la Cultura (UNESCO), además de la oficina regional para el Cono Sur de la Organización Internacional del Trabajo (OIT).

Chile mantiene relaciones diplomáticas con la mayoría de los países del mundo, donde tiene 73 embajadas y 110 consulados.

### Derechos humanos
La Constitución Política establece que el ejercicio de la soberanía reconoce como limitación el respeto a los derechos esenciales que emanan de la naturaleza humana. Para la protección legal de los derechos humanos, la legislación chilena ha establecido la acción de protección y la acción de amparo, esta última específicamente para quienes se encuentren privados de libertad con infracción a la Constitución o a la ley.
En materia de derechos humanos, respecto a la pertenencia a los siete organismos de la Carta Internacional de Derechos Humanos, que incluyen al Comité de Derechos Humanos (HRC), Chile ha firmado o ratificado:
| Chile | Tratados internacionales | Tratados internacionales    | Tratados internacionales | Tratados internacionales                                                                                                   | Tratados internacionales | Tratados internacionales | Tratados internacionales | Tratados internacionales | Tratados internacionales | Tratados internacionales | Tratados internacionales | Tratados internacionales | Tratados internacionales | Tratados internacionales | Tratados internacionales | Tratados internacionales | Tratados internacionales | Tratados internacionales |
| --- | ------------------------ | --------------------------- | ------------------------ | --- | ------------------------ | ------------------------ | ------------------------ | ------------------------ | ------------------------ | ------------------------ | ------------------------ | ------------------------ | ------------------------ | ------------------------ | ------------------------ | ------------------------ | ------------------------ | ------------------------ |
| Chile | CESCR                    | CESCR                       | CCPR                     | CCPR | CCPR                     | CERD                     | CED                      | CEDAW                    | CEDAW                    | CAT                      | CAT                      | CRC                      | CRC                      | CRC                      | CRC                      | MWC                      | CRPD                     | CRPD                     |
| Chile | CESCR                    | CESCR-OP                    | CCPR                     | CCPR-OP1 | CCPR-OP2-DP              | CERD                     | CED                      | CEDAW                    | CEDAW-OP                 | CAT                      | CAT-OP                   | CRC                      | CRC-OP-AC                | CRC-OP-SC                | CRC-OP-CP                | MWC                      | CRPD                     | CRPD-OP                  |
| Pertenencia | Firmado y ratificado.    | Firmado pero no ratificado. | Firmado y ratificado.    | Chile ha reconocido la competencia de recibir y procesar comunicaciones individuales por parte de los órganos competentes. | Firmado y ratificado.    | Firmado y ratificado.    | Firmado y ratificado.    | Firmado y ratificado.    | Firmado y ratificado.    | Firmado y ratificado.    | Firmado y ratificado.    | Firmado y ratificado.    | Firmado y ratificado.    | Firmado y ratificado.    | Sin información.         | Firmado y ratificado.    | Firmado y ratificado.    | Firmado y ratificado.    |
| Firmado y ratificado, firmado, pero no ratificado, ni firmado ni ratificado, sin información, ha accedido a firmar y ratificar el órgano en cuestión, pero también reconoce la competencia de recibir y procesar comunicaciones individuales por parte de los órganos competentes. |                          |                             |                          | |                          |                          |                          |                          |                          |                          |                          |                          |                          |                          |                          |                          |                          |                          |

## Geografía

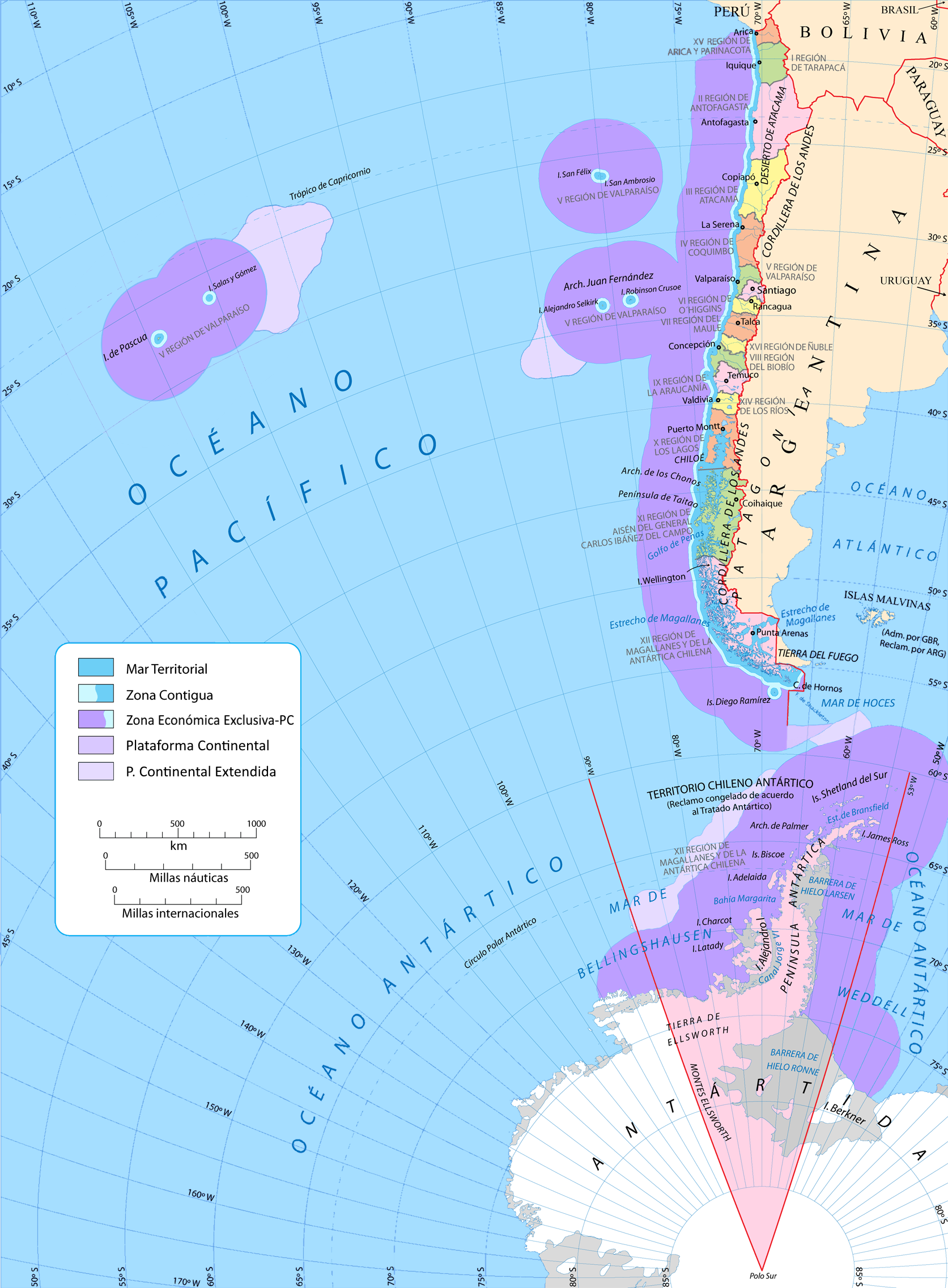
Mapa de Chile Tricontinental y mostrando la zona económica exclusiva, la zona contigua, la plataforma continental y el exterior de esta.

### Orografía
Chile se ubica a lo largo de una zona altamente sísmica debido a la subducción de las placas de Nazca y Antártica en la placa Sudamericana. Es considerado el segundo país sísmicamente más activo del mundo, tras Japón, y el cuarto más expuesto a sufrir daños mayores por catástrofes naturales. Incluido en el cinturón de fuego del Pacífico, Chile tiene la segunda mayor y activa cadena volcánica del planeta tras Indonesia. A lo largo del territorio chileno continental, existen por lo menos dos mil volcanes; de ellos, se consideran «geológicamente activos» quinientos.
A fines del Paleozoico, hace 251 millones de años, Chile pertenecía al bloque continental denominado Gondwana. Era una depresión marina con sedimentos acumulados que comenzó a levantarse a fines del Mesozoico, hace 65 millones de años, debido al choque entre las placas de Nazca y Sudamericana, originando la cordillera de los Andes. El territorio sería modelado por millones de años más debido al plegamiento de las rocas, configurando el actual relieve.

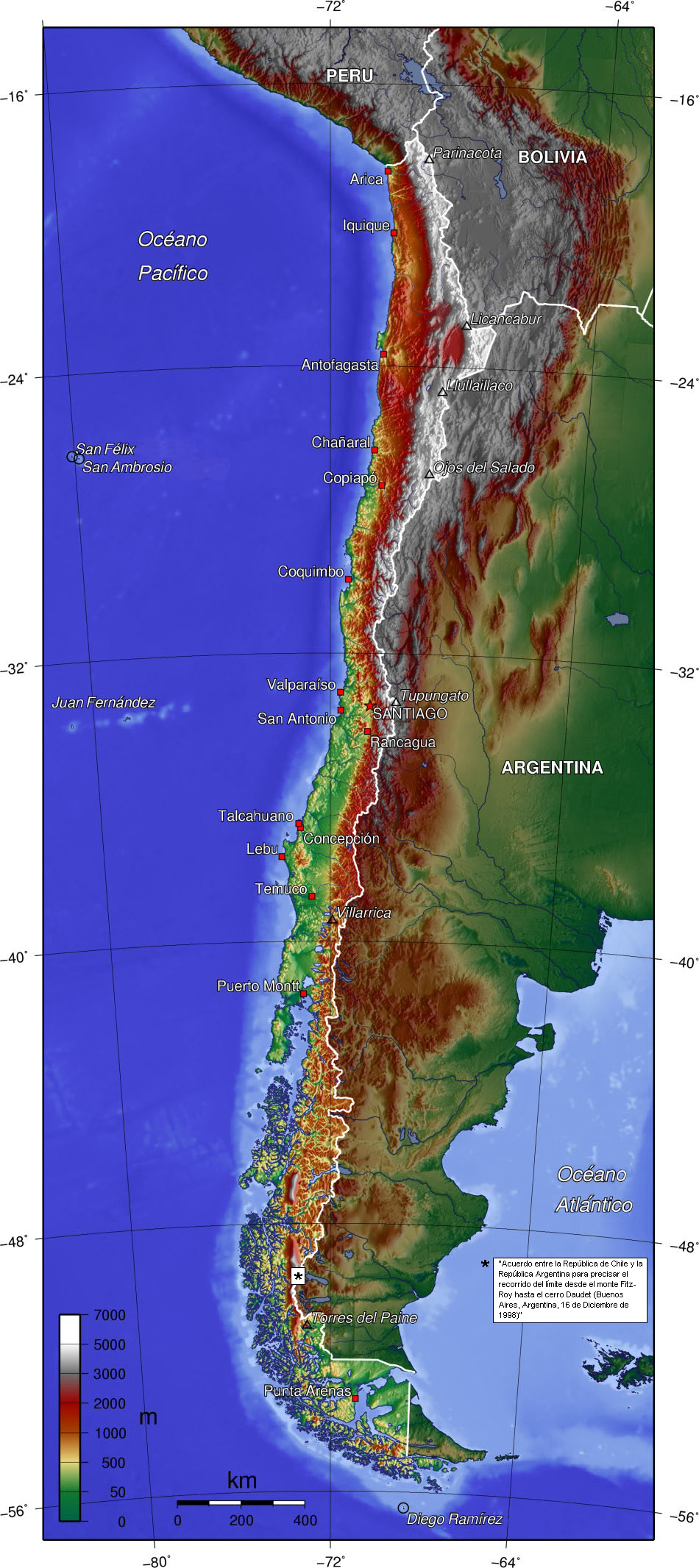
Mapa topográfico de Chile. Para ver mapas basados en SRTM con el relieve topográfico del país, véase aquí.

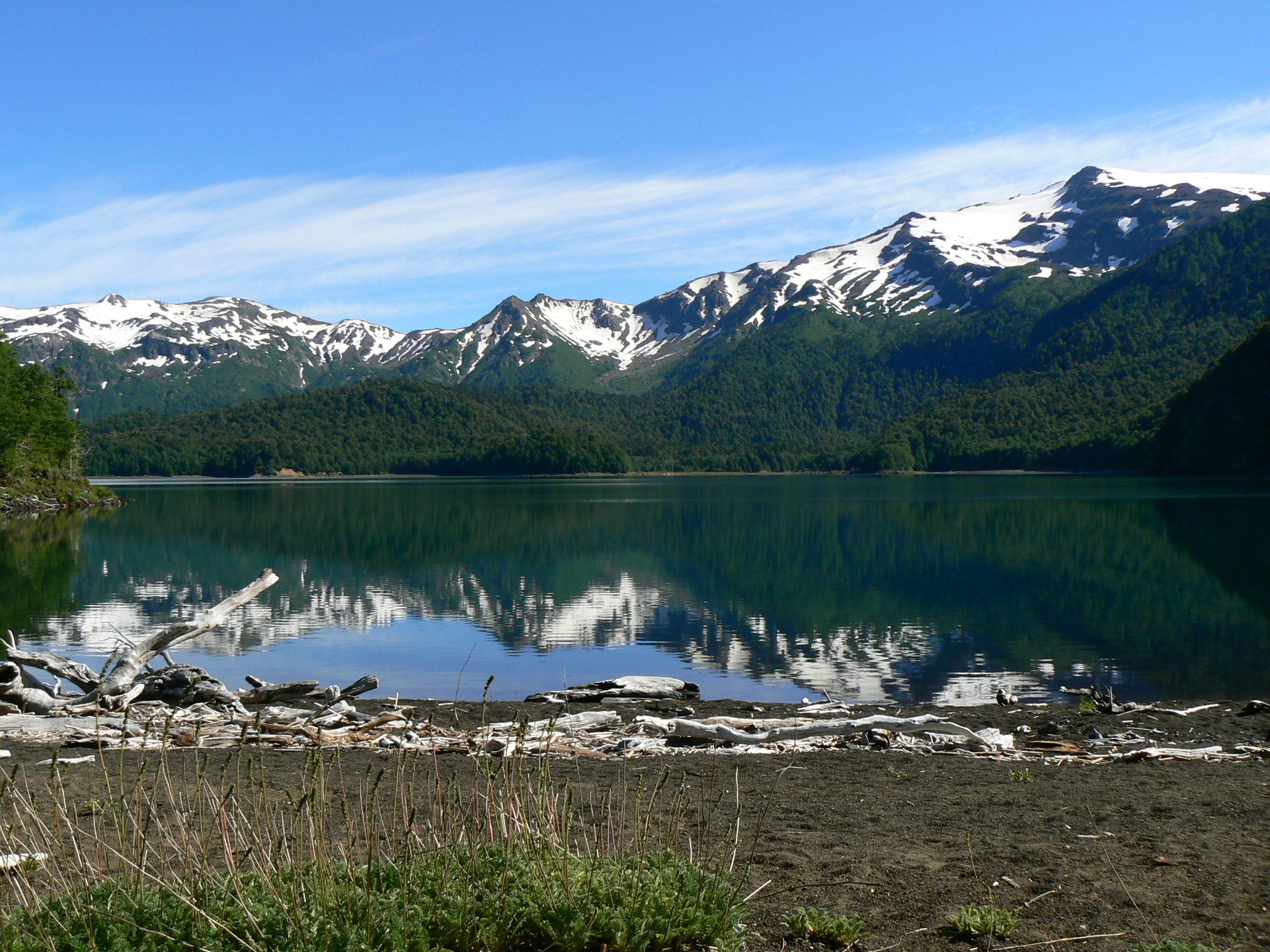
Parque nacional Conguillío, zona sur del país.

El relieve chileno está integrado por la depresión intermedia, que cruza longitudinalmente el país, flanqueada por dos sistemas montañosos que componen cerca del 80 % del territorio: la cordillera de los Andes al este —frontera natural con Bolivia y Argentina, con su punto más alto situado en el Nevado Ojos del Salado, a 6891,3 m s. n. m., el volcán más alto del mundo y la segunda cima de los hemisferios sur y occidental, en la Región de Atacama— y la cordillera de la Costa al oeste —de menor altura con respecto a la de los Andes, con su punto más alto situado en el cerro Vicuña Mackenna, a 3114 m s. n. m., ubicado en la sierra homónima, al sur de Antofagasta—. Entre la cordillera de la Costa y el Pacífico se encuentra una serie de planicies litorales, de extensión variable, que permiten el asentamiento de localidades costeras y grandes puertos. Algunas zonas del país abarcan territorios llanos al oriente de los Andes, como las estepas patagónicas y magallánicas, o son mesetas de altura rodeadas por elevados cordones montañosos, como el altiplano o Puna de Atacama.
El Norte Grande es la zona comprendida entre el límite septentrional del país y el paralelo 26° S, abarcando las tres primeras regiones del país. Se caracteriza por la presencia del desierto de Atacama, el de mayor aridez en el planeta. El desierto se ve fragmentado por quebradas que originan la zona conocida como la pampa del Tamarugal. La cordillera de la Costa es maciza y cae abruptamente formando el farellón costero que reemplaza a las planicies litorales, prácticamente ausentes. La cordillera de los Andes, dividida en dos y cuyo brazo oriental recorre Bolivia, tiene una altura elevada y de importante actividad volcánica, la que ha permitido la formación del altiplano andino y de estructuras salinas como el salar de Atacama, debido a la acumulación de sedimentos durante siglos.
Al sur se encuentra el Norte Chico, que se extiende hasta el río Aconcagua. Los Andes comienzan a disminuir su altitud hacia el sur y a acercarse a la costa. A la altura de Illapel se encuentra la zona más angosta del territorio continental chileno, alcanzando los 90 km de distancia. Los dos sistemas montañosos se entrecruzan, eliminando prácticamente la depresión intermedia. La existencia de ríos que atraviesan el territorio permite la formación de valles transversales, donde se ha desarrollado fuertemente la agricultura en el último tiempo —aunque con una seria sequía desde 2010—, mientras que las planicies litorales comienzan a ampliarse.
| Diez cumbres más altas de Chile                                |                      |
| Nombre                                                         | Altitud (m s. n. m.) |
| Nevado Ojos del Salado (AR)                                    | 6891                 |
| Nevado Tres Cruces (AR)                                        | 6758                 |
| Llullaillaco (AR)                                              | 6739                 |
| Incahuasi (AR)                                                 | 6638                 |
| Tupungato (AR)                                                 | 6565                 |
| Ata (AR)                                                       | 6501                 |
| El Muerto (AR)                                                 | 6488                 |
| Parinacota (BO)                                                | 6342                 |
| Pomerape (BO)                                                  | 6282                 |
| Los Patos (AR)                                                 | 6239                 |
| (AR) Compartida con la Argentina. (BO) Compartida con Bolivia. |                      |

La zona Central es la región más habitada del país. Las planicies litorales son amplias y permiten el establecimiento de ciudades y puertos junto al Pacífico, mientras que la cordillera de la Costa desciende su altura. La cordillera de los Andes mantiene alturas superiores a los 6000 m s. n. m. (metros sobre el nivel del mar), pero comienza lentamente a descender acercándose a los 4000 m s. n. m. en promedio. La depresión intermedia reaparece convirtiéndose en un fértil valle que permite el desarrollo agrícola y el asentamiento humano, debido a la acumulación de sedimentos. Hacia el sur, la cordillera de la Costa reaparece en la cordillera de Nahuelbuta, mientras los sedimentos glaciales originan una serie de lagos en la zona de La Frontera.
La Patagonia se extiende desde el seno de Reloncaví, a la altura del paralelo 41° S, hacia el sur. Durante la última glaciación, esta zona estuvo cubierta por hielos que erosionaron fuertemente las estructuras del relieve chileno. Como resultado de esto, la depresión intermedia se hunde en el mar, mientras la cordillera de la Costa origina una serie de archipiélagos, como el de Chiloé y el de los Chonos, hasta desaparecer en la península de Taitao, en el paralelo 47° S. La cordillera de los Andes pierde altura y la erosión producida por la acción de los glaciares ha originado fiordos. Al oriente de la cordillera —en el continente— o al norte de la misma —en la isla Grande de Tierra del Fuego—, se localizan pampas relativamente llanas, las que en la zona del estrecho de Magallanes cubren grandes extensiones.
Como previamente lo había hecho la cordillera de la Costa, la cordillera de los Andes comienza a desmembrarse en el océano originando un sinfín de islas e islotes hasta desaparecer en él, hundiéndose y reapareciendo en el arco de las Antillas Australes y luego en la península Antártica, donde se la denomina Antartandes, en el Territorio Chileno Antártico, que se extiende entre los meridianos 53° O y 90° O.
En el medio del océano Pacífico, el país ejerce soberanía sobre varias islas de origen volcánico, conocidas en conjunto como Chile insular. De ellas, se destacan el archipiélago de Juan Fernández y la isla de Pascua, la que se encuentra en la zona de fractura entre la placa de Nazca y la placa Pacífica, conocida como dorsal del Pacífico Oriental.

### Hidrografía
Debido a las características del territorio, Chile está generalmente cruzado por diversos ríos de corta longitud, torrentosos y de escaso caudal, que discurren comúnmente desde la cordillera de los Andes hacia el océano Pacífico en sentido este-oeste.
| Diez ríos más largos de Chile |               |
| Nombre                        | Longitud (km) |
| Loa                           | 440           |
| Biobío                        | 380           |
| Baker                         | 370           |
| Copiapó-Jorquera              | 292           |
| Maipo                         | 250           |
| Yelcho-Futaleufú              | 246           |
| Maule                         | 240           |
| Palena                        | 240           |
| Toltén                        | 231           |
| Huasco-El Carmen              | 230           |

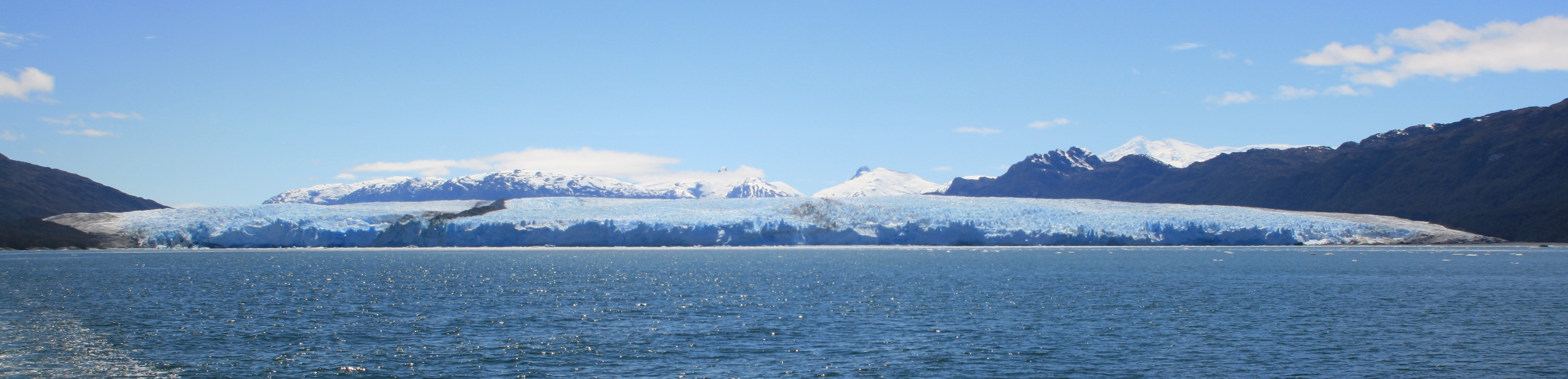
Glaciar Pío XI (o Brüggen), el más largo del hemisferio sur fuera del continente antártico.

A causa del desierto, en la zona del Norte Grande solo existen cortas quebradas de carácter endorreico y el río Loa, el más largo del país con 440 km. En la zona del altiplano, se encuentran las zonas de los bofedales que originan el lago Chungará, ubicado a 4500 m s. n. m. (metros sobre el nivel del mar), y los ríos Lauca, compartido con Bolivia, y Lluta.
A partir del Norte Chico, se inicia la zona exorreica, pues aumenta el número de ríos que forman valles de importancia agrícola, destacándose el Elqui con 75 km de longitud, el Aconcagua con 142 km, el Maipo con 250 km y su afluente, el Mapocho con 110 km, y el Maule con 240 km. Sus caudales proceden principalmente de los deshielos cordilleranos en el verano y de las lluvias durante el invierno. Los lagos de importancia de esta zona son el artificial Rapel, el Colbún, y las lagunas del Maule y de La Laja.
Hacia el sur, el río Biobío fluye a lo largo de 380 km, recorriendo un centenar de poblados junto a sus múltiples afluentes y alimentando importantes centrales hidroeléctricas que abastecen a gran parte de la población del país. Otros ríos de importancia son el Imperial-Cautín, con 230 km de longitud, y el Toltén, con 231 km, donde desagua el lago Villarrica, el primero de los diversos lagos cordilleranos que existen en las regiones de La Araucanía, Los Ríos y Los Lagos. También son importantes el sistema de los Siete Lagos, el Ranco, el Puyehue, el Rupanco, el Todos los Santos y el Llanquihue, el segundo mayor lago del país con 860 km2.
En la zona patagónica, los ríos son de menor envergadura, pero de un fuerte caudal, como el Yelcho-Futaleufú, el Palena, con 240 km de longitud, el Baker, el más caudaloso del país, con 370 km, y el Pascua, con 62 km. Salvo el lago Presidente Ríos y la laguna de San Rafael, los lagos se encuentran junto al límite internacional, por lo que son compartidos con Argentina el General Carrera, el mayor del país con 978,12 km2 en territorio chileno; el Cochrane, el Dickson, el O'Higgins, el más profundo de América y el quinto del mundo con 836 metros; el Palena y el Fagnano, en la Isla Grande de Tierra del Fuego.
Las aguas subterráneas constituyen la más abundante fuente de agua dulce no congelada del país, cercana al 97 %, y su uso y aprovechamiento se encuentran sujetos a la concesión y control de la autoridad administrativa.
En los Andes patagónicos existen grandes masas de hielo conocidas como campos de hielo que ostentan récords en el hemisferio sur solo superados por el continente antártico: las mayores reservas de agua dulce y el más largo glaciar, el Pío XI (o Brüggen), uno de los tantos de la región.
A lo largo del país existen trece humedales de importancia internacional, reconocidos como sitios Ramsar, con una superficie protegida total de 361 761 hectáreas.

### Clima
La amplitud latitudinal de Chile —que cubre más de 39 grados—, su relieve y la influencia del océano son los principales factores que explican la variedad climática del país. Mientras la cordillera de los Andes regula el paso de masas de aire —impidiendo el acceso de vientos desde las pampas argentinas hacia el territorio chileno y la influencia marítima hacia la vertiente oriental—, la fría corriente de Humboldt produce un descenso de las temperaturas a lo largo de la costa —el aumento en su temperatura debido a El Niño genera en cambio fuertes lluvias e inundaciones en Chile—.
En la zona del Norte Grande existe un clima desértico, con escasas precipitaciones. Las temperaturas tienen leves variaciones a lo largo del año, manteniéndose en promedio en torno a los 20 °C. En las zonas costeras se presenta abundante nubosidad conocida como «camanchaca», mientras que en las zonas interiores la oscilación térmica es alta con nula humedad y ausencia de nubes, lo que ha permitido la instalación de grandes observatorios astronómicos. En la zona del altiplano, las temperaturas descienden debido al efecto de la altitud creando un clima estepárico frío caracterizado por lluvias en verano, conocidas como invierno altiplánico. En la zona del Norte Chico, existe un clima semiárido que sirve como transición a climas más fríos hacia el sur. Las precipitaciones son irregulares y se concentran en invierno.
Desde el valle del Aconcagua al río Biobío, el clima mediterráneo domina toda la zona Central, salvo las altas cimas de la cordillera de los Andes, de clima frío por efecto de la altura. Las cuatro estaciones del año están claramente marcadas, con un verano seco y cálido y un invierno lluvioso y frío. La zona costera presenta temperaturas reguladas por el efecto marítimo, entretanto las zonas interiores presentan una alta oscilación térmica pues la cordillera de la Costa actúa como biombo climático. En Santiago, las temperaturas promedian los 20 °C en verano (enero), con extremas de hasta 36 °C, y los 8 °C en invierno (junio), con extremas de hasta −8 °C en algunos sectores.
Las lluvias aumentan en la zona Sur, que presenta un clima marítimo lluvioso entre La Araucanía y la costa de Aysén. En la zona Austral se desarrolla un clima estepárico frío, caracterizado por una gran amplitud térmica, bajas temperaturas y una disminución de la pluviosidad que se presenta en invierno, generalmente en forma de nieve.
En Chile insular, el clima es fuertemente afectado por el efecto enfriador del océano. La isla de Pascua presenta un clima tropical, con una media de 1138 mm anuales de precipitaciones distribuidas durante el año.
| Climogramas de algunas zonas de Chile            | Climogramas de algunas zonas de Chile              | Climogramas de algunas zonas de Chile             | Climogramas de algunas zonas de Chile              | Climogramas de algunas zonas de Chile             | Climogramas de algunas zonas de Chile            | Climogramas de algunas zonas de Chile            | Climogramas de algunas zonas de Chile |
| Arica                                            | Isla de Pascua                                     | Santiago                                          | Valle Nevado                                       | Temuco                                            | Valdivia                                         | Punta Arenas                                     |                                       |
| ------------------------------------------------ | -------------------------------------------------- | ------------------------------------------------- | -------------------------------------------------- | ------------------------------------------------- | ------------------------------------------------ | ------------------------------------------------ | ------------------------------------- |
| Climograma Arica                                 | Climograma Isla de Pascua                          | Climograma Santiago                               | Climograma Valle Nevado                            | Climograma Temuco                                 | Climograma Valdivia                              | Climograma Punta Arenas                          |                                       |
| 18°20′S 70°20′O / -18.333, -70.333 58 m s. n. m. | 27°09′S 109°25′O / -27.150, -109.417 51 m s. n. m. | 33°23′S 70°47′O / -33.383, -70.783 475 m s. n. m. | 33°33′S 70°25′O / -33.550, -70.417 2871 m s. n. m. | 38°45′S 72°40′O / -38.750, -72.667 122 m s. n. m. | 39°48′S 73°14′O / -39.800, -73.233 19 m s. n. m. | 53°00′S 70°51′O / -53.000, -70.850 37 m s. n. m. |                                       |
| clima desértico                                  | clima tropical                                     | clima mediterráneo                                | clima continental                                  | clima templado húmedo                             | clima oceánico                                   | clima estepárico frío                            |                                       |

### Flora y fauna
El clima y el relieve de Chile condicionan tanto el desarrollo de la vida como la formación de distintos ecosistemas en el país.
A lo largo de la cordillera de los Andes, la especie insigne es el cóndor de los Andes, presente en el escudo de Chile, declarado monumento natural en 2006.

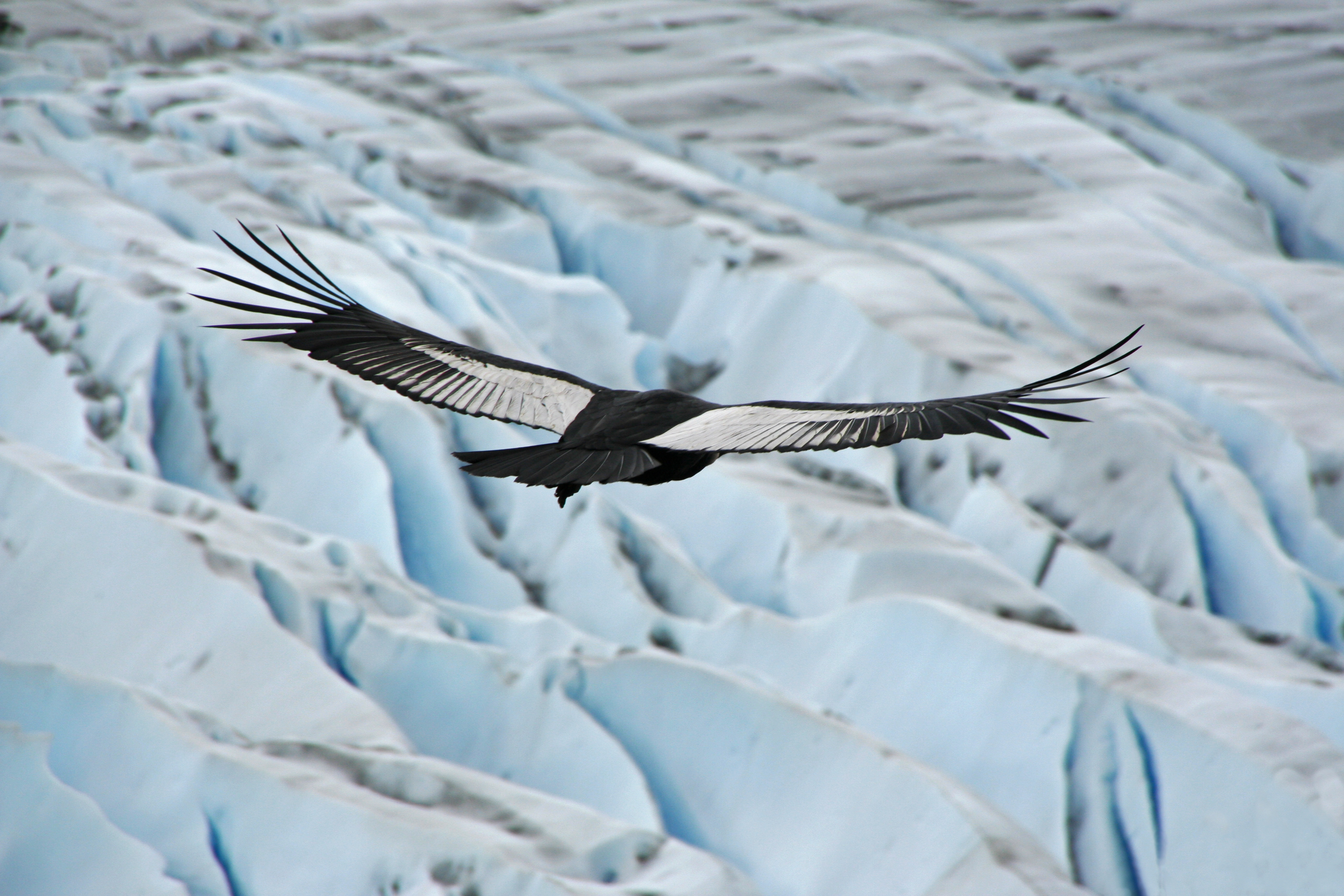
Cóndor de los Andes, monumento natural.

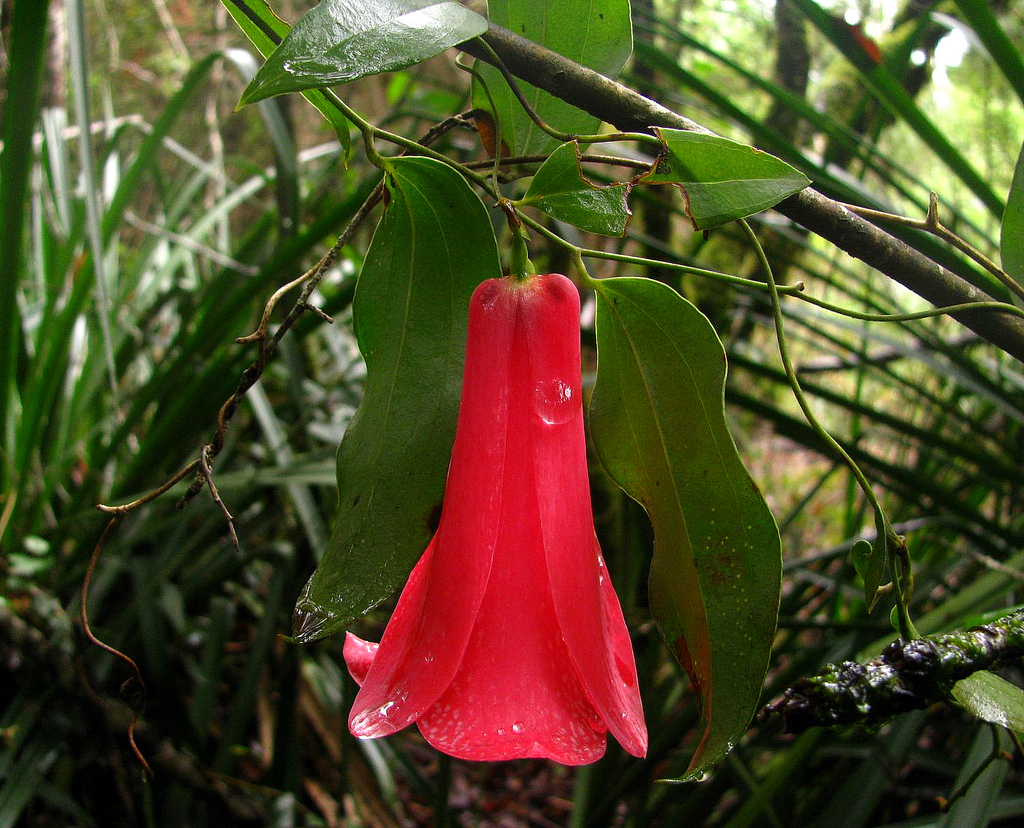
Copihue, flor nacional.

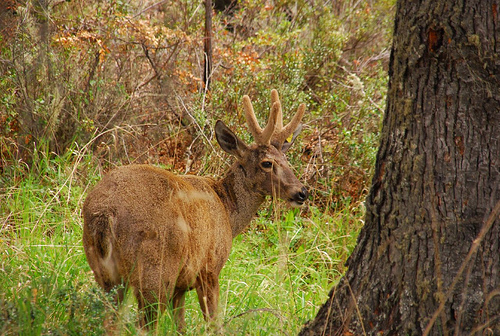
Huemul, monumento natural.

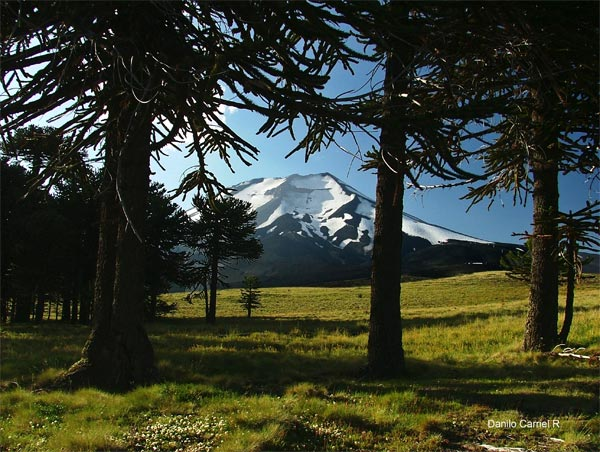
Araucarias, monumento natural.

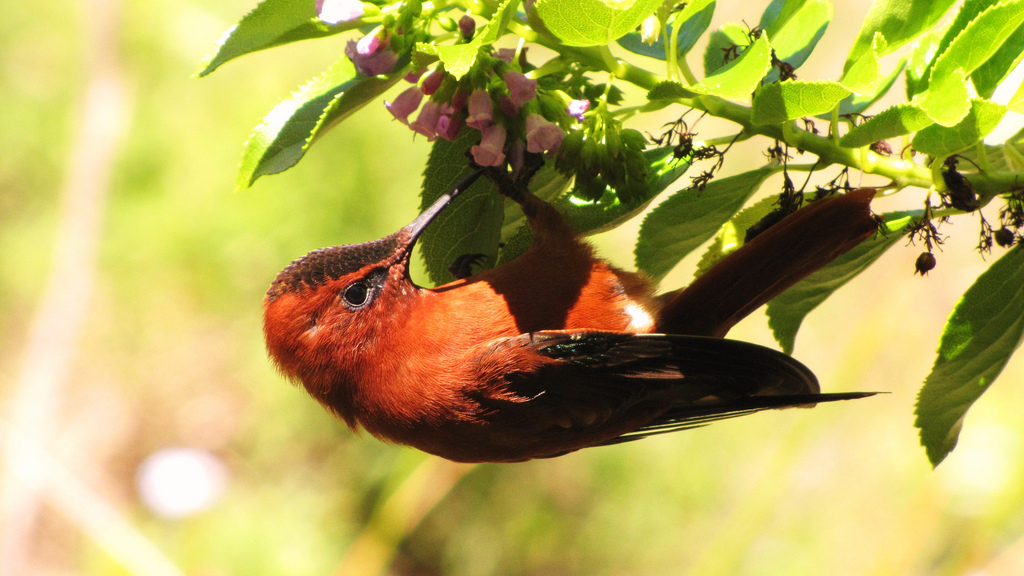
Picaflor de Juan Fernández, monumento natural.

El Norte Grande es una zona xerófila, caracterizada por su escasa vegetación debido a la extrema aridez del desierto de Atacama y la ausencia de precipitaciones. Árboles como el algarrobo, el chañar, el pimiento y el tamarugo, junto con diversas especies de cactus, son las especies vegetales adaptadas a las duras condiciones climáticas; en las zonas altiplánicas, la vegetación aumenta, destacando la queñoa y la yareta. Junto con otras especies de menor tamaño —como chinchillas, declaradas monumentos naturales en 2006, y vizcachas—, los auquénidos son los principales animales que habitan la zona; asimismo, en las lagunas altiplánicas habitan tres especies de flamencos.
En la zona del Norte Chico predomina la vegetación esclerófila, con especies adaptadas a largos periodos de sequía y calor. Cuando se produce un periodo extraordinario de precipitaciones ocurre el evento conocido como «desierto florido», fenómeno único en el planeta, en que las tierras áridas se ven pobladas de diversas especies de flores, como la añañuca. Entre el sur de la Región de Atacama y la Región de Coquimbo se origina un lento proceso de transición hacia una vegetación más abundante. En esta zona aparecen especies propias del clima mediterráneo, como el boldo, el espino y el quillay, mientras que en las zonas costeras de Talinay y Fray Jorge existen bosques residuales del tipo valdiviano.
En la zona Central se extiende la región conocida como bosque esclerófilo, formación vegetal degradada por la expansión de los grandes núcleos urbanos, la fabricación de carbón, la utilización del suelo para la agricultura y los incendios. Algunas especies características de la vegetación de esta zona son el arrayán, el boldo, el espino, el litre, el maitén, el matico, la palma chilena, el quillay y el roble, entre otros. El coipo, el degú, el zorro culpeo, la bandurria, la diuca, el loro tricahue, el treile y el zorzal son algunas de las especies nativas de la fauna de la zona.
En la zona Sur la vegetación se vuelve más tupida y se presenta el llamado bosque valdiviano. Algunas especies vegetales características son el copihue, flor nacional desde 1977, la murtilla, diversos helechos y árboles como el alerce y la araucaria —aunque amenazados de extinción, están protegidos tras ser declarados monumentos naturales en los años 1970—, el avellano, el laurel, la luma, varias especies de mañíos, la tepa y el tineo. Uno de los mayores problemas ambientales de esta zona es la sustitución de extensiones de bosque nativo por plantaciones de eucalipto y pino. El puma es el principal carnívoro de la zona y habita en casi todo el país, salvo donde ha sido erradicado por la presencia humana. Otras especies animales características son cisnes, el colocolo, el monito del monte y el pudú.
En la zona Austral existen grandes extensiones de bosque siempreverde, similar al valdiviano aunque con menos especies arbóreas, destacando por su importancia económica el ciprés de las Guaitecas, prácticamente arrasado en su mayor parte. Hacia el interior, se desarrollan bosques caducifolios, en los que predomina la lenga y, más al oriente, grandes formaciones estepáreas de pastos duros. En el extremo meridional de esta zona, la vegetación se reduce a algunos árboles achaparrados, tales como el canelo, el coigüe de Magallanes y el ñirre, así como diversas especies arbustivas y herbáceas, líquenes y musgos. En la zona de la estepa, se desarrolló una ganadería extensiva de ovinos que tuvo en la estancia su mayor expresión cultural y social. Aquí habitan guanacos, ñandúes, piches, peludos, pumas y zorros, entre otros. Presente en el escudo de Chile y declarado monumento natural en 2006, el huemul, que habitó antiguamente gran parte del país, solo sobrevive en áreas de difícil acceso en esta zona.
En 2005 Chile poseía una superficie forestal de 16 121 ha. Dada la variedad de biomas presentes en Chile, desde el desierto de Atacama hasta Tierra del Fuego, existe una gran diversidad de hongos; se cultivan para el consumo interno —comestible y medicinal— y también se exportan especies silvestres.
En Chile insular, la fauna y flora son únicas en el planeta. Mientras que en la isla de Pascua el característico árbol del toromiro es una especie extinta en estado silvestre, en el archipiélago de Juan Fernández existen más de 200 especies vegetales únicas —como la palmera chonta— y algunas especies animales endémicas —como el lobo fino de Juan Fernández y el picaflor de Juan Fernández, declarado monumento natural en 2006—.
El Territorio Chileno Antártico se encuentra en su mayor parte cubierto de hielos permanentes, por lo que su diversidad vegetal se reduce a algunas especies de líquenes y musgos; sin embargo, la fauna alcanza en las costas una riqueza y valor excepcionales.
A lo largo de la costa chilena, habitan el lobo marino y una variedad de aves —albatros, cormoranes, gaviotas y pelícanos—. Existen diez especies de pingüinos, como el de Humboldt y el de Magallanes, y un importante número de cetáceos, como delfines en Coquimbo y ballenas en Magallanes, declarados monumentos naturales en 2008, convirtiendo la zona económica exclusiva o «mar patrimonial» en una «zona Libre de Caza de Cetáceos» desde entonces. En el océano existen diversas especies de mariscos —almeja, choro, loco, ostión y ostra, entre otros— y peces —anchoveta, cojinoba, congrio, jurel chileno, lenguado y merluza— que convierten a Chile en uno de los países con mayor variedad de fauna marina del mundo. Introducidos en el país, la carpa, el salmón y la trucha son las principales especies de peces que habitan en los ríos chilenos.

## Población

### Demografía

Pirámide de población de Chile, proyectada a 2014. Fuente: INE.

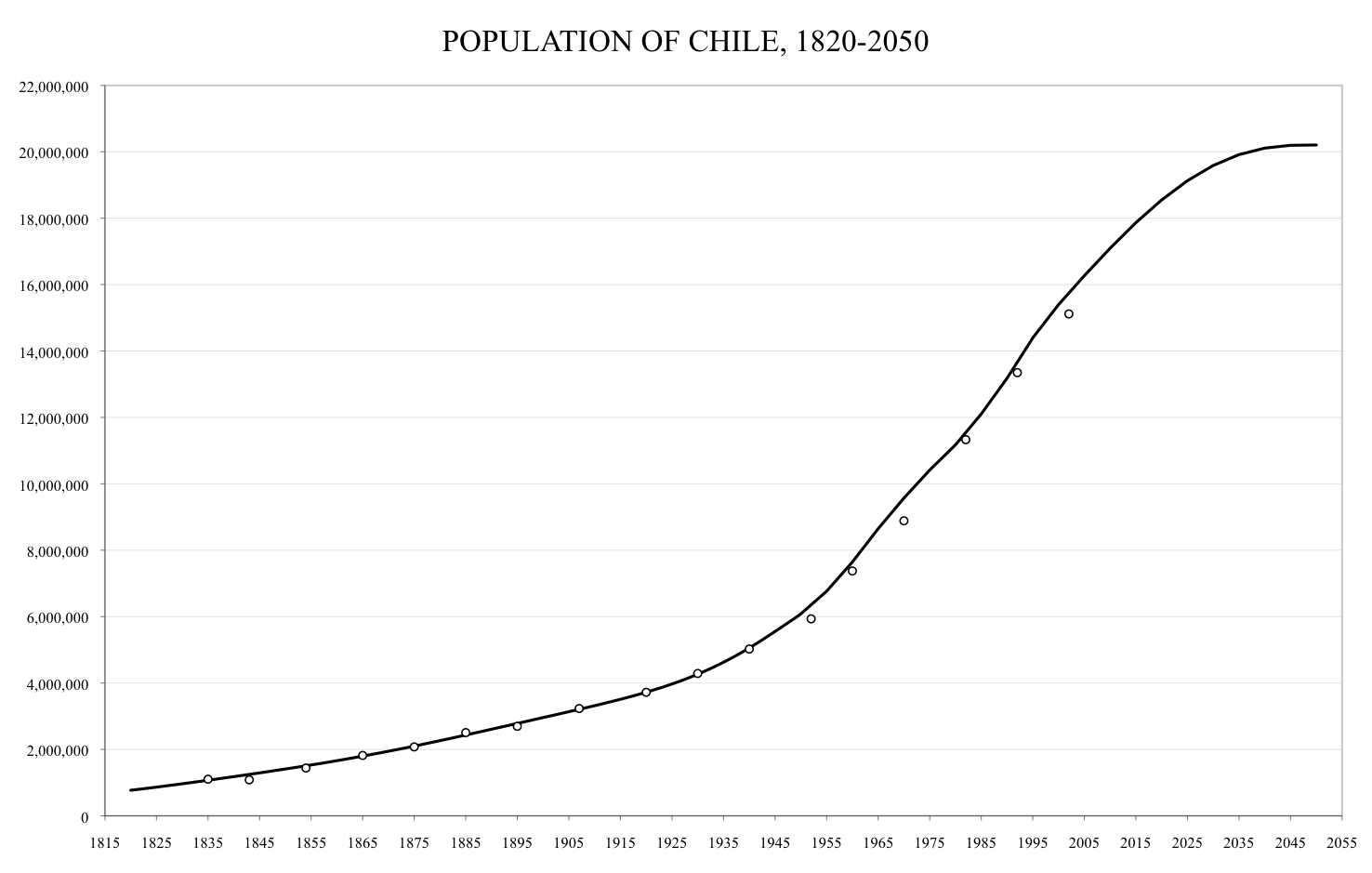
Evolución censal de la población chilena, 1835-2050.

De acuerdo al censo de 2017, Chile tiene una población de 17 574 003 habitantes, de los cuales 8 601 989 son hombres y 8 972 014, mujeres.
El crecimiento de la población se ha reducido últimamente. Aunque la población de Chile se quintuplicó durante el siglo XX —el país alcanzó los 2 695 625 habitantes en 1895, los 5 023 539 en 1940 y los 13 348 401 en 1992—, la tasa de crecimiento intercensal 1992-2002 fue del 1,24 % anual, entre 2002-2012 fue de 0,99 %, mientras que entre 2002-2017 fue de 1,0 %.
Debido a las mejoras en las condiciones de vida de la población, la esperanza de vida de los chilenos es la más alta de Latinoamérica en 2020, 80,7 años: 83,2 para las mujeres y 78,1 para los hombres. En 2019, la tasa bruta de natalidad alcanzó el 11 ‰ y la tasa bruta de mortalidad, el 5,7 ‰ —con una tasa de crecimiento natural del 5,3 ‰ (0,53 %)—, mientras que la tasa de mortalidad infantil fue del 6,5 ‰. La sociedad chilena enfrenta un progresivo proceso de envejecimiento debido a un aumento de la esperanza de vida y una reducción de las tasas de natalidad, estimándose que a 2050 los adultos mayores representarán el 25 % de la población total; se espera que exista una proporción de 177 personas con 65 años o más por cada 100 menores de 15 años a esa fecha.

### Composición étnica
| Pueblos indígenas de Chile (2024) | Pueblos indígenas de Chile (2024) | Pueblos indígenas de Chile (2024) |
| Pueblo                            | Población                         | %                                 |
| --------------------------------- | --------------------------------- | --------------------------------- |
| Mapuche                           | 1 623 073                         | 8,78%                             |
| Aimara                            | 178 637                           | 0,97%                             |
| Diaguita                          | 153 231                           | 0,83%                             |
| Quechua                           | 46 519                            | 0,25%                             |
| Atacameño                         | 36 221                            | 0,20%                             |
| Colla                             | 21 913                            | 0,12%                             |
| Chango                            | 11 795                            | 0,06%                             |
| Rapanui                           | 6 659                             | 0,04%                             |
| Kawésqar                          | 2 153                             | 0,01%                             |
| Selk'nam                          | 1 392                             | 0,01%                             |
| Yagán                             | 1 244                             | 0,01%                             |
| Otros pueblos                     | 23 026                            | 0,12%                             |
| Total indígena                    | 2 105 863                         | 11,5%                             |

El Estado de Chile no hace clasificaciones étnicas de su población y, más bien, la considera un grupo étnicamente homogéneo. Existen fuentes que consideran que el grueso de la población chilena pertenece a dos grandes grupos étnicos: blancos y mestizos, formando los primeros el 68 % de la población y los segundos entre un 23 a 28 %. Los primeros descienden principalmente de la antigua inmigración española y de las inmigraciones europeas ocurridas entre los siglos XVIII y XX, mientras que la población mestiza proviene fundamentalmente de la mezcla entre españoles de orígenes castellano, extremeño y vasco e indígenas pertenecientes principalmente a los pueblos chango, picunche —ambos desaparecidos durante la Colonia—, atacameño, diaguita y mapuche.
Si bien desde la llegada de los españoles al actual territorio de Chile se han tenido estimaciones más o menos fiables del volumen de población indígena, solo a inicios del siglo XX se comenzó a censar a los aborígenes confiable y sistemáticamente. Según los resultados del censo de 1907, se determinó que había 101 118 indígenas en Chile, equivalentes al 3,12 % de la población total del país en ese año —3 231 022—, concentrados preferentemente en las provincias de Cautín y Valdivia. Este número excluyó a los pueblos aborígenes del norte, de Rapa Nui y del extremo austral, pues solo contabilizó a la población indígena de Arauco a Llanquihue.

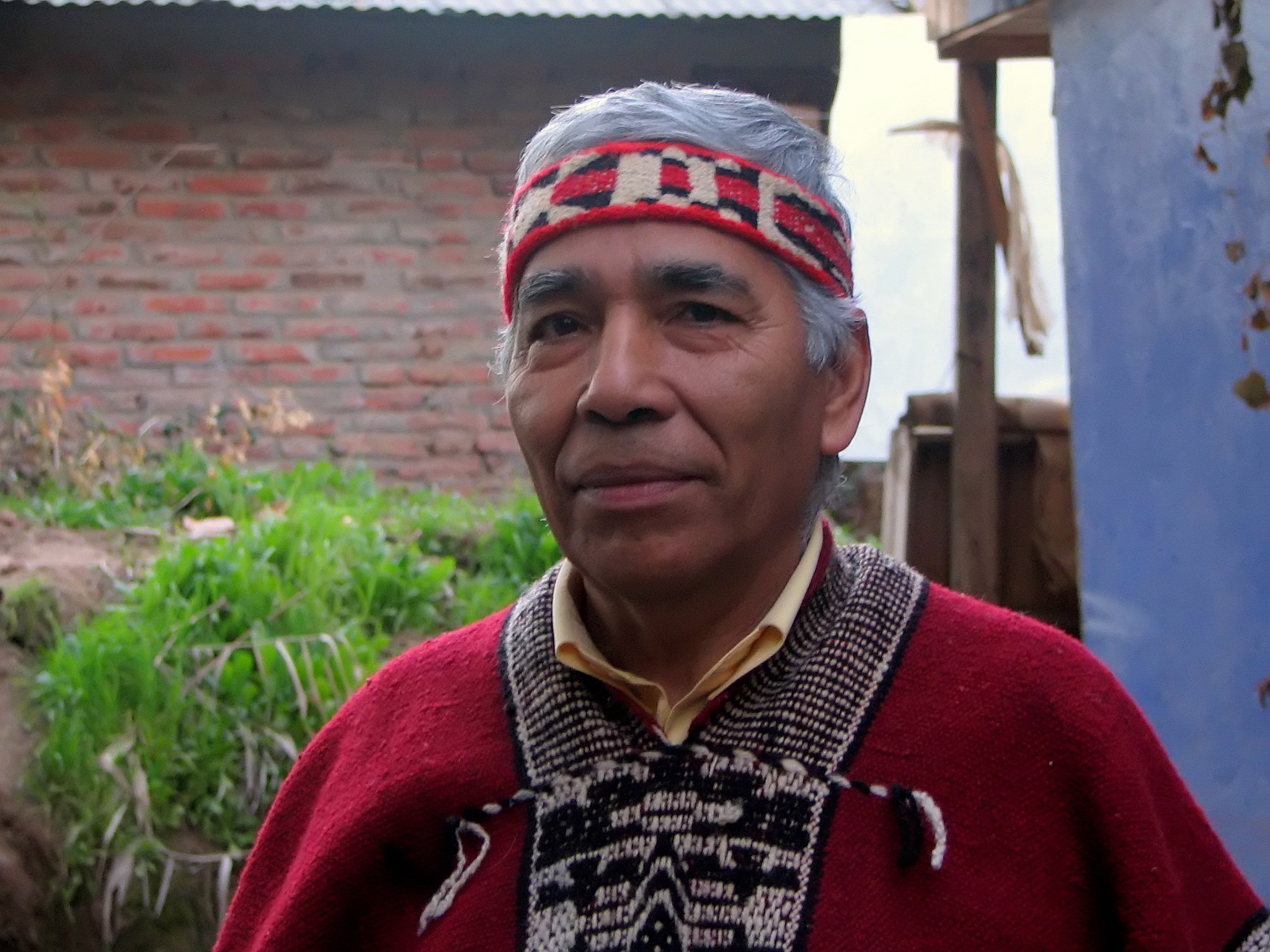
Hombre mapuche de Talca, Maule.

Según el censo de 2024, 2 105 863 personas se identificaron como indígenas, equivalente al 11,5 % de la población total. Los grupos más numerosos son los mapuche, seguido de los pueblos aimara, diaguita, quechua, atacameño o lickanantay, colla, chango, rapanui, kawésqar, selk'nam y yagán. Otros grupos, como los pueblos aonikenk, caucahue, chono y cunco, están extintos. Según estudios genéticos, ya no existen poblaciones indígenas puras en el país.
Un 0,9% de la población, en tanto, declara pertenecer a algún pueblo afrodescendiente, incluyendo tanto a grupos identificados como afrochilenos —originarios principalmente de la región de Arica y Parinacota— como de otros orígenes.

### Migración
| Estimación de inmigración en Chile (2023) | Estimación de inmigración en Chile (2023) | Estimación de inmigración en Chile (2023) |
| País procedencia                          | Inmigrantes                               | %                                         |
| ----------------------------------------- | ----------------------------------------- | ----------------------------------------- |
| Venezuela                                 | 728 586                                   | 38,0                                      |
| Perú                                      | 260 785                                   | 13,6                                      |
| Colombia                                  | 209 946                                   | 10,9                                      |
| Haití                                     | 188 131                                   | 9,8                                       |
| Bolivia                                   | 180 266                                   | 9,4                                       |
| Argentina                                 | 83 265                                    | 4,3                                       |
| Ecuador                                   | 50 460                                    | 2,6                                       |
| República Dominicana                      | 22 836                                    | 1,2                                       |
| Cuba                                      | 21 305                                    | 1,1                                       |
| Brasil                                    | 21 272                                    | 1,1                                       |
| España                                    | 19 854                                    | 1,0                                       |
| Otro o ignorado                           | 132 147                                   | 7,0                                       |
| Total                                     | 1 918 583                                 | 100,0                                     |

Chile presentó una tasa de migración estimada (inmigrantes menos emigrantes) de 0,33 migrantes por cada mil habitantes en 2022.
En 1848 se emprendió la colonización alemana, patrocinada por el gobierno chileno para poblar el sur del país. Con el tiempo, esa inmigración alemana influenció la composición cultural de gran parte del sur chileno, principalmente de las provincias de Valdivia, Osorno y Llanquihue. Otras personas, provenientes de Europa y el Oriente Medio, arribaron especialmente a Valparaíso y a los extremos norte y sur de Chile en los siglos XIX y XX, incluyendo austríacos, británicos e irlandeses, croatas, españoles, franceses, griegos, italianos, neerlandeses, polacos, rusos, suizos, judíos y palestinos. En 1953, el presidente Carlos Ibáñez del Campo creó el Departamento de Inmigración y estableció normas sobre la materia.
La inmigración en Chile ha tenido un aumento considerable desde los años 2010. Según estimaciones del INE, en el país residían 1 462 103 personas extranjeras al 31 de diciembre de 2020, equivalente al 7,65 % de la población total, de los cuales 744 815 eran hombres y 717 288 mujeres. Alrededor del 60 % de la población inmigrante estimada se concentra entre los 20 y 39 años. En relación con el origen de los inmigrantes, las cinco nacionalidades más numerosas son: venezolanos (30,7 %), peruanos (16,33 %), haitianos (12,5 %), colombianos (11,4 %) y bolivianos (8,5 %).
Pese a que la emigración ha disminuido durante la última década, en 2016 se estimó que 1 037 346 chilenos residían fuera de Chile, de los que 570 703 habían nacido en el país y 466 643 eran hijos de chilenos nacidos en el exterior. Del total de chilenos emigrados, el 42,38 % se encontraba en Argentina, el 13,4 % en Estados Unidos, el 10,22 % en España, el 5,41 % en Suecia, el 4,1 % en Canadá y el 3,62 % en Australia.
Dentro del país, la movilidad de la población ha aumentado en las últimas décadas, provocando una migración masiva desde los campos hacia las grandes ciudades del país. Mientras que en las regiones del centro-sur chileno más del 80 % de su población nació en la misma región —como en la del Biobío, donde alcanza el 86,11 %—, en la Región Metropolitana lo hizo el 71 % de la población, y en las regiones extremas, solo el 55 % —como en la de Magallanes y Antártica Chilena—.

### Urbanización

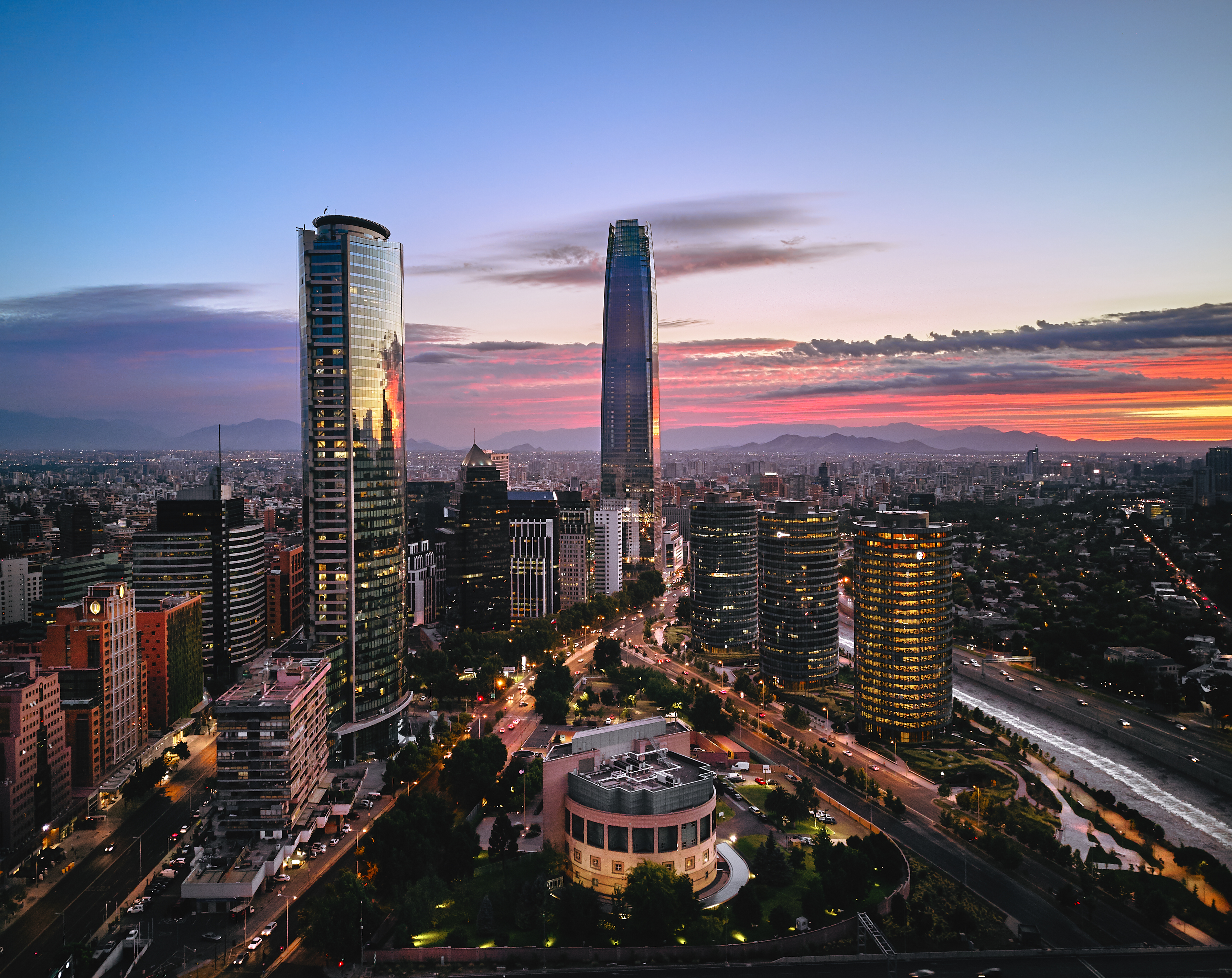
Vista de la ciudad de Santiago, principal centro urbano.

Una característica demográfica de Chile es la alta concentración urbana de su población. Según el censo de 2017, 15 424 534 chilenos, equivalentes al 87,8 % del total nacional, vivían en zonas urbanas. Las regiones con mayor tasa de urbanización corresponden a las zonas más industrializadas del centro —96,3 % en la Región Metropolitana y 91,0 % en la de Valparaíso— y a las zonas extremas —94,1 % en la región de Antofagasta, 93,8 % en la de Tarapacá, 91,9 % en la de Magallanes y Antártica Chilena y 91,7 % en Arica y Parinacota—; en tanto, 2 149 469 personas, equivalentes al 12,2 % de la población total, vivían en zonas rurales dedicadas principalmente a la agricultura y la ganadería, concentrándose en las regiones del centro-sur del país —29,1 % en la región de La Araucanía, 28,3 % en la de Los Ríos y 26,8 % en la región del Maule—.
En búsqueda de mejores condiciones de vida, desde mediados de los años 1920 se inició un fuerte proceso de emigración de habitantes de zonas rurales hacia las grandes ciudades, que comenzaron a crecer y a expandirse, formando grandes áreas metropolitanas y conurbaciones. El caso más notorio es el de la capital del país, Santiago o Gran Santiago que, con 5 428 590 habitantes, albergaba al 35,9 % de la población nacional en 2002. En 1907 era habitada por 383 587 habitantes, aumentando a 549 292 en 1920, cuando representaba el 16 % del total nacional; sin embargo, en los años siguientes, la explosión demográfica hizo que la ciudad se expandiera hacia las zonas rurales absorbiendo antiguas localidades campesinas, como Puente Alto y Maipú, que son las dos comunas más pobladas de Chile. En julio de 2022, Santiago era la séptima mayor ciudad de Latinoamérica y la 54.ª del mundo.
| 10 Principales áreas metropolitanas de Chile (censo de 2017) | 10 Principales áreas metropolitanas de Chile (censo de 2017) | 10 Principales áreas metropolitanas de Chile (censo de 2017) |
| Denominación                                                 | Región                                                       | Habitantes                                                   |
| ------------------------------------------------------------ | ------------------------------------------------------------ | ------------------------------------------------------------ |
| Gran Santiago                                                | Metropolitana de Santiago                                    | 6 123 491                                                    |
| Gran Valparaíso                                              | Valparaíso                                                   | 935 602                                                      |
| Gran Concepción                                              | Biobío                                                       | 719 944                                                      |
| Gran La Serena                                               | Coquimbo                                                     | 506,391                                                      |
| Gran Temuco                                                  | Araucanía                                                    | 410.520                                                      |
| Antofagasta                                                  | Antofagasta                                                  | 361 873                                                      |
| Área Metropolitana Alto Hospicio-Iquique                     | Tarapacá                                                     | 293 068                                                      |
| Gran Rancagua                                                | O'Higgins                                                    | 290 029                                                      |
| Gran Puerto Montt                                            | Los Lagos                                                    | 238 175                                                      |
| Talca                                                        | Maule                                                        | 206 069                                                      |

### Sociedad

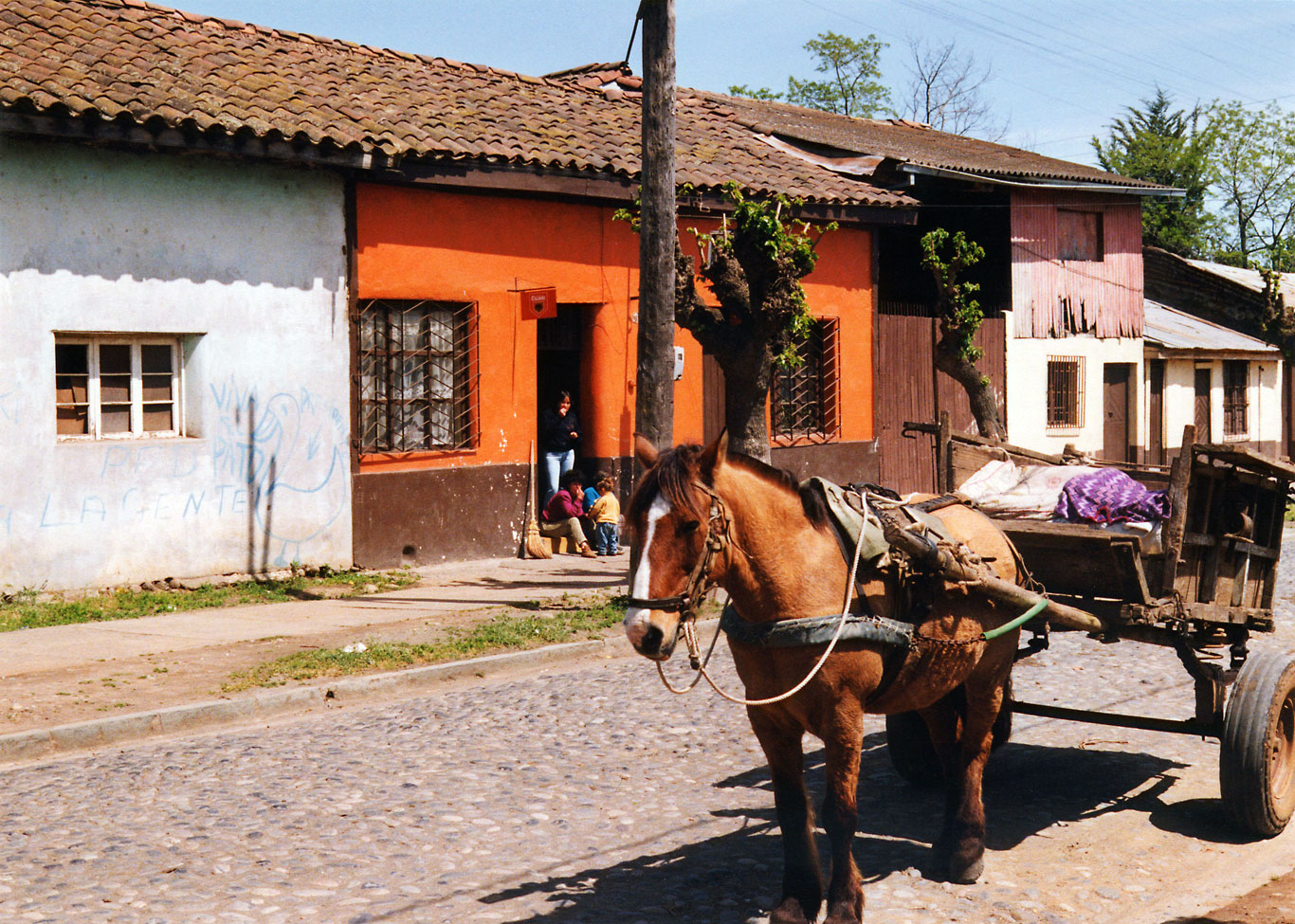
Molina, típica zona urbana tradicional.

Distribución por deciles del ingreso autónomo por hogar, 2006-2009.

Hasta principios del siglo XX la sociedad chilena estaba dividida en clases alta y baja inamovibles. La aristocracia chilena imponía sus intereses económicos, políticos y sociales sin mayores contratiempos. Sin embargo, desde la primera mitad del siglo XX, el país ha logrado estructurarse en torno a la clase media.
Pese a los buenos indicadores económicos y la notable reducción del nivel de pobreza, que según la encuesta CASEN se redujo desde un 38,6 % en 1990 a un 10,8 % en 2020 —del cual un 4,3 % correspondió a pobres extremos y un 6,6 %, a pobres no extremos—, la desigualdad de ingresos genera una gran brecha social entre ricos y pobres. En 2020 el coeficiente de Gini fue de 0,449, uno de los más altos de la OCDE. Esta desigualdad, observada en menores o mayores índices a lo largo de la historia de Chile —coeficiente de Gini retroproyectado de 0,366 en 1850 y de 0,655 en 1913—, ha sido atribuida por distintos grupos al sistema educativo del país, a la dotación de factores naturales que obligaron al desarrollo de un tipo de economía extractiva que favorecía las desigualdades e incluso a la estructura de élites heredada del periodo colonial o la connotación racial.
La seguridad social en Chile opera a través de las administradoras de fondos de pensiones (AFP), instituciones financieras privadas encargadas de administrar los fondos y ahorros de pensiones por las contingencias de vejez, invalidez y supervivencia. En el caso de las Fuerzas Armadas, estas contingencias son administradas por la Caja de Previsión de la Defensa Nacional (Capredena); en el de Carabineros de Chile, Investigaciones y Gendarmería, por la Dirección de Previsión de Carabineros (Dipreca). Otras contingencias de seguridad social —como asignación familiar, subsidio por incapacidad laboral y subsidio por descanso maternal— son administradas por las Cajas de Compensación de Asignación Familiar (CCAF). Las mutuales de seguridad complementan la labor de las AFP cubriendo las contingencias de accidentes de trabajo y enfermedades profesionales. El seguro de desempleo, obligatorio desde 2002, es administrado por la Administradora de Fondos de Cesantía (AFC). El sistema de pensiones es fiscalizado por el Instituto de Previsión Social (IPS) y la Superintendencia de Pensiones y, a nivel global, por la Superintendencia de Seguridad Social (Suseso).

### Salud

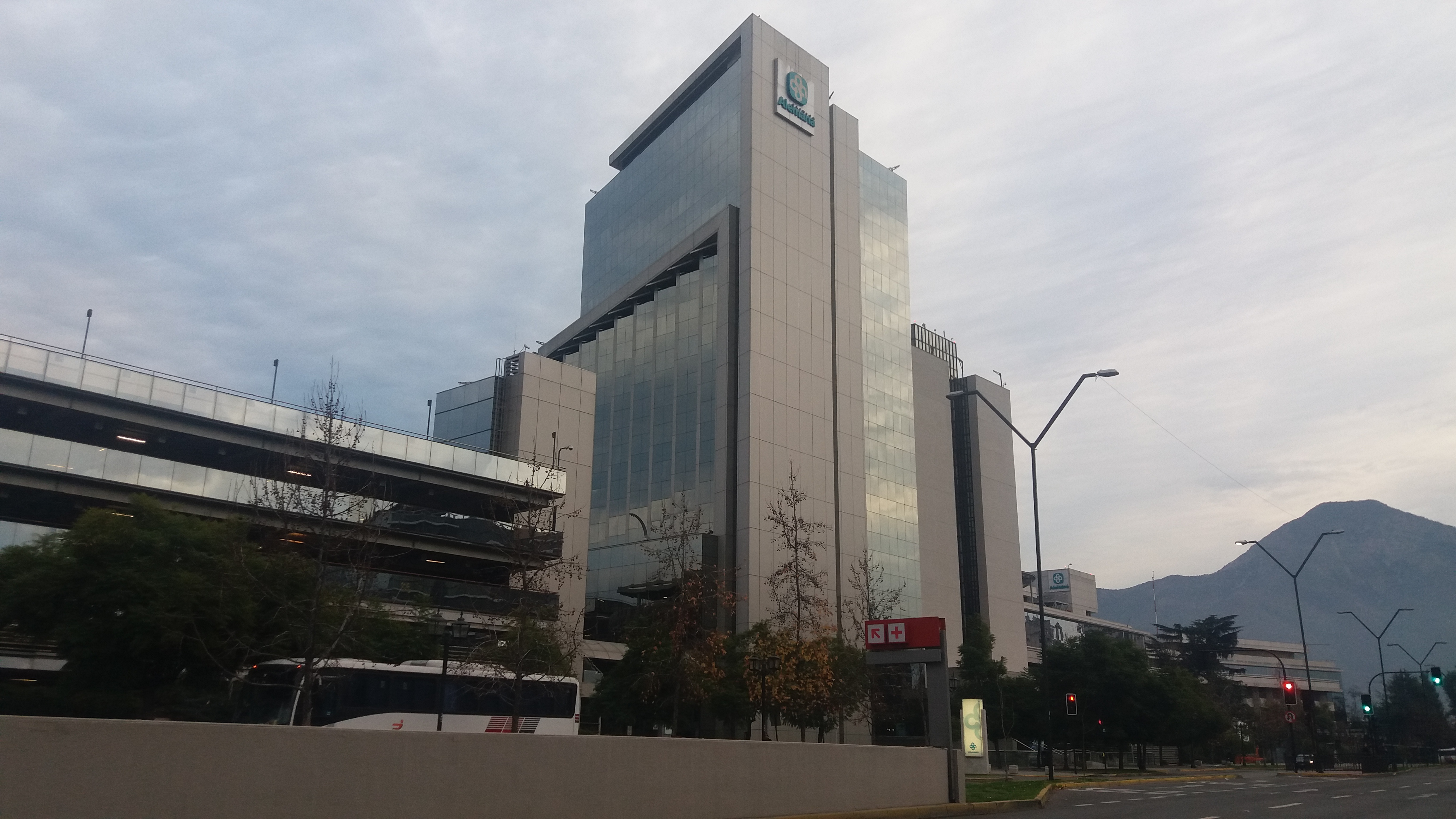
La Clínica Alemana de Santiago obtuvo en 2021 el 2do. lugar de entre los mejores hospitales y clínicas de Latinoamérica.

Según la OMS, Chile ocupa el 33.er puesto entre 191 países en cuanto al funcionamiento general de su sistema de salud. El sistema de salud chileno es mixto. El servicio estatal que atiende al 76,5 % de la población (en 2020), es administrada por el Fondo Nacional de Salud (Fonasa) —que permite a sus beneficiarios el acceso a ella tanto en la Modalidad de atención institucional (MAI), a través de la red de hospitales, consultorios y Servicios de Atención Primaria de Urgencia (SAPU), como en la modalidad de libre elección (MLE), a través de clínicas y centros de salud privada, por medio de convenios y la compra de bonos de atención—. En tanto, la salud privada, donde se encontraba el 15,4 % de la población en 2020, es administrada por las Isapres, instituciones que actúan como aseguradoras de prestaciones de salud.
La fiscalización está a cargo del Ministerio de Salud, la Superintendencia de Salud —a quien corresponde supervigilar y controlar a Fonasa (respecto de los derechos de los beneficiarios en las modalidades de atención institucional, de libre elección, y en el cumplimiento de las Garantías Explícitas en Salud) y a las isapres (respecto al cumplimiento de las Garantías Explícitas en Salud y los contratos de salud)— y las seremis de Salud —órgano ejecutor de las políticas públicas sobre salud y el cumplimiento de la legislación sanitaria vigente—.
En 2010, las cinco primeras causas de muerte en Chile eran las enfermedades cerebrovasculares, enfermedades isquémicas del corazón, cirrosis y otras enfermedades del hígado, enfermedades hipertensivas y neumonía. En Chile la tasa de morbilidad alcanza el 1,57 ‱, existen tres médicos por cada mil habitantes a junio de 2022 y el gasto público en salud estimado corresponde a 9,1 % del PIB a 2021.
El derecho a la salud se encuentra amparado en la Constitución.

### Discapacidad
En 2015 la discapacidad afectaba al 20 % de la población, desglosada en 11,7 % de discapacidad leve a moderada y 8,3 % de discapacidad severa. Existe una mayor prevalencia en mujeres —20,3 %— que en hombres —12,9 %—, así como en mayores de cuarenta y cinco años —60 %— que en menores de esa edad —24,2 %—. Las principales discapacidades están asociadas a enfermedades visuales, enfermedades osteoarticulares, enfermedades mentales, enfermedades del sistema circulatorio, enfermedades del sistema digestivo, enfermedades del sistema nervioso, enfermedades del sistema endocrino y enfermedades auditivas. En Chile la contingencia de invalidez —total o parcial— es asistida por medio de una pensión, luego de ser declarada por una comisión médica (afiliados a AFP) o la Compin (afiliados al IPS).

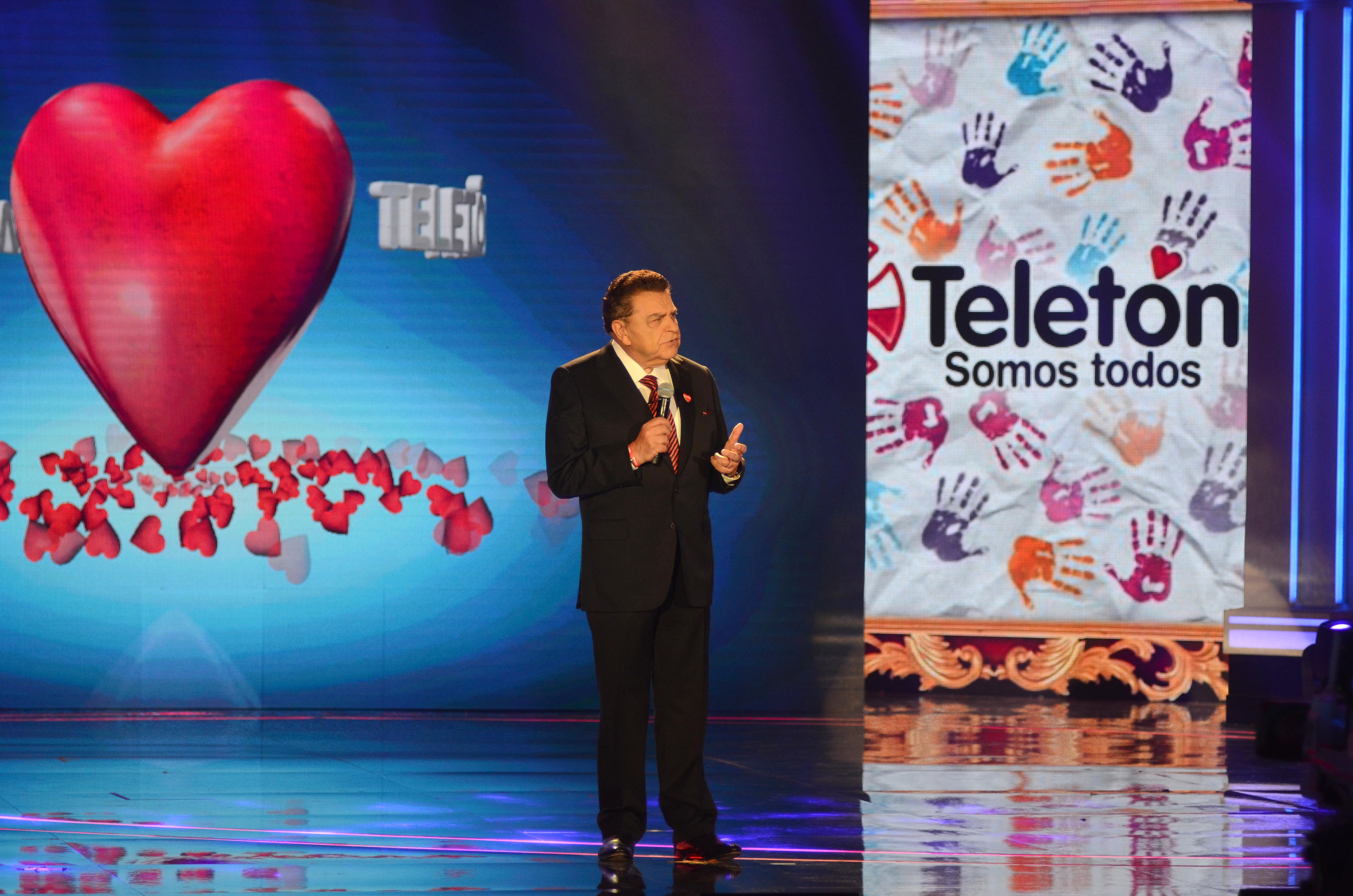
Don Francisco en la Teletón 2014.

La atención de salud y la rehabilitación son realizadas mayoritariamente en el sistema público, a través de Fonasa —76,6 %—. El resto de la población se atiende en el sistema privado, a través de las Isapres —16,3 %—, en el sistema institucional de las fuerzas armadas y de orden, a través de Capredena y Dipreca —2,6 %— o en forma particular —4,5 %—. En 1978 el presentador de televisión, Don Francisco, inició un evento benéfico conocido como «Teletón» con el propósito de recaudar recursos económicos para el tratamiento principalmente de niños con discapacidad motriz, idea que recibió buena acogida y se extendió a otros países de Latinoamérica, repitiéndose el evento cada uno, dos o tres años. La fundación Teletón cuenta en la actualidad con catorce institutos que proveen rehabilitación de forma gratuita, distribuidos en las principales ciudades del país.
La discriminación por causa de la discapacidad ha estado presente en diversos ámbitos, como el trabajo, el transporte, el diseño urbano, la educación y el deporte, por lo que el Estado ha fijado una legislación para combatirla, como la Ley Zamudio, que provee una acción judicial contra la discriminación. Chile es suscriptor de la Convención Internacional sobre los Derechos de las Personas con Discapacidad y ha avanzado en acciones concretas para la inclusión: en la gestión de las políticas públicas de inclusión social —con la creación del Servicio Nacional de la Discapacidad (Senadis), organismo público encargado de promover la accesibilidad e inclusión de las personas con discapacidad—, en la educación especial —con el Programa de Integración Escolar, estrategia inclusiva del sistema educativo que busca favorecer el aprendizaje de los estudiantes con necesidades educativas especiales—, en el deporte inclusivo —con el reconocimiento legal del deporte paralímpico y la fundación del Comité Paralímpico de Chile, que promueve la participación de personas con discapacidad en el deporte— y en la accesibilidad urbana —con la promulgación de la ley de accesibilidad universal, que obliga a la adaptación del mobiliario urbano a las personas con discapacidad y a la eliminación de las barreras arquitectónicas—.

### Seguridad vial
La Comisión Nacional de Seguridad de Tránsito (Conaset) es la institución del gobierno encargada de la seguridad vial en Chile. Según sus datos, en 2021 se registraron 80 751 siniestros de tránsito que dejaron 51 928 lesionados de diversa consideración y 1688 fallecidos, con una tasa de 2,77 fallecidos por cada 10 000 vehículos y 2,09 por cada 100 siniestros.
El principal problema de riesgo vial en Chile son las fatalidades de usuarios vulnerables —peatones, ciclistas y motociclistas fundamentalmente—, ya que no están protegidos por algún tipo de carrocería o estructura; estos representaban más de 50 % de los fallecidos en 2015.
Las principales causas de muerte en siniestros de tránsito se deben a la «imprudencia del conductor» con 32,0 % de las víctimas fatales y a «conducir no atento a las condiciones de tránsito del momento» con un 30,5 % de los fallecidos al año 2021.
El costo económico de los siniestros de tránsito estimado era de 2,53 % del PIB de Chile en 2017.

### Educación

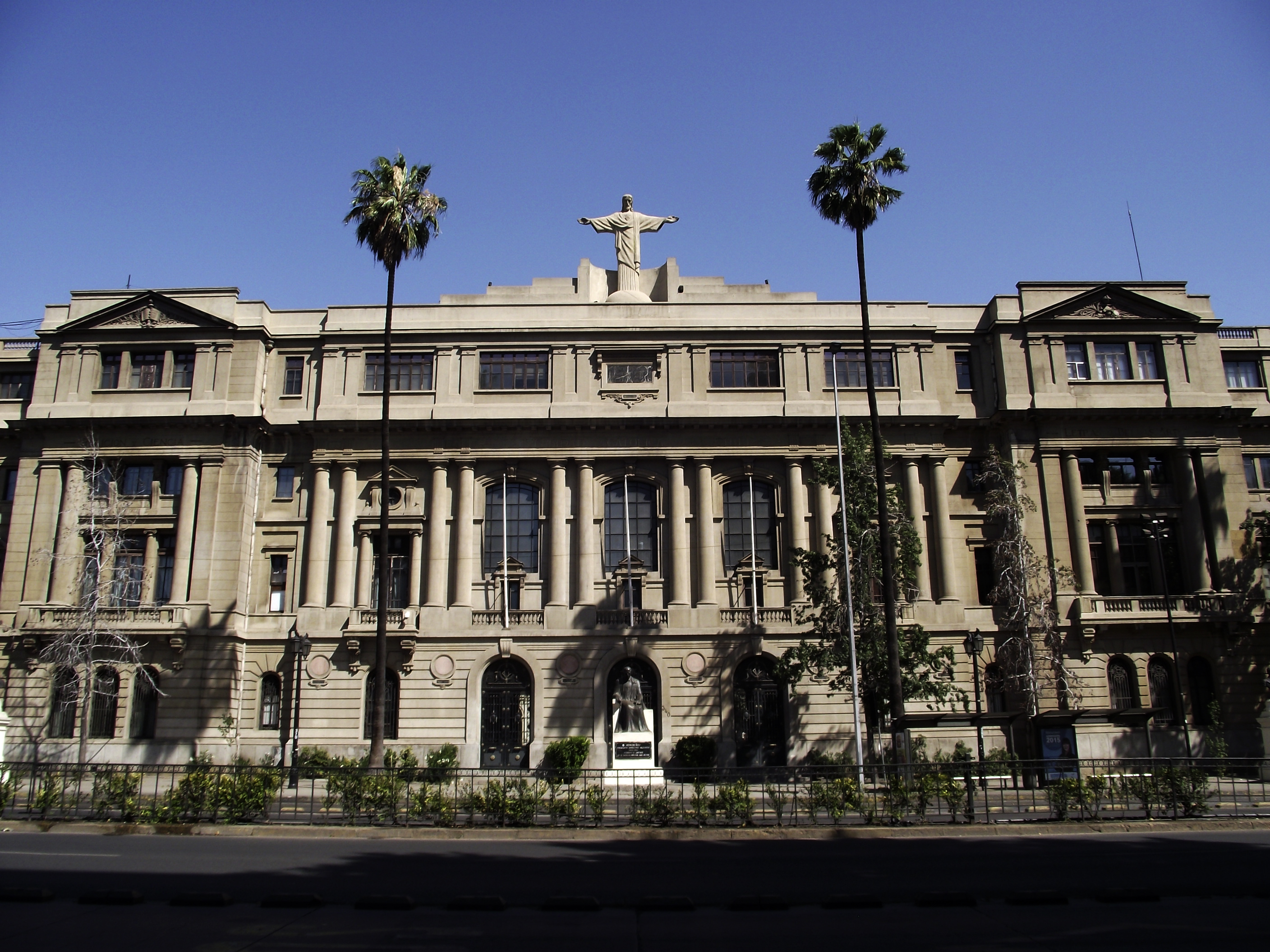
Casa Central de la Pontificia Universidad Católica de Chile, calificada en 2022 como la mejor universidad de América Latina.

La educación chilena está regida por la Ley General de Educación de 2009 (LGE). Chile cuenta con cuatro niveles de educación —preescolar, básica, media y superior—, de los cuales los tres primeros son obligatorios.
En 2020 el país contaba con 16 474 establecimientos educacionales: 4373 prescolares, 11 342 primarios y secundarios y 140 superiores —incluidos centros de formación técnica, institutos profesionales, universidades e instituciones de educación superior de las Fuerzas Armadas—. Ese mismo año, la matrícula nacional ascendía a 5 079 313 estudiantes: 250 316 prescolares, 3 607 980 primarios y secundarios —1 171 288 de educación municipal (pública), 1 960 998 de educación particular subvencionada (mixta), 324 860 de educación particular pagada (privada), 44 538 de las corporaciones de administración delegada y 106 296 de los servicios locales de educación— y 1 221 017 superiores.
Desde 1981, la educación pública primaria y secundaria ha sido administrada por las municipalidades, aunque tras la reforma educacional establecida por la ley 21.040, esta labor será traspasada a la Dirección de Educación Pública con la creación gradual de 70 Servicios Locales de Educación Pública (SLEP), órganos públicos funcional y territorialmente descentralizados, con personalidad jurídica y patrimonio propios, que reemplazarán a los municipios en la administración de la educación pública; este proceso espera estar completado en 2025. En 2022 habían implementados 11 de los 70 Servicios Locales.
La educación universitaria está integrada por 55 universidades —30 pertenecen al Consejo de Rectores (18 estatales y 12 no estatales) y otras 25 son privadas—, de las cuales 16 se encuentran entre las 100 mejores de América Latina en 2022. En este año, habían 772 462 estudiantes de pregrado, 54 579 estudiantes de posgrado y 34 666 estudiantes de postítulo.
En 2017, la tasa de alfabetización entre la población de 15 años o más fue de 96,4 % (96,3 % para las mujeres y 96,5 % para los hombres), mientras que entre la población de 15 a 24 años fue de 99 % para ambos sexos.
El derecho a la educación y a la libertad de enseñanza están resguardados en la Constitución.

### Idioma
Hablado por el 99,3 % de los chilenos, el castellano es el idioma oficial de facto y la lengua administrativa del país. La gran mayoría de la población utiliza la variedad conocida como español chileno, o dialecto chileno, y unos pocos, el español andino y el español chilote. Por otra parte, la lengua de señas chilena es usada por la comunidad sorda del país.
Las lenguas autóctonas se usan poco. El mapudungun es hablado por un número estimado de entre 100 000 y 200 000 personas —el chesungun, hablado por unos 2000 huilliches, es un dialecto divergente que algunos expertos consideran un idioma distinto al mapudungun—; el aimara, por unas 20 000; el quechua sureño, por unas 8200; y el rapanui, por unas 3390 personas. Otras, como el kawésqar y el yagán, están en vías de extinción. Las lenguas aonikenk, cacán, caucahue, chono, gününa këna, kunza y selk'nam —así como el allentiac y el millcayac, introducidos durante la Colonia— están extintas.
Las lenguas alóctonas —como el alemán, el criollo haitiano, el croata, el inglés, el italiano y el romaní vlax— son habladas por los miembros de las diversas colonias de origen extranjero.

### Religión
| Religión en Chile (censo de 2024) | Religión en Chile (censo de 2024) | Religión en Chile (censo de 2024) |
| Credo                             | Fieles                            | %                                 |
| --------------------------------- | --------------------------------- | --------------------------------- |
| Cristianismo                      | 11 061 994                        | 72,75%                            |
| → Catolicismo                     | 8 168 978                         | 53,72%                            |
| → Protestantismo                  | 2 466 607                         | 16,22%                            |
| → Testigos de Jehová              | 121 805                           | 0,80%                             |
| → Mormonismo                      | 94 266                            | 0,62%                             |
| → Ortodoxismo                     | 10 912                            | 0,07%                             |
| → Otros grupos cristianos         | 199 426                           | 1,31%                             |
| Judaísmo                          | 28 153                            | 0,19%                             |
| Budismo                           | 18 221                            | 0,12%                             |
| Islam                             | 10 197                            | 0,07%                             |
| Hinduísmo                         | 4 530                             | 0,03%                             |
| Fe Bahá'í                         | 2 010                             | 0,01%                             |
| Otras religiones                  | 89 856                            | 0,59%                             |
| Ateísmo o agnosticismo            | 3 903 308                         | 25,67%                            |
| No declarado                      | 87 515                            | 0,58%                             |

Aunque su relevancia ha declinado en los últimos años, el catolicismo es la creencia predominante y goza de cierta influencia en la sociedad. La Iglesia católica ha estado separada del Estado desde 1925, cuando el presidente Arturo Alessandri y el arzobispo Crescente Errázuriz acordaron separar la Iglesia del Estado chileno en la Constitución. De este modo, concluyó el reconocimiento del catolicismo como religión oficial del Estado, renunciando este al derecho de patronato que había heredado desde la Independencia —sin la aceptación de la Santa Sede— y consagrando una amplia libertad de culto, Sin embargo, la iglesia sigue teniendo influencia en los asuntos públicos, como en la determinación de los feriados religiosos del país o el artículo 586 del Código Civil, que ordena que «las cosas que han sido consagradas para el culto divino, se regirán por el derecho canónico».
Según el censo de 2024, cerca de un 73% de los chilenos mayores de 15 años se identifica con alguna confesión cristiana. El catolicismo es la religión mayoritaria, con un 53,7% de adherentes en el país, seguido por iglesias evangélicas o protestantes, que reúnen al 16,2% de la población. Otras religiones cuentan con números considerablemente más bajos, ninguna superando el 1%. En tanto, el número de personas sin afiliación religiosa —ya sean agnósticos o ateos— ha aumentado significativamente, pasando del 12,5% en 2012 al 25,7% en 2024.
El ecumenismo en Chile es de larga data. A solicitud del gobierno y con apoyo del cardenal Silva Henríquez, en 1970 se modificó el tradicional Te Deum del 18 de septiembre con el fin de transformarlo en una ceremonia de todas las iglesias cristianas a partir de 1971, además de contar con la participación de representantes judíos y musulmanes.
Durante los primeros años del régimen de Pinochet, las diferentes iglesias cristianas crearon el Comité Pro Paz que, bajo el alero de la Iglesia católica, se convirtió en la Vicaría de la Solidaridad en 1976, ganándose el respeto por su defensa de los derechos humanos.

## Cultura

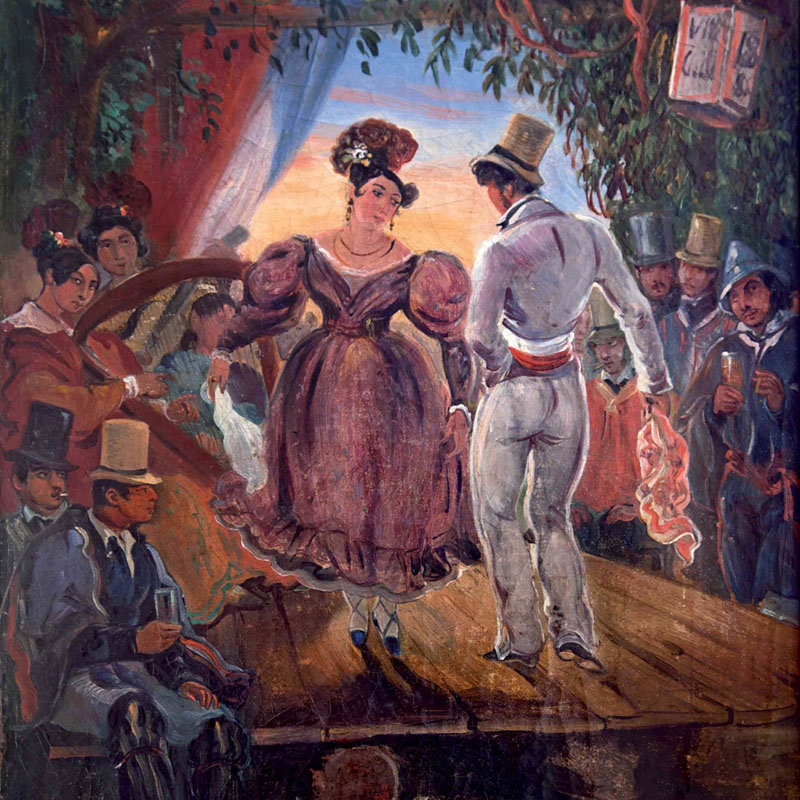
Pareja bailando un pie de cueca en el s. XIX. Cuadro pintado por Rugendas que da cuenta de la fusión cultural criolla y africana.

Como antigua colonia de España, es innegable la huella ibérica dejada en el país. Los 270 años de dominio español modelaron la cultura occidental en el Chile colonial, transmitiéndole el legado cultural greco-romano. Los expertos coinciden en que el mayor legado hispánico a las colonias americanas han sido el idioma y la religión. Así, la lengua española fue legada y reconocida, aunque no sin mutaciones, pues en su trayectoria ha tenido una evolución, hasta practicarse en la actualidad lo que se ha denominado «español chileno». Un ejemplo del legado lingüístico hispano, fue la creación de la Academia Chilena de la Lengua en 1885 por iniciativa de académicos de la RAE. Entre sus primeros miembros, destacaron el escritor y político José Victorino Lastarria, filólogo, periodista y político Zorobabel Rodríguez o los historiadores Miguel Luis Amunátegui y Diego Barros Arana.
Asimismo, la fe católica, aun cuando ha disminuido su cantidad de fieles en las últimas décadas, continúa siendo la religión dominante en el país. También puede verse la influencia ibérica en el campo jurídico, por ejemplo, en el derecho sucesorio, pues en la herencia de la propiedad privada chilena se advierte una clara adhesión a las Siete Partidas por parte del autor del Código Civil, Andrés Bello. Otros modelos heredados de España son el calendario gregoriano y el régimen institucional, pues buena parte de los actuales organismos públicos tienen su origen en el Régimen Indiano, como la municipalidad, la intendencia (hoy gobierno regional) y la justicia local.
También se han adoptado, con posterioridad a la independencia de Chile, algunas convenciones basadas en la tradición española, como el sistema métrico decimal o la conducción de los vehículos al costado derecho.

### Cine

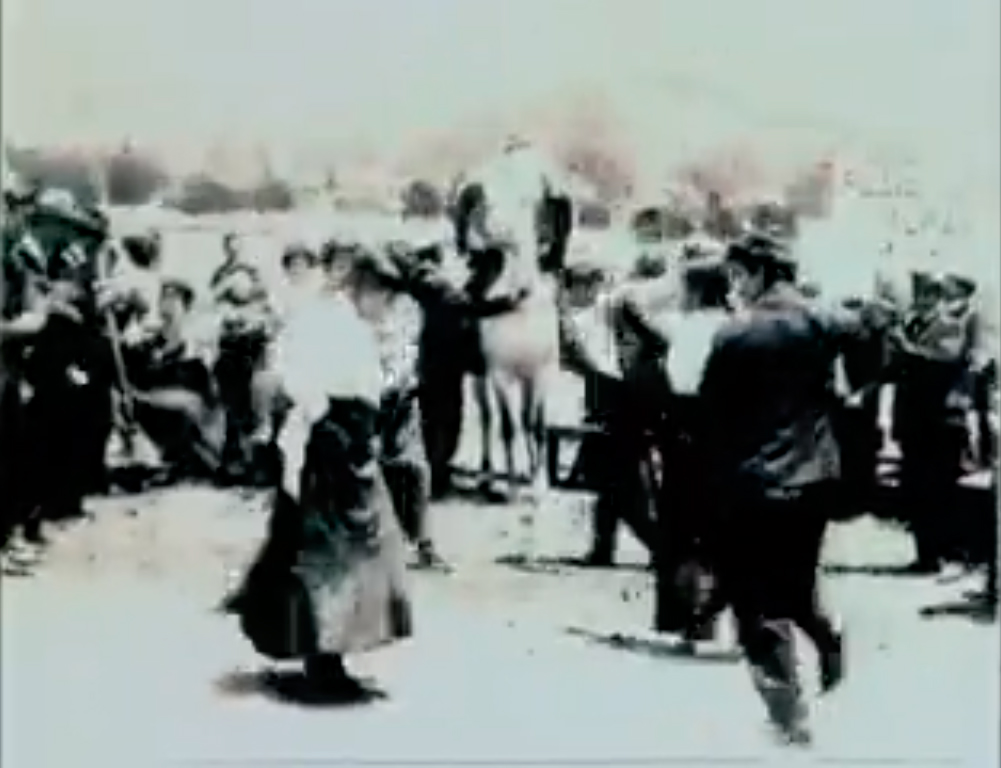
Fotograma de Un paseo a Playa Ancha (1903), el registro cinematográfico chileno más antiguo que se puede ver en la actualidad.

El cine chileno se originó en Iquique el 20 de mayo de 1897 con el estreno del documental Una cueca en Cavancha, del director Luis Oddó Osorio, una de las primeras cintas filmadas y exhibidas en Chile. En las décadas siguientes marcaron hitos Ejercicio general del Cuerpo de Bomberos (1902), la primera película completamente filmada y procesada en el país; La baraja de la muerte (o El enigma de la calle del Lord) (1916), considerado el primer filme argumental chileno; La transmisión del mando supremo (1920), la primera cinta animada del país; y Norte y Sur (1934), la primera película sonora de Chile.
En el gobierno de Juan Antonio Ríos y bajo el alero de la Corfo, el decreto 2581 de 1942 del Ministerio de Justicia creó Chilefilms, con el objetivo de producir filmes tanto para el público local como para el resto de América Latina, siguiendo como modelo el estilo de los estudios de Hollywood.
Los cinco filmes nacionales más vistos en Chile han sido: Stefan v/s Kramer (2012), con 2 070 465 espectadores; Sin Filtro (2016), con 1 047 000; Sexo con amor (2003), con 990 572; El chacotero sentimental (1999), con 801 393; y El ciudadano Kramer (2013), con 702 685.
En cuanto a galardones internacionales, Gloria Münchmeyer se adjudicó la Copa Volpi del Festival Internacional de Cine de Venecia por su papel en La luna en el espejo (1990), mientras que a Paulina García se le otorgó el Oso de Plata del Festival Internacional de Cine de Berlín por su interpretación en Gloria (2013). Tres tristes tigres (1968) ganó el Leopardo de Oro del Festival Internacional de Cine de Locarno; Taxi para tres (2001), la Concha de Oro del Festival Internacional de Cine de San Sebastián; ...Y de pronto el amanecer (2017), el Gran Premio de las Américas del Festival Internacional de Cine de Montreal; y El club (2015), el Oso de Plata del Gran Premio del Jurado de la Berlinale.
Por su parte, La frontera (1991), La buena vida (2008), La vida de los peces (2010) y Una mujer fantástica (2017) ganaron el Goya a la mejor película iberoamericana, mientras que Gloria (2013) obtuvo el Ariel a la mejor película iberoamericana y el Cóndor de Plata a la mejor película iberoamericana. Historia de un oso (2014) ganó el Óscar en la categoría mejor cortometraje animado, mientras que Una mujer fantástica (2017) fue la primera película chilena en ganar el Óscar en la categoría mejor película de habla no inglesa. Previamente, la cinta No (2012) había sido el primer filme chileno en ser nominado a dicho premio. Por otra parte, los filmes La nana (2009), El club (2015), Neruda (2016) y Una mujer fantástica (2017) fueron nominados al Globo de Oro en la categoría mejor película en lengua no inglesa.
Entre los directores han sobresalido Silvio Caiozzi, ganador del premio al mejor director del Festival Internacional de Cine de Montreal por Coronación (2000); Aldo Francia, Patricio Guzmán, ganador del Oso de Plata al mejor guion por El botón de nácar (2015); Miguel Littín, dos veces nominado al Óscar a la mejor película extranjera; Lautaro Murúa, Raúl Ruiz, considerado el cineasta chileno más reconocido de la historia; Helvio Soto y Vanessa Schwartz, nominada al Óscar al mejor cortometraje animado, entre otros. Por otro lado, entre los directores de fotografía destaca Claudio Miranda, ganador del Óscar a la mejor fotografía.

### Literatura
Chile es un «país de poetas», según la tradición popular, debido a la importancia que han tenido diversos literatos del género lírico a lo largo de su historia. Ya durante la conquista y colonización de Chile, se destacaron los poemas épicos La Araucana (1569), del español Alonso de Ercilla, y Arauco Domado (1596), de Pedro de Oña, el primer poeta nacido en el actual territorio chileno. Siglos más tarde descollaron «los cuatro grandes de la poesía chilena»: Vicente Huidobro, Pablo de Rokha y los dos ganadores del premio Nobel, Gabriela Mistral (1945), la primera latinoamericana galardonada con el Nobel de Literatura, y Pablo Neruda (1971), considerado uno de los veintiséis autores centrales del canon de la literatura occidental de todos los tiempos. Otros poetas destacados son Enrique Lihn, Jorge Teillier y los ganadores del premio Miguel de Cervantes Gonzalo Rojas (2003) y Nicanor Parra (2011).
En el género narrativo han resaltado Isabel Allende, considerada la escritora en lengua española más leída del mundo; Alberto Blest Gana, Roberto Bolaño, Francisco Coloane, José Donoso, cuya novela El obsceno pájaro de la noche es una de las obras esenciales del canon de la literatura occidental del siglo XX; Jorge Edwards, ganador del premio Miguel de Cervantes (1999); Marcela Paz, conocida por su personaje Papelucho; Manuel Rojas y Luis Sepúlveda.
En el género dramático, han sobresalido Isidora Aguirre, Juan Rafael Allende, Luis Alberto Heiremans, Juan Radrigán Rojas, Alejandro Sieveking, Sergio Vodanović y Egon Wolff, entre otros. En la historia del teatro chileno de la segunda mitad del siglo XX, marcaron hitos La pérgola de las flores (1960), la primera obra musical chilena en conseguir éxito en el extranjero; La negra Ester (1988), la obra más vista en la historia del teatro de Chile; y La muerte y la doncella (1990), la obra chilena más representada internacionalmente.
Los aportes más significativos en filosofía se manifestaron a partir de la segunda mitad del siglo XX. Con el arribo de los filósofos chilenos que estudiaron en Europa, se asientan en el país las ideas revolucionarias y reformistas propias de la época, muchas de las cuales lograron materializarse en publicaciones que inspiraron a jóvenes políticos de entonces. Entre los filósofos más destacados figuran Jorge Millas, Jorge Rivera Cruchaga, Roberto Torretti y su esposa, Carla Cordua.

### Música
La música folclórica de Chile se caracteriza por la mezcla de sonidos tradicionales indígenas con aquellos traídos desde España. La cueca, danza nacional desde 1979, es un buen ejemplo de ello: tiene características propias dependiendo de la zona del país en que se representa.

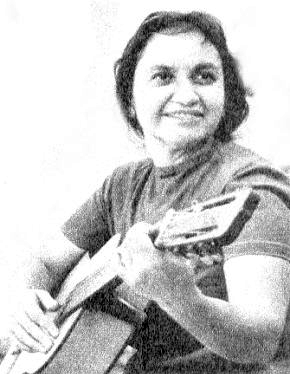
Violeta Parra.

El folclore más tradicional ha sido ejecutado a través del tiempo por diversos artistas y conjuntos, como Margot Loyola, Nicanor Molinare y Los Huasos Quincheros. Desde principios de los años 1960, con el llamado Neofolklore, y sobre todo durante los años 1970, con la llamada Nueva Canción Chilena, se produjo un resurgimiento de la música de raíz folclórica, con artistas que investigaron los orígenes musicales del país y compusieron e interpretaron sus propios temas inspirados en estas investigaciones. De este movimiento destacan músicos como Víctor Jara, Patricio Manns, Violeta Parra y grupos como Illapu, Inti-Illimani, Los Jaivas y Quilapayún. También han cultivado y difundido el acervo musical chileno distintos grupos de danza, como el Ballet Folclórico Nacional (1965) y el Bafochi (1987).
Las rancheras y los corridos, difundidos en Chile sobre todo en la Época de Oro del cine mexicano, poseen un fuerte arraigo en los sectores rurales de la zona central del país. Algunos de sus principales exponentes son Guadalupe del Carmen, Los Reales del Valle, Los Llaneros de la Frontera, Los Hermanos Bustos, Los Charros de Lumaco y María José Quintanilla.

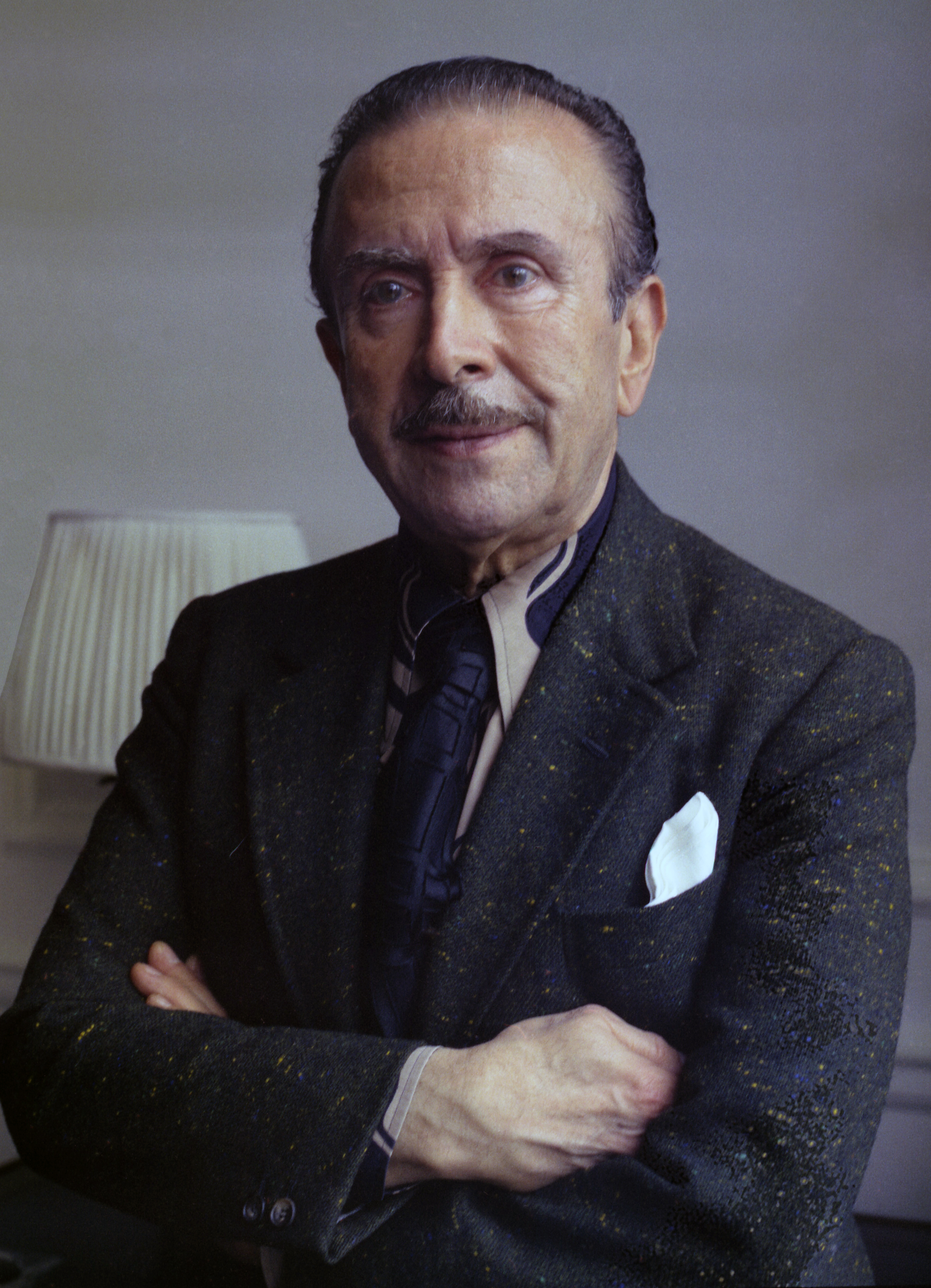
Claudio Arrau.

En los años 1980, se consolidaron grupos de tendencia jazz fusión con fuerte influencia latinoamericana, tales como Congreso y Fulano, lo que años después pasó a llamarse fusión latinoamericana. Por otro lado, la influencia de sonidos de origen anglosajón más masivos, como el pop y el rock, ha permitido la formación de grupos como Los Prisioneros, Los Tres, La Ley, Lucybell, Chancho en Piedra, Joe Vasconcellos y Los Bunkers, entre otros. Otros importantes representantes de la música popular de origen latinoamericano han sido Lucho Gatica, Antonio Prieto o Los Ángeles Negros en el bolero, Myriam Hernández en la balada, y La Sonora de Tommy Rey en la cumbia.
Asimismo, Chile ha contado con compositores e intérpretes de diversas ramas de la música docta, como los músicos Pedro Humberto Allende, Domingo Santa Cruz, Enrique Soro y Alfonso Leng; los pianistas Claudio Arrau, considerado uno de los más destacados de la historia, Rosita Renard y Alfredo Perl; y el tenor Ramón Vinay, entre otros.
Desde 1987 la SCD se ha dedicado a registrar la propiedad intelectual de cada obra y su autor. Además de recaudar los derechos generados a través de los medios de comunicación nacionales, se preocupa de difundir y promover el desarrollo de la música chilena.

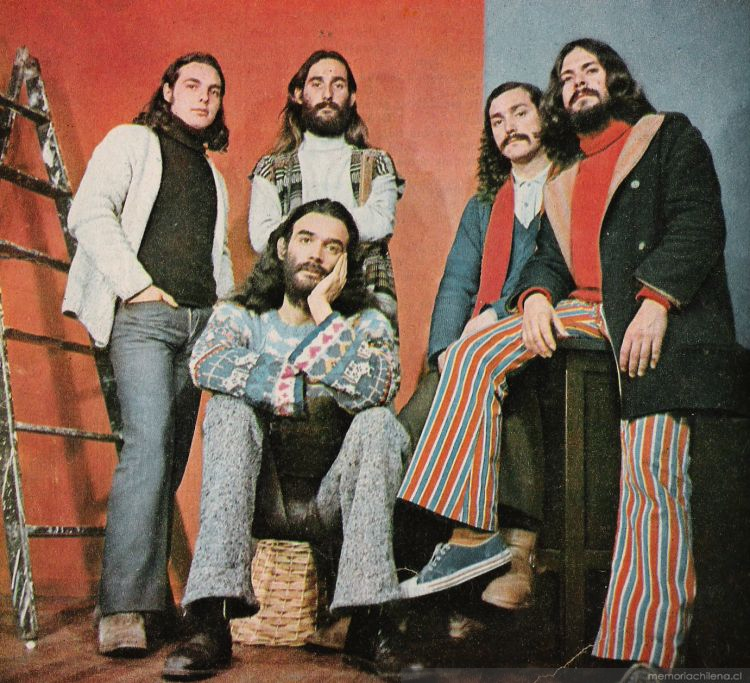
Grupo musical «Los Jaivas», en 1972.

En este ámbito, sobresale el Festival Internacional de la Canción de Viña del Mar, que se ha llevado a cabo desde 1960, considerado el mayor y más conocido certamen musical de América Latina y el principal del continente americano. Aunque las competiciones de música popular y folclórica fueron el origen del certamen, desde hace años se han relegado a un segundo plano y se ha dado preferencia a los artistas invitados, quienes son el verdadero plato fuerte del certamen. Por la Quinta Vergara han pasado importantes artistas de talla internacional y ha sido también una plataforma de reconocimiento musical para artistas locales, entre los que han destacado: Cecilia, Los Huasos Quincheros, Los Jaivas, Los Prisioneros, Los Bunkers, Mon Laferte, entre otros.
En la actualidad, los géneros urbanos se han tomado en gran medida la escena musical chilena. Esta nueva transición no ha estado exenta de críticas, y algunas producciones así como cantantes del género han generado amplias controversias en la sociedad respecto al mensaje y la cultura que buscan reflejar. Así con todo, el género ha hecho historia con algunos éxitos, entre los que destacan el hit «Gata Only» de los cantantes urbanos FloyyMenor y Cris MJ, alcanzando el primer lugar del Top 10 mundial de canciones más escuchadas en TikTok. También se convirtió en la canción latinoamericana más oída en 2024 en la plataforma musical Spotify, superando las 1.300 millones de reproducciones.

### Artes visuales

#### Pintura
Los inicios de la pintura chilena se encuentran en los objetos rituales y las telas de los pueblos indígenas, particularmente aquellos de los pueblos atacameño, diaguita y mapuche.
Durante la conquista española, el arte se convirtió en una mezcla entre lo nativo y lo español, formando el llamado arte colonial, principalmente desarrollado por los jesuitas instalados en el país en ese periodo.

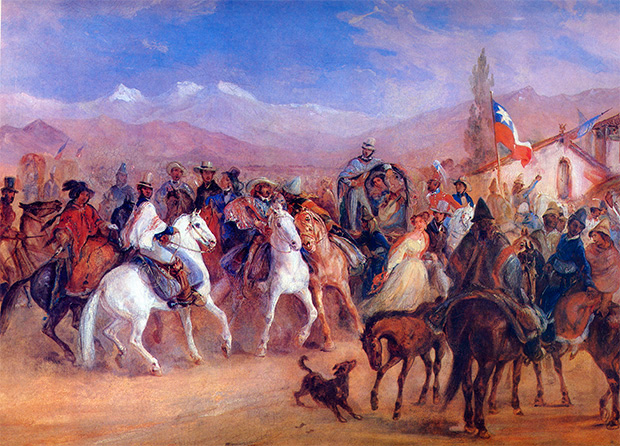
«Llegada del Presidente Prieto a la Pampilla»-1837- Rugendas, Juan Mauricio (1802-1858). Visión del Chile formativo pintado sobre óleo.

A inicios del siglo XIX, llegaron a Chile los «pintores viajeros», también llamados «precursores de la pintura chilena», un grupo de artistas donde descollaron José Gil de Castro, Claudio Gay, Raymond Monvoisin y Mauricio Rugendas. Con este grupo, la sociedad chilena aceptó e impulsó el nuevo arte español, instalándose sucesivamente los gustos por la pintura italiana, española y francesa.
Un hito en la historia pictórica de Chile fue la creación en 1849 de la Academia de Pintura, donde se formaron los cuatro «grandes maestros de la pintura chilena»: Juan Francisco González, Pedro Lira, Alberto Valenzuela Llanos y Alfredo Valenzuela Puelma.
Los seguidores de los grandes maestros fueron los encargados de guiar el nuevo arte nacional y conformar los primeros grupos artísticos chilenos, como la «generación del 13», también llamada «generación del centenario» u ocasionalmente «generación trágica», contemporánea a la creación del Museo Nacional de Bellas Artes y liderada por Fernando Álvarez de Sotomayor, el «grupo Montparnasse», liderado por Camilo Mori y, más tardíamente, la «generación de los ochenta».
Entre los artistas contemporáneos chilenos más reconocidos, tanto en Chile como en el extranjero, están el considerado «último surrealista», Roberto Matta, y el hiperrealista Claudio Bravo, el más destacado de los últimos años.

#### Escultura

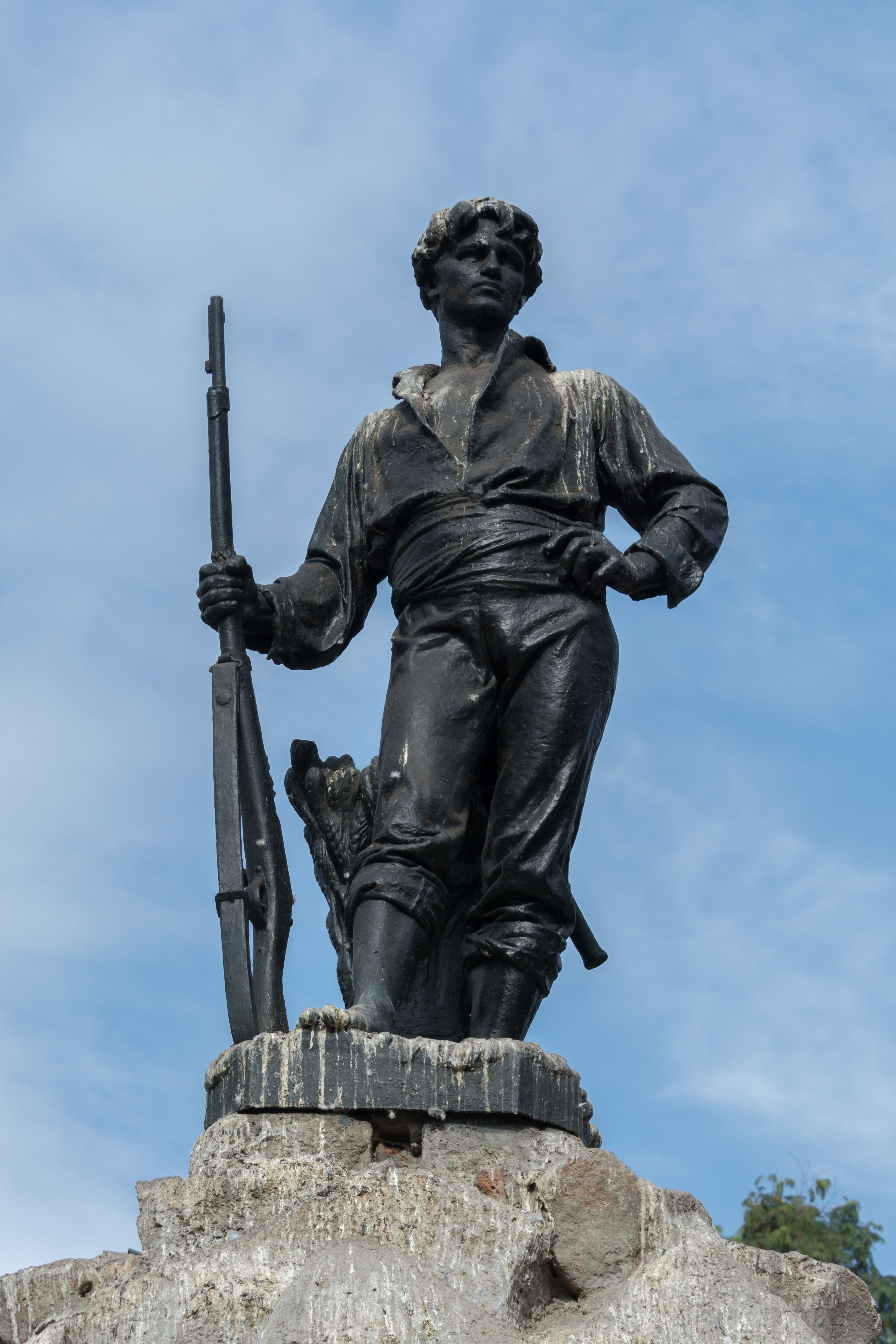
Monumento al roto chileno, de Virginio Arias.

Luego de la consolidación de la república, se abandonó el influjo religioso de la Colonia en el arte y se optó por una vinculación con los valores propios del patriotismo, aunque con artistas extranjeros debido a la ausencia de escultores chilenos.
El primer monumento que llegó al Chile independiente fue el Monumento a la Libertad Americana, una escultura de estilo romántico que representa a la diosa Minerva entregando la libertad a América, simbolizada por un indígena, cual fue comprada por el diplomático Javier Pérez Rosales al escultor italiano Francisco Orsolino. Fue inaugurada en 1836 y ubicada en la Plaza de Armas de Santiago.
En 1850 se creó un curso de arquitectura, bajo la dirección del francés Brunet Debaines, y en 1854 se fundó la Escuela de Escultura, dirigida por el escultor francés Augusto François. La Escuela fue traspasada en 1859 a la Universidad de Chile, donde fue anexada a la Escuela de Pintura. Entre los primeros escultores que se formaron allí destacan José Miguel Blanco y Nicanor Plaza, cuyos estilos conjugan la línea neoclásica del maestro Augusto François y el realismo francés del siglo XIX. Otros escultores destacados han sido Virginio Arias, autor del Monumento al roto chileno, Simón González, autor de El niño taimado, Rebeca Matte, creadora de Horacio y El eco, y Mario Irarrázabal, creador de la Mano del desierto.

#### Fotografía
En 1845 el primer daguerrotipista chileno, José Dolores Fuenzalida, inauguró su estudio en Valparaíso y luego otro en Santiago. Ambas ciudades concentraron los inicios de la fotografía nacional.
En 1861 se comenzaron a utilizar imágenes fotográficas en impresos, como en el libro La Provincia de Valdivia y Los Araucanos, de Paul Treutler. Con la disminución de los gastos asociados a la labor fotográfica, a comienzos del siglo XX cada vez más personas fueron atraídas para ejercer este oficio. Aparecieron nuevos géneros, aumentó la demanda por vistas de paisajes —como las que capturó Félix Leblanc en su álbum de vistas de Valparaíso— y la atracción por retratar costumbres sociales y escenas urbanas sirvió como precedente de una fotografía de corte documental. Del mismo modo, se publicaron innovaciones técnicas como la fotografía estereoscópica y el autocromo, entre otras.
Entre los fotógrafos chilenos, sobresalen Paz Errázuriz y Sergio Larraín.

### Historieta
Los inicios de la historieta en Chile se remontan a los años 1850. Su precursor fue Antonio Smith, quien en El Correo Literario satirizó a los miembros del gobierno conservador. En cambio, Pedro Subercaseaux prefirió la crítica costumbrista y bajo el seudónimo Lustig creó en 1906 a Federico Von Pilsener, considerado el primer personaje del cómic chileno.
Numerosas revistas se sucedieron, como El Peneca y Topaze, así como las historietas Don Fausto, Pobre Diablo y Pulgarcito, aunque el logro más notable y duradero del cómic chileno se obtuvo en 1949, cuando la revista Okey publicó el personaje Condorito, creado por René Ríos, que se ha convertido en un símbolo nacional y fue llevado hasta la pantalla grande. Otros cómics importantes fueron El siniestro Doctor Mortis y las revistas Barrabases, la primera historieta deportiva infantil de la historia, creada por Guido Vallejos, y Mampato de Themo Lobos.
La llegada al poder de la Unidad Popular en 1970 politizó nuevamente los cómics nacionales. En los años 1980 se fortalecieron los cómics de humor y la historieta nacional revivió con la edición de Cucalón, revista creada por Themo Lobos. También se publicaron cómics para un público más maduro, como Ácido, Bandido y Trauko. En esa época, destacó Claudio Galleguillos, Clamton. En los años 1990, la historieta se volvió más violenta y explícita, lo que la distanció del público hasta la llegada del nuevo milenio, al publicarse las «novelas gráficas», historias donde priman la narrativa y los guiones.
El historietista Hernán Vidal, Hervi, recibió el premio La Catrina al «mejor humorista gráfico de Latinoamérica» en 2012.

Algunas expresiones culturales chilenas
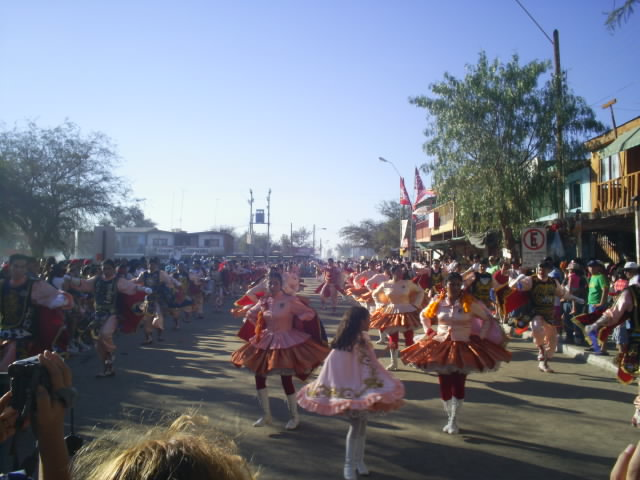
Bailarines en la Fiesta de La Tirana, principal celebración religiosa del norte del país
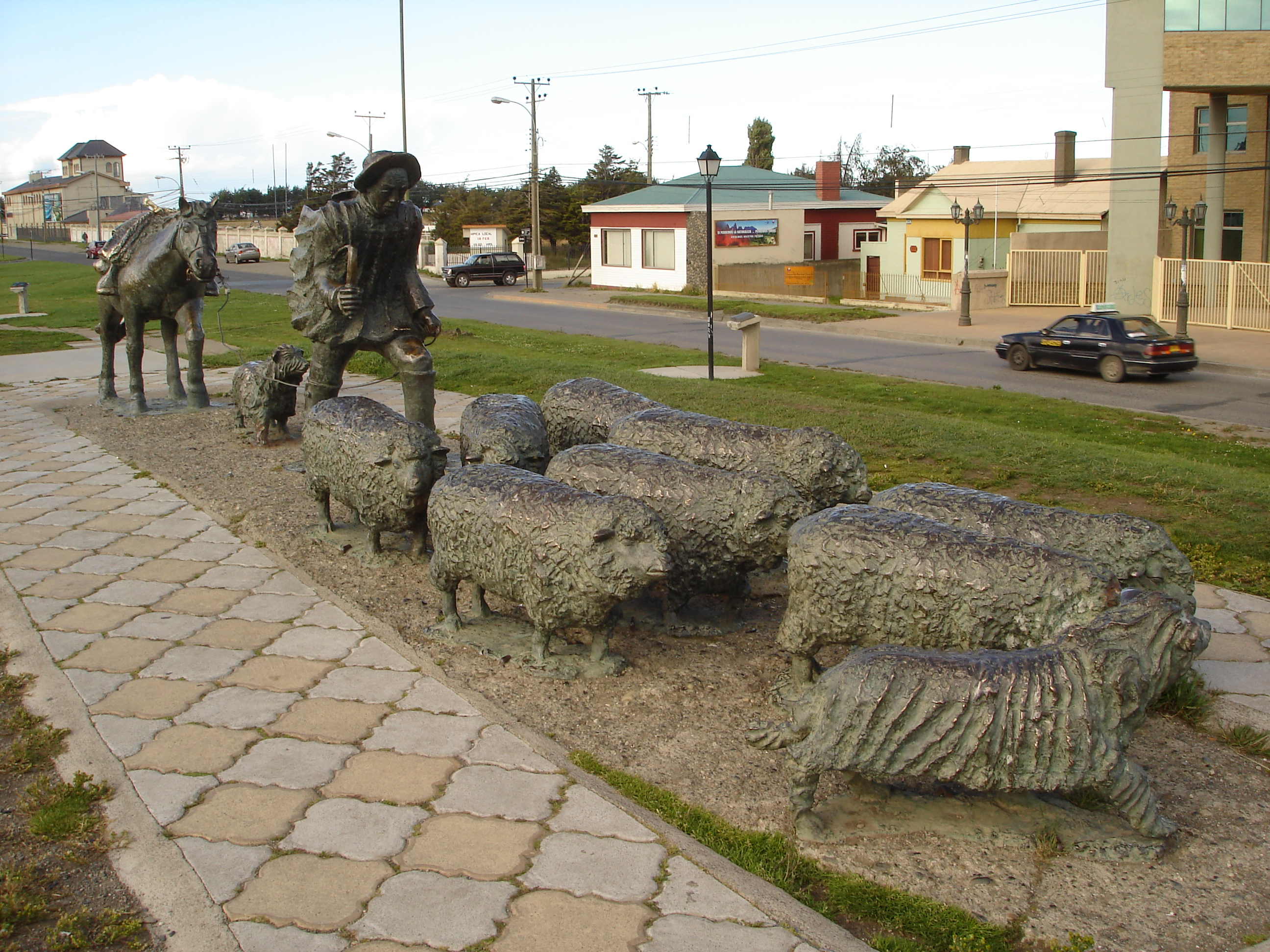
«Monumento al Ovejero», Punta Arenas
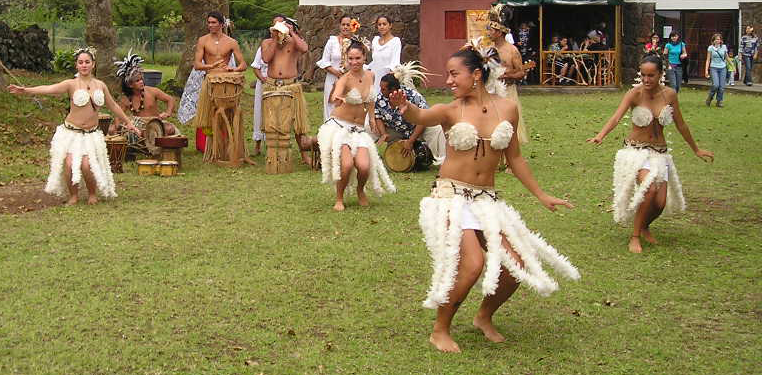
Bailarinas de Isla de Pascua
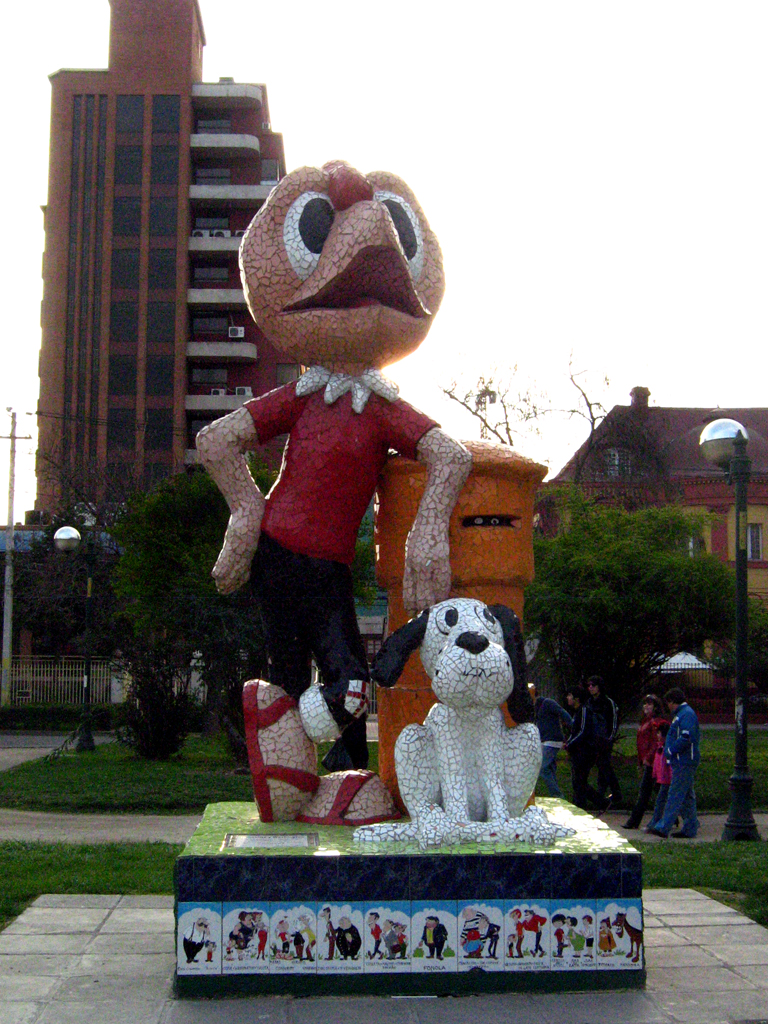
Condorito, considerado el personaje más conocido de la historieta chilena

### Identidad y tradiciones
Debido a la amplia diversidad geográfica de Chile, las expresiones culturales varían notoriamente en diferentes zonas del país.
La zona norte se caracteriza por diversas manifestaciones culturales que combinan la influencia de los pueblos indígenas andinos con la de los conquistadores hispanos, a las que se suma la importancia de las festividades y tradiciones religiosas, destacándose las diabladas y la Fiesta de La Tirana.
La zona central se identifica principalmente con las tradiciones rurales del campo chileno y la denominada cultura huasa, que se extiende mayoritariamente entre las regiones de Coquimbo y del Biobío. Como en esta región geográfica se concentra la mayor parte de la población chilena, se considera tradicionalmente la principal identidad cultural del país y se exterioriza a mediados de septiembre, durante la celebración de Fiestas Patrias.
En la zona sur, la cultura mapuche y las tradiciones de la hacienda dominan en La Araucanía, mientras que la influencia alemana es preponderante en las provincias de Valdivia, Ranco, Osorno y Llanquihue. Por otro lado, en el archipiélago de Chiloé se generó una cultura con su propia mitología, originada por el sincretismo de las creencias indígena y española.
La zona austral ha generado una identidad propia influenciada por los inmigrantes, tanto de Chiloé y del centro del país como de la desaparecida Yugoslavia, y que en Magallanes se caracteriza por un marcado regionalismo.
La identidad cultural de la isla de Pascua es única debido al desarrollo de una cultura polinésica completamente aislada por varios siglos.

### Patrimonio cultural
El patrimonio cultural de Chile está formado, en primer lugar, por su patrimonio inmaterial, compuesto de distintas manifestaciones culturales —como arte, artesanía, bailes, costumbres, festividades, gastronomía, juegos, música y tradiciones— y, en segundo término, por su patrimonio material, constituido por aquellos edificios, objetos y sitios de carácter arqueológico, arquitectónico, artesanal, artístico, etnográfico, folclórico, histórico, religioso o tecnológico dispersos por el territorio chileno.
En Chile se encuentran seis bienes de interés cultural declarados Patrimonio de la Humanidad —de acuerdo a lo estipulado en la Convención sobre la Protección del Patrimonio Mundial Cultural y Natural de la Unesco de 1972, ratificada por Chile en 1980—: el parque nacional Rapa Nui (1995), las iglesias de Chiloé (2000), el barrio histórico de la ciudad portuaria de Valparaíso (2003), las oficinas salitreras de Humberstone y Santa Laura (2005), la ciudad minera de Sewell (2006) y el Qhapaq Ñan, «camino del inca» (2014). Asimismo, Chile posee un bien declarado patrimonio cultural inmaterial de la Humanidad: el baile chino (2014).
En 1999 se instauró el Día del Patrimonio como una forma de reconocer la herencia arquitectónica, cultural e histórica de Chile.

### Emblemas nacionales
Chile posee una serie de emblemas nacionales definidos por ley.

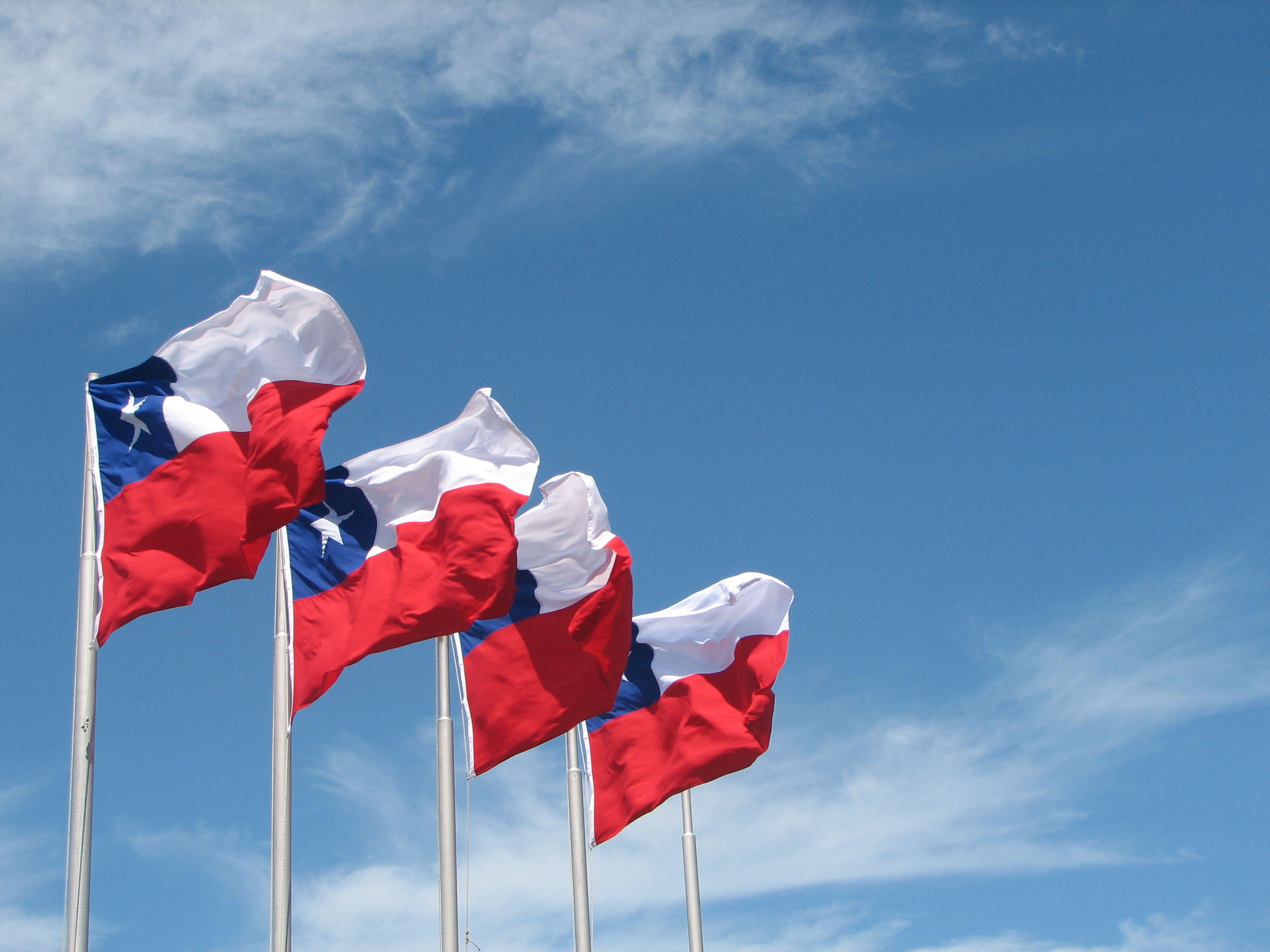
Banderas chilenas flameando.

El decreto 1534 de 1967 del Ministerio del Interior determinó los emblemas nacionales del país y reglamentó su uso, refundiendo y sistematizando diversas normas legales y reglamentarias sobre la materia. Su artículo 1.º establecía que los emblemas nacionales eran «el Escudo de Armas de la República, la Bandera Nacional, la Escarapela o Cucarda y el Estandarte Presidencial o Bandera Nacional Presidencial». Además, este mismo artículo ratificó la oficialización de la inclusión en el escudo nacional del lema «Por la razón o la fuerza», hecha por el decreto 2271 de 1920 del Ministerio de Guerra y Marina.
Posteriormente, la Constitución Política de 1980 estableció en su artículo 2.º que «son emblemas nacionales la bandera nacional, el escudo de armas de la República y el himno nacional», mientras que en su artículo 22.º señaló que «todo habitante de la República debe respeto a Chile y a sus emblemas nacionales». Por su parte, la Ley de Seguridad del Estado —decreto 890 de 1975 del Ministerio del Interior— dispuso en su artículo 6.º que «cometen delito contra el orden público […] b) Los que ultrajaren públicamente la bandera, el escudo o el nombre de la patria».
Asimismo, se han oficializado otros símbolos nacionales mediante decretos. El copihue ha sido la flor nacional desde 1977 y la cueca, la danza nacional desde 1979. El lapislázuli, una gema extraída en el norte de Chile, fue declarado piedra nacional en 1984; la combarbalita, una piedra ornamental semipreciosa que es abundante en la zona de Combarbalá, también fue declarada como tal en 1993. Por otro lado, mediante oficio, al rodeo chileno se lo ha considerado deporte nacional desde 1962; y la rayuela fue reconocida como deporte nacional y como «símbolo cultural y patrimonial de la Nación» en 2014.
Contra la creencia popular, aunque el cóndor andino y el huemul están presentes en el escudo de Chile, ni ellos ni la araucaria han sido determinados como emblemas nacionales por ley; sin embargo, todos ellos han sido decretados monumentos naturales.

### Gastronomía

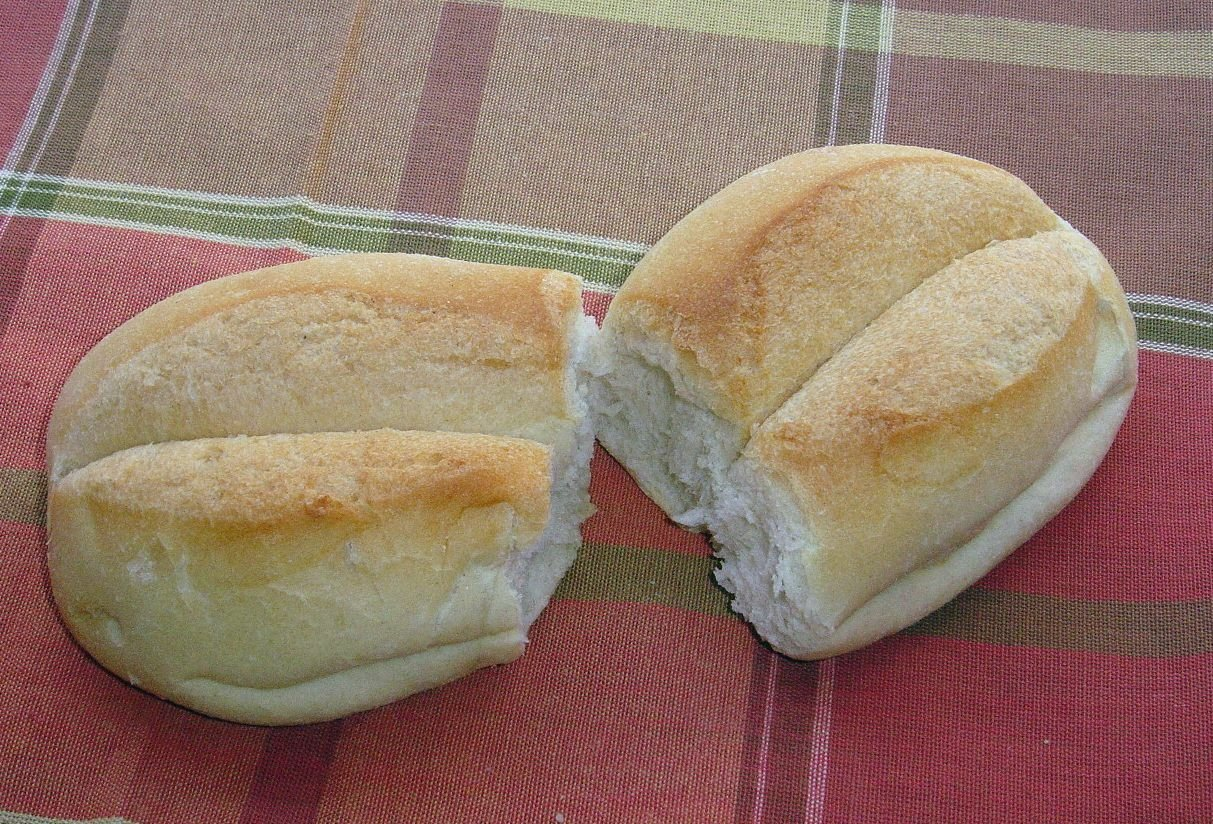
Marraqueta, tipo de pan tradicional.

La gastronomía chilena surgió de la mezcla entre la alimentación de los pueblos indígenas con la gastronomía colonial española y algunas influencias europeas. Los principales ingredientes en la cocina tradicional chilena corresponden a alimentos propios de la zona —como el maíz, la papa y el tomate, el trigo y las carnes de cerdo, pollo, vacuno y cordero y por supuesto el vino chileno, principalmente en sus cepas Cabernet Sauvignon, Carménère y Merlot entre los vinos tintos, y Chardonnay y Sauvignon Blanc entre los blancos. Otras bebidas tradicionales son la chicha y el pisco chileno.
Los platos más tradicionales de la cocina chilena son el ajiaco, los anticuchos, los asados, la calapurca, el cancato, la carbonada, la cazuela, el chapalele, el charquicán, el curanto, las empanadas de pino, las humitas, el milcao, la paila marina, la pantruca, el pastel de choclo, el pastel de papa, los porotos granados, el pulmay y el tomaticán, entre otros. Algunos postres tradicionales son los alfajores, el manjar y el mote con huesillos.
La revista National Geographic destacó como el quinto mejor del mundo al Mercado Central de Santiago, un lugar reconocido por conservar el patrimonio culinario chileno. En la lista The World's 50 Best Restaurants de 2016, publicada por la revista Restaurant, figuraron cuatro restoranes chilenos entre los cincuenta mejores de América Latina; además, uno de ellos fue elegido entre los cincuenta mejores del mundo.

### Deporte
Los inicios del deporte chileno se encuentran en el palín y el linao, deportes jugados por el pueblo mapuche, similares al hockey y al rugby, respectivamente. En las zonas campesinas, el rodeo chileno es el principal deporte tradicional practicado y se lo ha considerado deporte nacional desde 1962. En 2014 la rayuela también fue reconocida como deporte nacional. Chile es reconocido como el «mejor destino mundial de deportes extremos» por los Premios Mundiales del Viaje.
Chile tiene una historia olímpica de 129 años. Luis Subercaseaux concurrió a los Juegos Olímpicos de Atenas 1896, convirtiéndose en el único iberoamericano en participar en las primeras olimpiadas de la Era Moderna. En Atenas 2004, el país alcanzó sus primeras dos medallas de oro luego de que los tenistas Fernando González y Nicolás Massú ganaran la competencia de dobles, y en el caso de Massú también la prueba individual. Mientras que, en París 2024, la tiradora Francisca Crovetto obtuvo la tercera presea dorada, siendo la primera mujer en conseguirlo. En total, Chile ha logrado quince medallas: tres de oro, ocho de plata y cuatro de bronce.

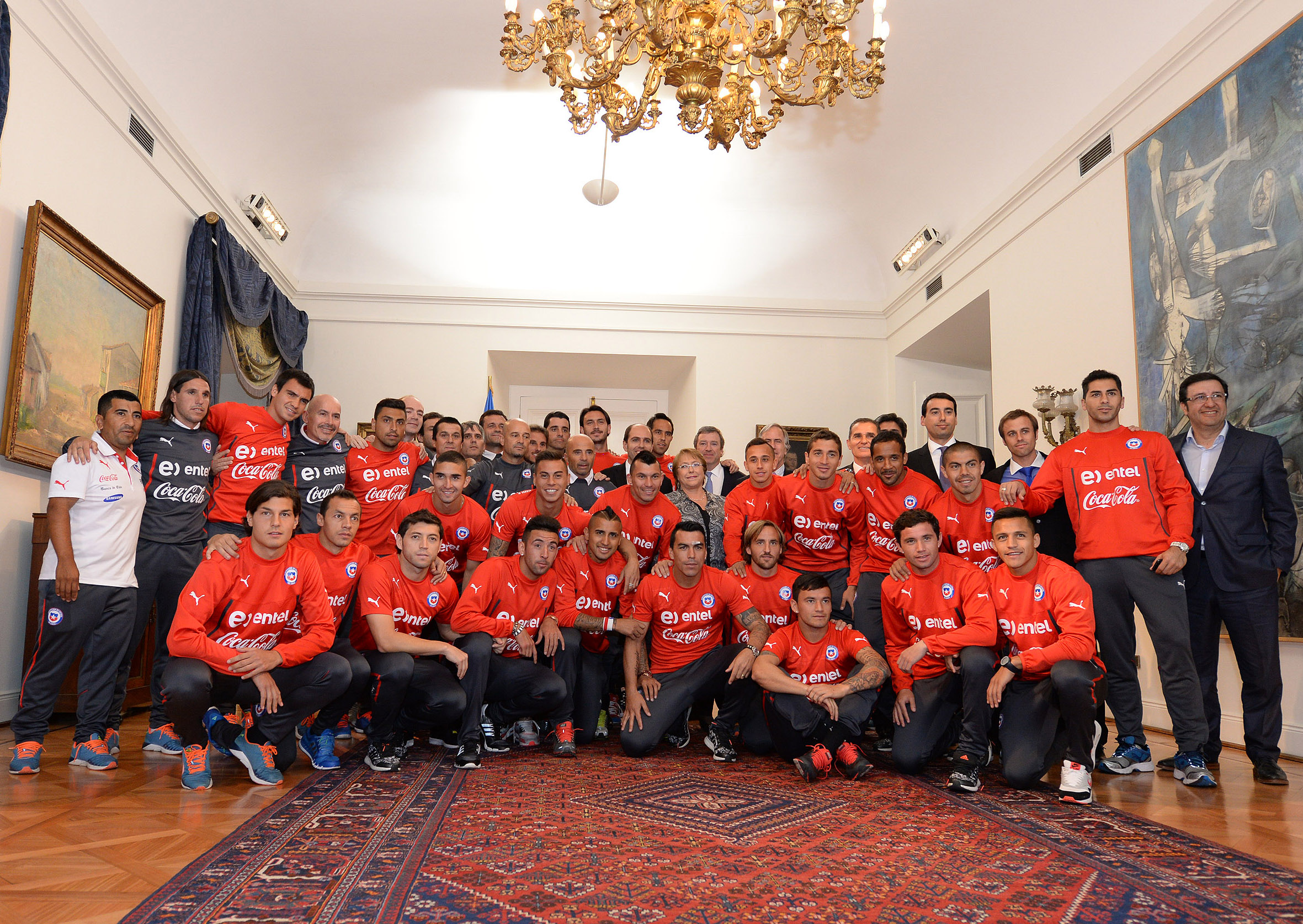
Selección chilena de fútbol en el palacio de La Moneda (2014), durante el mandato de la presidenta Michelle Bachelet, destacan en la fotografía futbolistas con trascendencia internacional como; Claudio Bravo, Alexis Sánchez y Arturo Vidal.

A fines del siglo XIX, los inmigrantes británicos llevaron al país el fútbol, que se popularizó rápidamente convirtiéndose en el principal deporte del país tras su profesionalización y la creación de la primera división en 1933. A nivel global, el seleccionado nacional ha participado en la Copa Mundial de Fútbol en nueve ocasiones, siendo su máximo logro el tercer lugar cuando fue local en 1962, destacando también un segundo lugar en la Copa FIFA Confederaciones de 2017. A nivel regional, obtuvo la Copa América en 2015 y 2016. Los clubes chilenos han alzado trofeos internacionales en seis ocasiones: Colo-Colo se adjudicó tanto la Copa Libertadores como la Copa Interamericana en 1991, y la Recopa Sudamericana en 1992; Universidad Católica, la Copa Interamericana en 1993; Universidad de Chile, la Copa Sudamericana en 2011; mientras que, en la categoría femenina, Colo-Colo ganó la Copa Libertadores en 2012.
El tenis es el deporte que más éxitos ha dado al país. En 1937 Anita Lizana ganó el Abierto de Estados Unidos, en 1956 Luis Ayala triunfó en dobles mixto en el Torneo de Roland Garros. En 1976 Chile se convirtió en el primer país en Sudamérica y el segundo en América Latina en jugar la final de la Copa Davis. En 1998 Marcelo Ríos fue el primer iberoamericano en alcanzar el número 1 de la clasificación ATP. El equipo masculino del país obtuvo la Copa Davis Juvenil en 2001, la Copa Mundial por Equipos en 2003 y 2004, y la Copa Mundial de Tenis Juvenil en 2010.
Otros destacados deportistas son Eduardo Yáñez y Alberto Larraguibel en equitación, Tomás González en gimnasia artística, Alberto González en velerismo, Felipe Miranda en esquí acuático, Víctor Contreras y Kristel Köbrich en natación, Francisco López, Carlo de Gavardo, Pablo Quintanilla y José Ignacio Cornejo en motociclismo, Ignacio Casale en cuadriciclos, Arturo Godoy, Martín Vargas, Carolina Rodríguez y Daniela Asenjo en boxeo, Nicole Perrot, Felipe Aguilar, Joaquín Niemann y Guillermo Pereira en golf, los grandes maestros internacionales Iván Morovic, Rodrigo Vásquez, Javier Campos y Mauricio Flores en ajedrez, José Santos en hípica, Francisco Zurita en ciclismo acrobático (campeón mundial de BMX),
Los equipos chilenos han ganado en Campeonato Mundial de Polo de 2008, 2015, y la Copa de Naciones en 2016, el Campeonato mundial de hockey sobre patines femenino de 2006, (una categoría) en 2002. En baloncesto, la selección chilena masculina alcanzó el tercer lugar de la Copa Mundial de Baloncesto en la primera edición de 1950 y en la tercera versión de 1959, cuando fue local.
En hockey sobre patines las ciudades de Santiago y Talcahuano fueron sedes del Campeonato mundial masculino «A» en 1962 y 1980, respectivamente. Santiago también fue sede del Campeonato mundial de hockey sobre patines femenino de 2006.
Chile posee dieciocho centros de esquí a lo largo de la cordillera de los Andes, como Portillo, en cuyas instalaciones se celebró el Campeonato Mundial de Esquí Alpino de 1966, el único realizado en el hemisferio sur.

## Ciencia y tecnología
De acuerdo al número de publicaciones científicas, Chile ocupó el cuarto puesto en América Latina y el trigésimo noveno lugar en el mundo en 2021. En 2014 el país tuvo la tasa más alta de patentes científicas en América del Sur: 13,52 por cada millón de habitantes. Según el Índice mundial de innovación, a cargo de la Organización Mundial de la Propiedad Intelectual, en 2022, Chile se ubicó en lugar 50 en innovación entre 132 países del mundo, el puesto más alto para un país latinoamericano;sin embargo, en la edición 2023, fue superado por Brasil que obtuvo la posición 49 y Chile la posición 52 en este ranking;en 2024, Chile obtuvo la posición 51 en dicho índice.
Chile mantiene doce estaciones de investigación científica —cuatro bases permanentes, operativas durante todo el año, y ocho bases temporales, operativas en verano— y siete refugios en la Antártica, mientras que, en el desierto de Atacama, existe más de una docena de observatorios —como Paranal (VLT), el complejo astronómico más avanzado y poderoso del planeta, ALMA, el mayor proyecto astronómico del mundo, y La Silla, entre otros—. Chile posee el 40 % de la observación astronómica del mundo; sin embargo, en la década de 2020, el sector desarrollará otros proyectos —como el GMT, el LSST, el ELT y la ampliación de ALMA— que harán que el norte del país concentre cerca del 70 %.
En biotecnología destaca el bioquímico Pablo Valenzuela, quien participó en la creación de la vacuna contra el virus de la hepatitis B, el descubrimiento del virus de la hepatitis C y el desarrollo de un proceso para producir insulina humana a partir de levaduras; además, bajo su dirección, científicos clonaron y secuenciaron el virus del sida.
En el área de las ciencias biológicas destacan el biólogo Humberto Maturana y Francisco Varela con la introducción del concepto «autopoiesis», que designa principalmente la cualidad de un sistema capaz de reproducirse y mantenerse por sí mismo. Este neologismo ha tenido una trascendencia no solo en el área de la biología, sino que también en la sociología y la psicología. Por otra parte el médico y biólogo chileno Horacio Croxatto junto con el bioquímico estadounidense Sheldon J. Segal, realizaron durante la década de 1960 importantes aportes e innovaciones en relación con la anticoncepción, en donde, ambos investigadores son considerados los creadores del anticonceptivo subdérmico o implante subcutáneo.
Desde los años 1990, Chile ha contado con satélites artificiales: el FASat-Alfa (1995), el FASat-Bravo (1998) y el Sistema Satelital de Observación Terrestre (SSOT, 2011).
La minería chilena ha generado innovación tecnológica y aportes al sector a nivel mundial. La cuprífera estatal Codelco ha patentado procesos metalúrgicos y químicos, como el «Convertidor modificado Teniente (CMT)», que permite obtener cobre con un menor gasto de petróleo, y el piloto de minería robotizada de la mina Gaby, que usa maquinaria manejada en forma automática mediante softwares de control de flotas y geolocalización. Asimismo, la alta sismicidad de Chile ha fomentado el desarrollo y la aplicación de tecnología antisísmica en las obras de mayor envergadura, como la amortiguación entre pisos de rascacielos usando muelles de absorción de energía y vigas en «X».
Chile ha sido pionero regional en el uso de telecomunicaciones móviles desde los años 1990. Fue el primer país de América en ofrecer servicios GSM en 1997, la primera red 3.5G UMTS/HSDPA de Latinoamérica en 2006, y el primer servicio HSPA+, el más rápido de la región, en 2010. En 2012 operadores locales realizaron pruebas piloto de servicios de generación 4G expandiéndose por todo el territorio nacional en los años siguientes, mientras que en diciembre de 2021 se dio el vamos a los servicios de generación 5G, siendo el primer país de América Latina en desplegar este tipo de red a nivel nacional (al menos para el 90 % del territorio poblacional).

## Economía

### Estadísticas y comercio

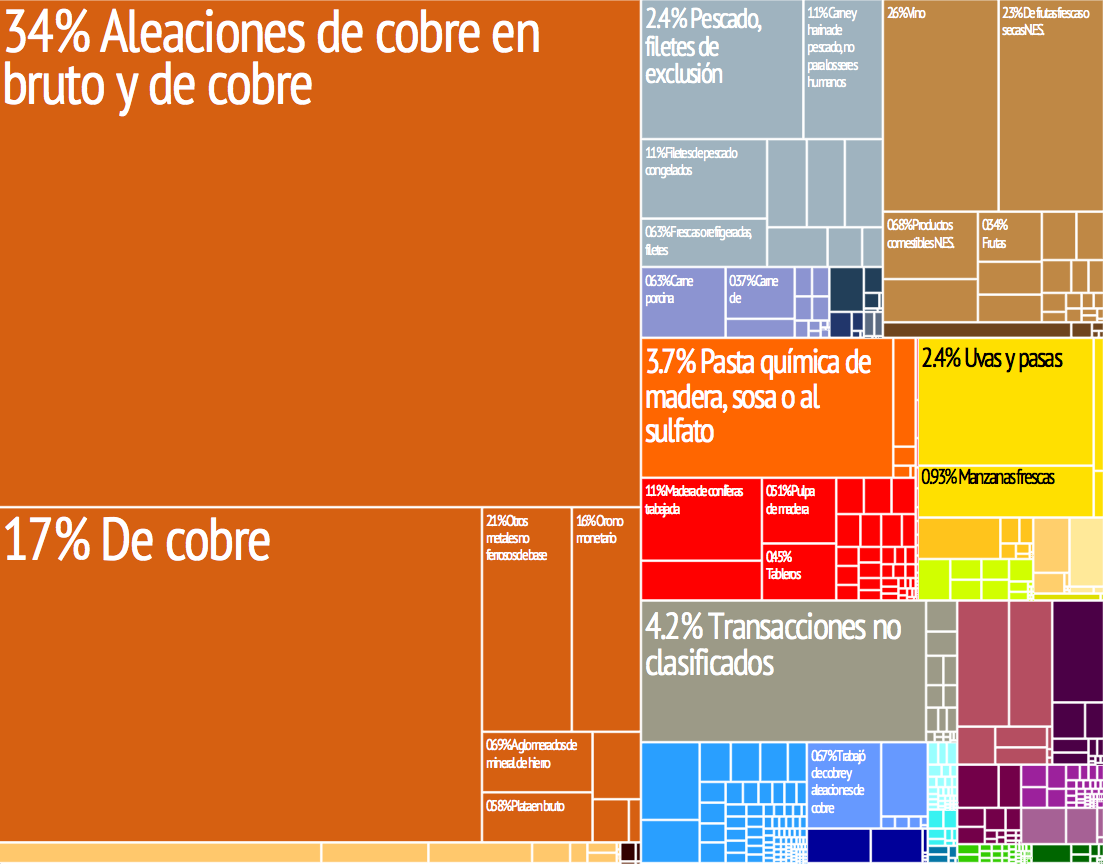
Representación gráfica de las exportaciones de Chile en 28 categorías codificadas por color.

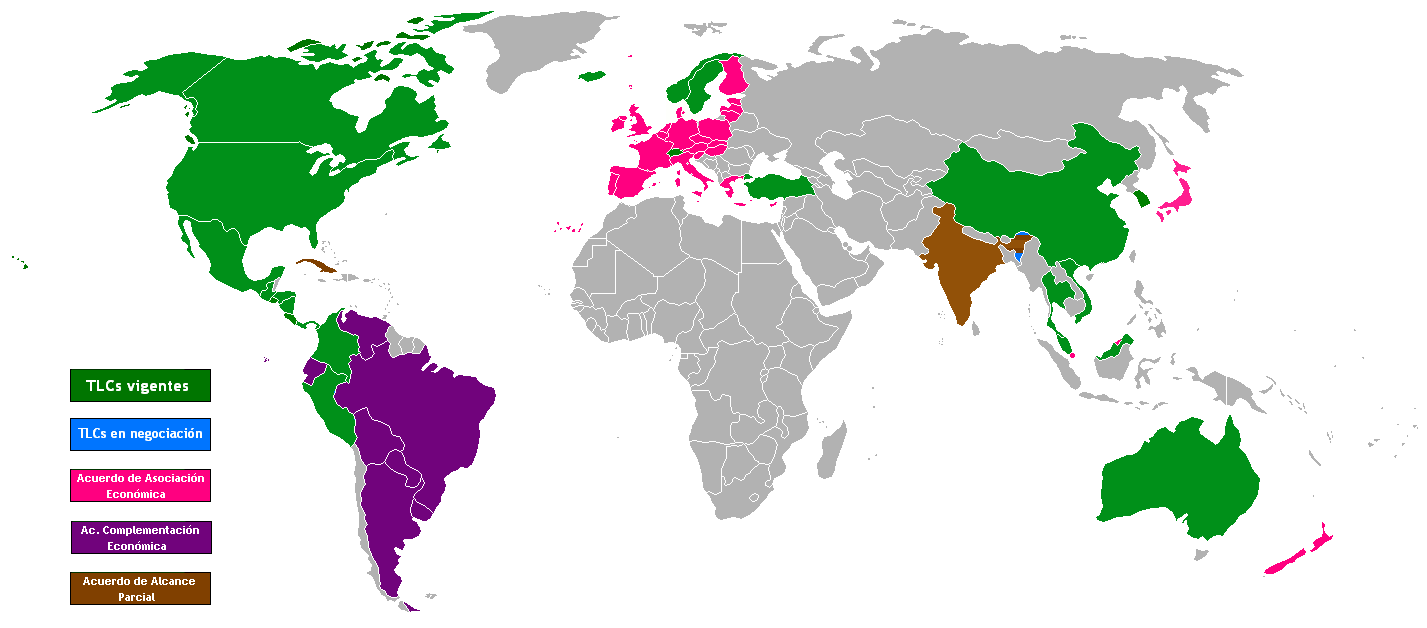
Acuerdos comerciales de Chile en 2012.

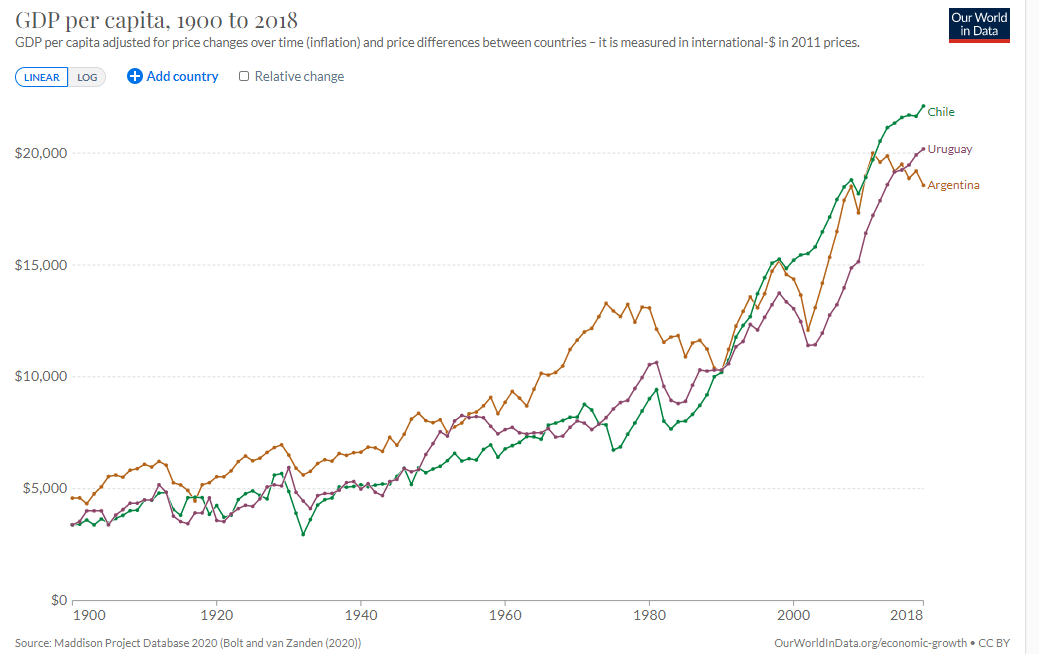
Evolución del PIB real per cápita en Chile, Argentina y Uruguay.

La economía chilena es internacionalmente conocida como una de las más sólidas del continente. Pese a diversos periodos de crisis que ha enfrentado a lo largo de su historia, en los últimos años ha tenido un importante y sostenido crecimiento económico. Implantado durante la dictadura militar de Pinochet, la economía de libre mercado se ha mantenido por los gobiernos posteriores con mayor cobertura de programas sociales.
Chile ha venido reduciendo significativamente la desigualdad de género, teniendo un índice de 0,187 a 2021, uno de los más bajos del continente. Este indicador incide como variable en el dinamismo de la economía chilena. Pese a los avances en la materia en los últimos años, la diferencia salarial entre hombres y mujeres se mantiene, influenciada porque ellas participan en sectores productivos considerados de menor productividad o en niveles medios y bajos de las estructuras organizacionales. La participación laboral de la mujer es una de las menores en Latinoamérica.
En agosto de 2022, se estimó que la mano de obra total del país ascendía a 9 610 900 personas. En 2021 el 19,06 % de los trabajadores se ocupaba en el comercio; el 9,96 % en la industria manufacturera; el 9,04 % en la construcción; el 8,49 % en la enseñanza; el 6,35 % en la agricultura, ganadería, silvicultura y pesca; y el 6,12 % en transporte y almacenamiento.
Chile se ha convertido en plataforma de inversiones extranjeras para otros países de América Latina y muchas empresas han comenzado a instalar sus sedes corporativas en Santiago. También tiene una importante presencia en inversiones en el sector servicios en Latinoamérica.
Según datos de 2020, tanto la capitalización bursátil del país, también llamada valor de mercado, que llegó a más de USD 184 549,42 millones, como la inversión extranjera directa, que alcanzó una cifra de más de USD 8 527,99 millones, se encontraban entre las más altas de América Latina. Chile ha sido clasificado como un país de ingreso alto por el Banco Mundial. Para 2022, el PIB en su valor nominal se estimó en USD 352 664 millones y el PBI per cápita en USD 17 702; al ajustar los valores por paridad de poder adquisitivo, el PIB per cápita para 2022 habría alcanzado los USD 27 629 per cápita.
Tras años aislado, el país se ha convertido en un mercado abierto al mundo. Chile ha suscrito diversos tipos de tratados comerciales —acuerdos de asociación estratégica, tratados de libre comercio, acuerdos de complementación económica y acuerdos de alcance parcial— con 58 países, que representan el 60 % de la población mundial. Sus principales socios comerciales son la Unión Europea, Estados Unidos, Corea del Sur, China y el Acuerdo P4. Asimismo, está integrado a diversos foros económicos, como la APEC, y es miembro asociado tanto de la Comunidad Andina como del Mercosur y miembro fundador de la Alianza del Pacífico. En 2010, Chile se convirtió en el primer miembro pleno de la OCDE en Sudamérica, el segundo en América Latina y el tercero del hemisferio sur, debido al reconocimiento en los avances económicos de las últimas décadas, al desarrollo social y a la fuerte reestructuración institucional.
Chile posee una economía caracterizada por la explotación y la exportación de materias primas. En 2021, las exportaciones —cobre, fruta, productos pesqueros, papel y pulpa de celulosa, químicos y vino, entre otros— llegaron a los USD 94 705 millones, mientras que las importaciones —petróleo y productos derivados, químicos, artículos eléctricos y de telecomunicaciones, maquinaria industrial, vehículos y gas natural, entre otros— alcanzaron una cifra de USD 91 843 millones. Por otro lado, la deuda pública se estimó en un 26,3 % del PIB y la deuda externa, en USD 233 909 millones al primer semestre de 2022.
Desde 1975, la moneda oficial de Chile ha sido el peso, cuyo emisor es el Banco Central. Su código y su número ISO 4217 son CLP y 152, respectivamente, y su símbolo es $.

### Clasificaciones internacionales
Posición de Chile en sistemas de clasificación internacionales en diferentes categorías. Los datos utilizados corresponden al año de publicación señalado, no necesariamente al mismo año.
| Índice                      | Autor / Fuente                                     | Año publicación | Países | Posición Mundial | Posición A.L.(1) |
| --------------------------- | -------------------------------------------------- | --------------- | ------ | ---------------- | ---------------- |
| Libertad de prensa          | Reporteros sin fronteras                           | 2024            | 180    | 52º              |                  |
| Grado de Democracia         | The Economist                                      | 2022            | 167    | 19º              | 2º               |
| Competitividad Turística    | Foro Económico Mundial                             | 2021            | 117    | 34º              | 1º               |
| Percepción de la corrupción | Transparencia Internacional                        | 2022            | 176    | 27.º             | 2º               |
| Libertad económica          | The Wall Street Journal y Fundación Heritage       | 2022            | 186    | 20º              | 1º               |
| Competitividad Global       | Foro Económico Mundial                             | 2019            | 141    | 33º              | 1º               |
| Desarrollo humano           | Programa de las Naciones Unidas para el Desarrollo | 2024            | 195    | 44.º             | 1º               |
| Competitividad Tecnológica  | World Economic Forum                               | 2016            | 139    | 38.º             | 1º               |

(1) Posición relativa a países de América Latina (sin incluir a Puerto Rico).

### Minería
Los inicios de la minería en Chile se remontan a las extracciones hechas entre 12 000 y 10 000 años atrás en una mina de óxido de hierro en Taltal, Región de Antofagasta, la más antigua del continente. Siglos más tarde, la sucesiva explotación del carbón en el sur, la plata en Chañarcillo y el salitre en el norte llevó a la minería a desempeñar un papel primordial en la economía chilena.

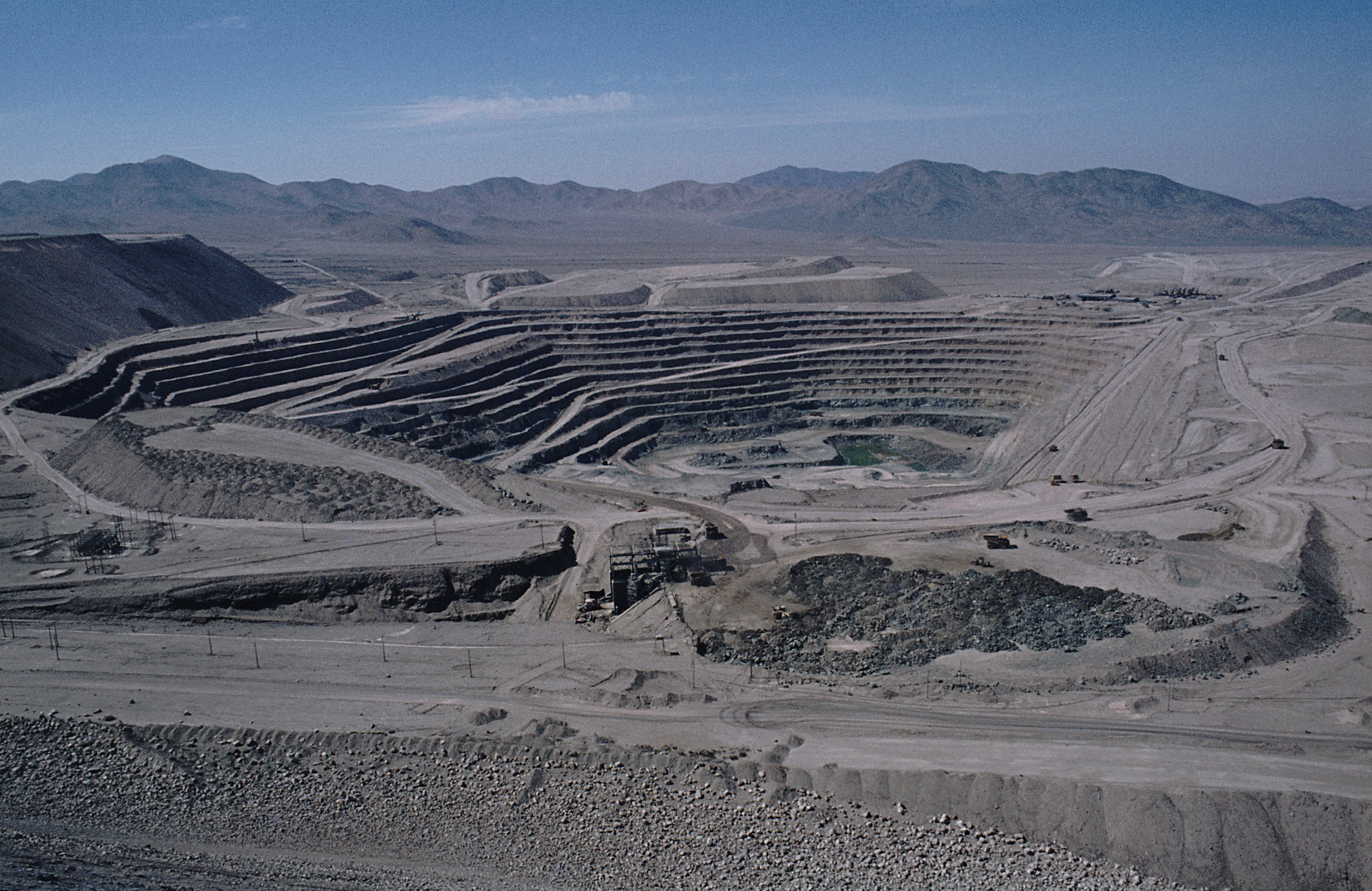
Chuquicamata, la mayor mina a cielo abierto del mundo.

La minería está presente en 13 de las 15 regiones del país y extrae 25 productos distintos. Es la principal actividad económica de las regiones de Tarapacá, Antofagasta y Atacama y es de gran importancia en las de Coquimbo, Valparaíso y O'Higgins. En Magallanes, la explotación de yacimientos de petróleo es de suma importancia para el suministro interno.
El principal producto comercial es el cobre, popularmente conocido como «el sueldo de Chile». El país es el mayor productor del mundo, contando con el 22,7 % de las reservas mundiales de este mineral. Los embarques cupríferos representaron el 56,4 % de las exportaciones chilenas en 2021, medidas en divisas. La empresa estatal Codelco, la mayor compañía cuprífera del planeta, explota algunos de los principales yacimientos chilenos, como Chuquicamata y El Teniente, las mayores minas a cielo abierto y subterránea del mundo, respectivamente.
La explotación de otros recursos —como hierro, molibdeno, nitrato, oro y plata— también es importante. Además, a 2021 Chile cuenta con el 44 % de las reservas globales de litio, mientras que en 2020, el 32 % de la producción mundial de este mineral se concentraba en el país.
El lapislázuli, una gema extraída en el norte de Chile, fue declarado piedra nacional en 1984; la combarbalita, una roca ornamental semipreciosa que es abundante en la zona de Combarbalá, también fue declarada como tal en 1993.

### Agricultura y ganadería
La agricultura, que en 2005 ocupaba al 13,2 % de la mano de obra chilena, y la ganadería son las principales actividades de las regiones del centro y del sur del país.

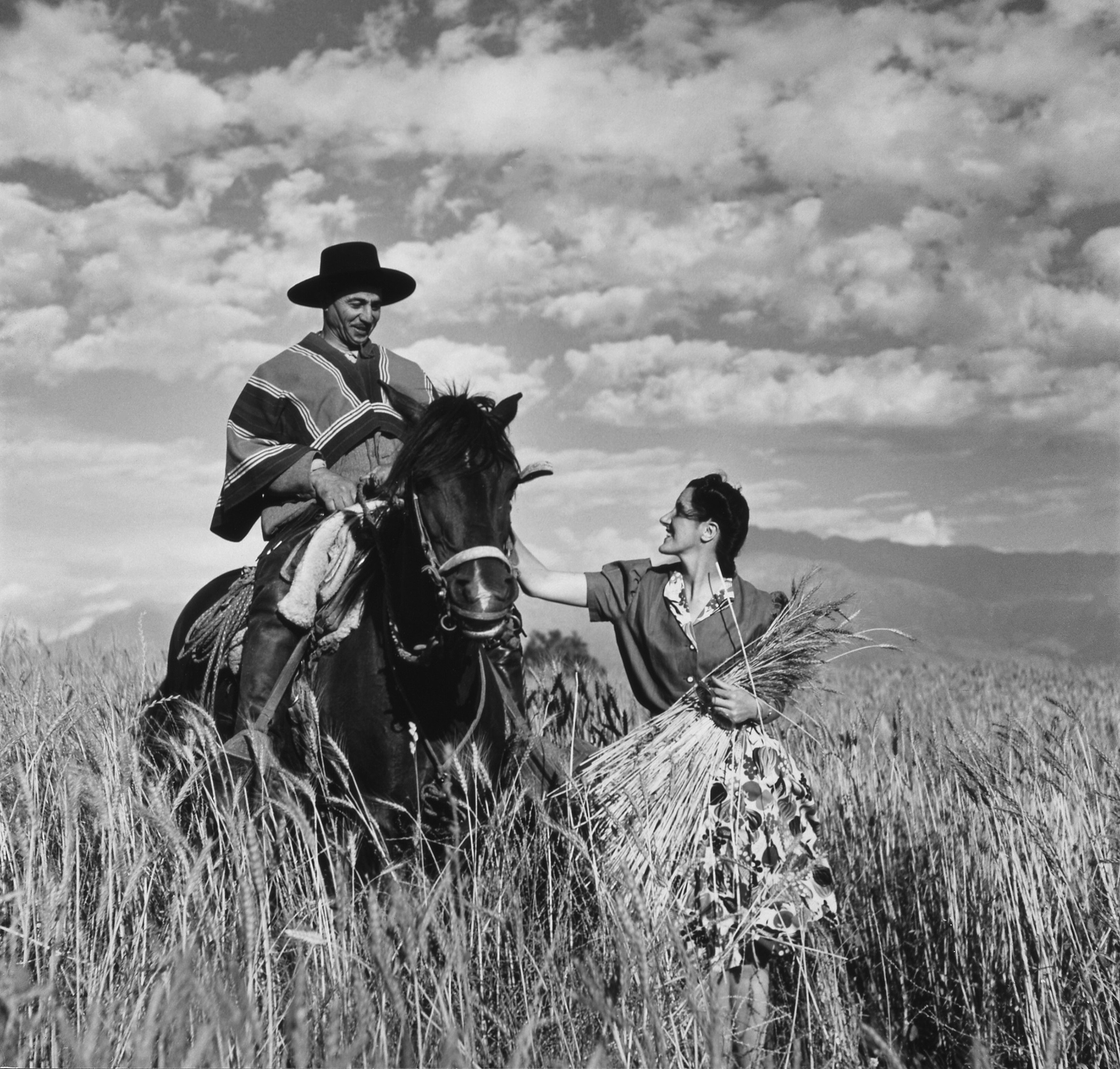
Huaso y mujer en un trigal, 1940.

Los principales productos agrícolas chilenos son los cereales —avena, maíz y trigo—, las frutas —duraznos, manzanas, peras y uvas— y las verduras —ajos, cebollas, espárragos y habas—. La exportación de frutas y verduras ha alcanzado niveles históricos al abrirse las puertas de los mercados asiático y europeo; lo mismo ha sucedido con productos de la explotación forestal, pesquera y de crustáceos. Un ejemplo de esto es que, en los últimos años, Chile ha alcanzado a Noruega, el principal exportador del mundo de salmón, y se ha convertido en uno de los países más importantes en el rubro vitivinícola, ubicándose en 2021 como el cuarto exportador de vinos y el primer exportador de uvas frescas del mundo, mientras que en 2022, fue el quinto productor mundial de vinos.
En 2010 Chile se situaba entre los diez mayores productores mundiales de altramuces (1.º), paltas (2.º), kiwis (3.º), fibra y estopa de cáñamo (4.º), ciruelas y endrinas (5.º), fibras semejantes a yute (6.º), uvas (7.º), duraznos y nectarinas (8.º), carne de pavo (8.º), fibra y estopa de lino (9.º), manzanas (10.º), avena (10.º), nueces (10.º) y cerezas (10.º). Ese mismo año, los veinte productos chilenos más importantes por su valor eran: uvas, carne de cerdo, leche fresca, carne de pollo, carne vacuna, manzanas, tomates, paltas, trigo, duraznos y nectarinas, kiwis, ciruelas y endrinas, papas, huevos, carne de pavo, cerezas, peras, maíz verde, almendras y cebollas.
Durante los últimos años, se ha tratado de impulsar la industria agroalimentaria con el fin de convertir a Chile en una potencia en esta área hacia 2010. La industria chilena, concentrada en Santiago y en menor grado en Valparaíso y en Concepción, es principalmente de abastecimiento local, salvo la producción de harina de pescado, de la cual Chile es el segundo productor mundial.

### Turismo

Algunas ofertas turísticas en Chile
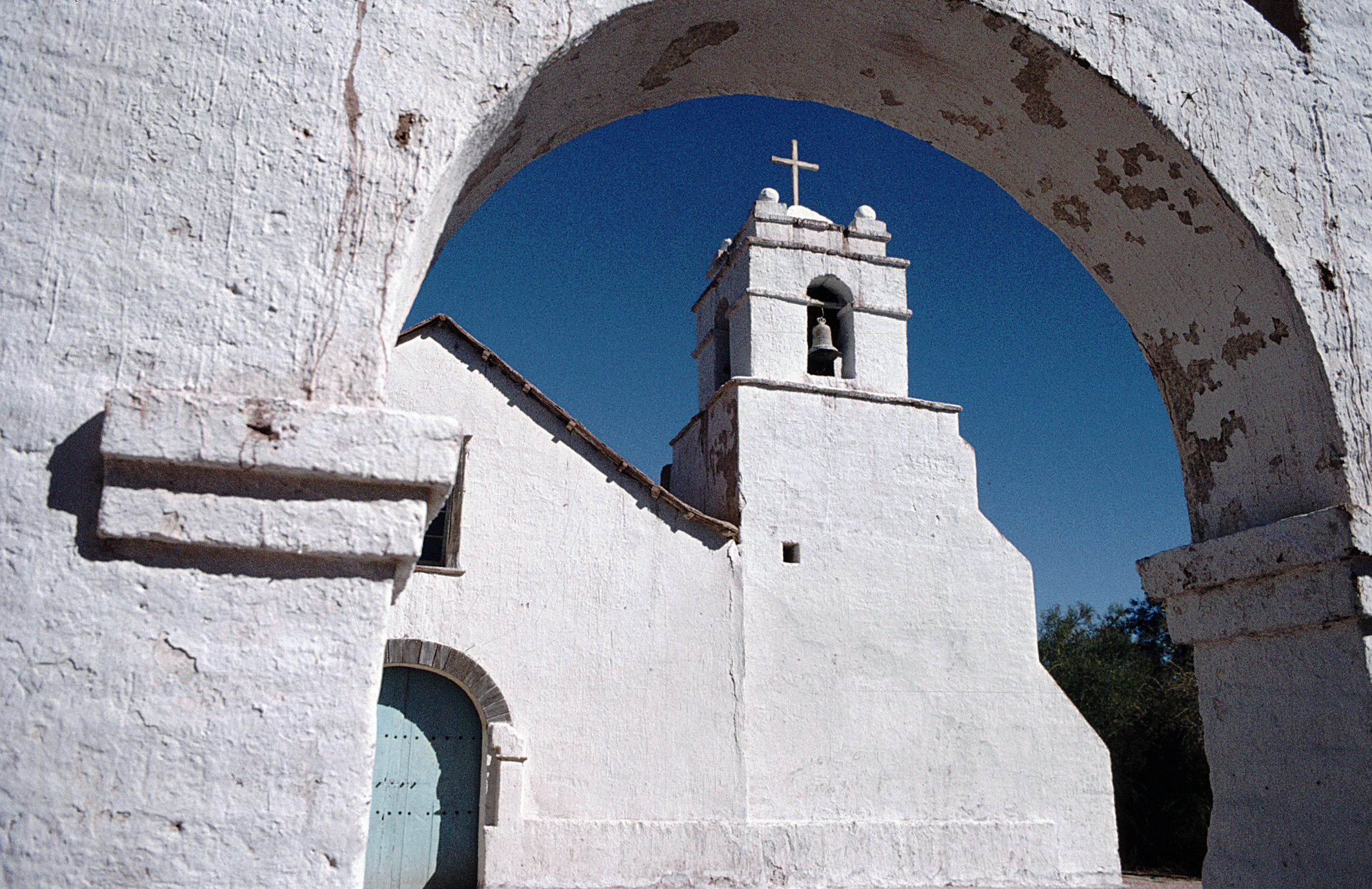
San Pedro de Atacama
- Video promocional sobre turismo en Chile
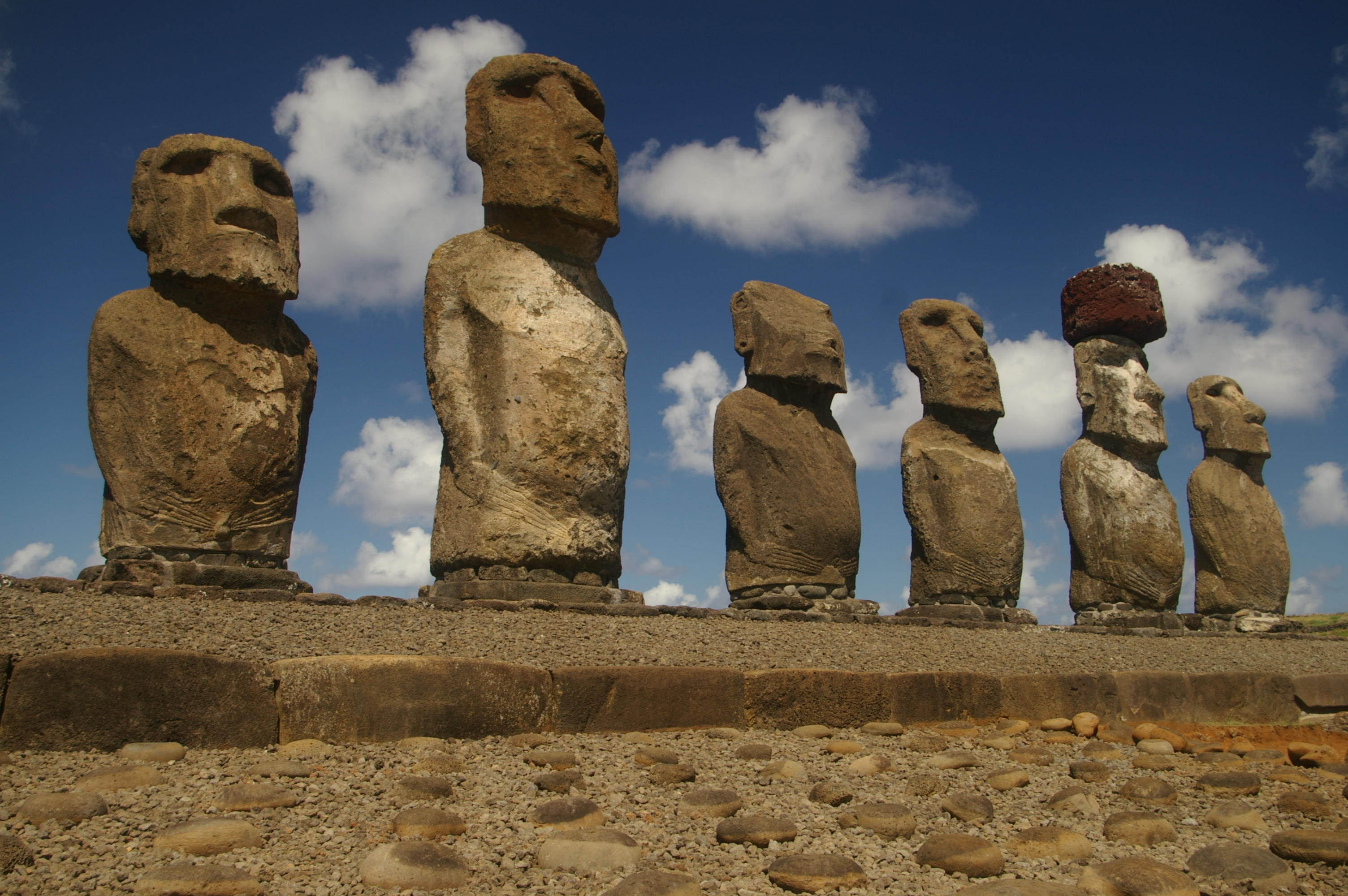
Moáis en la isla de Pascua
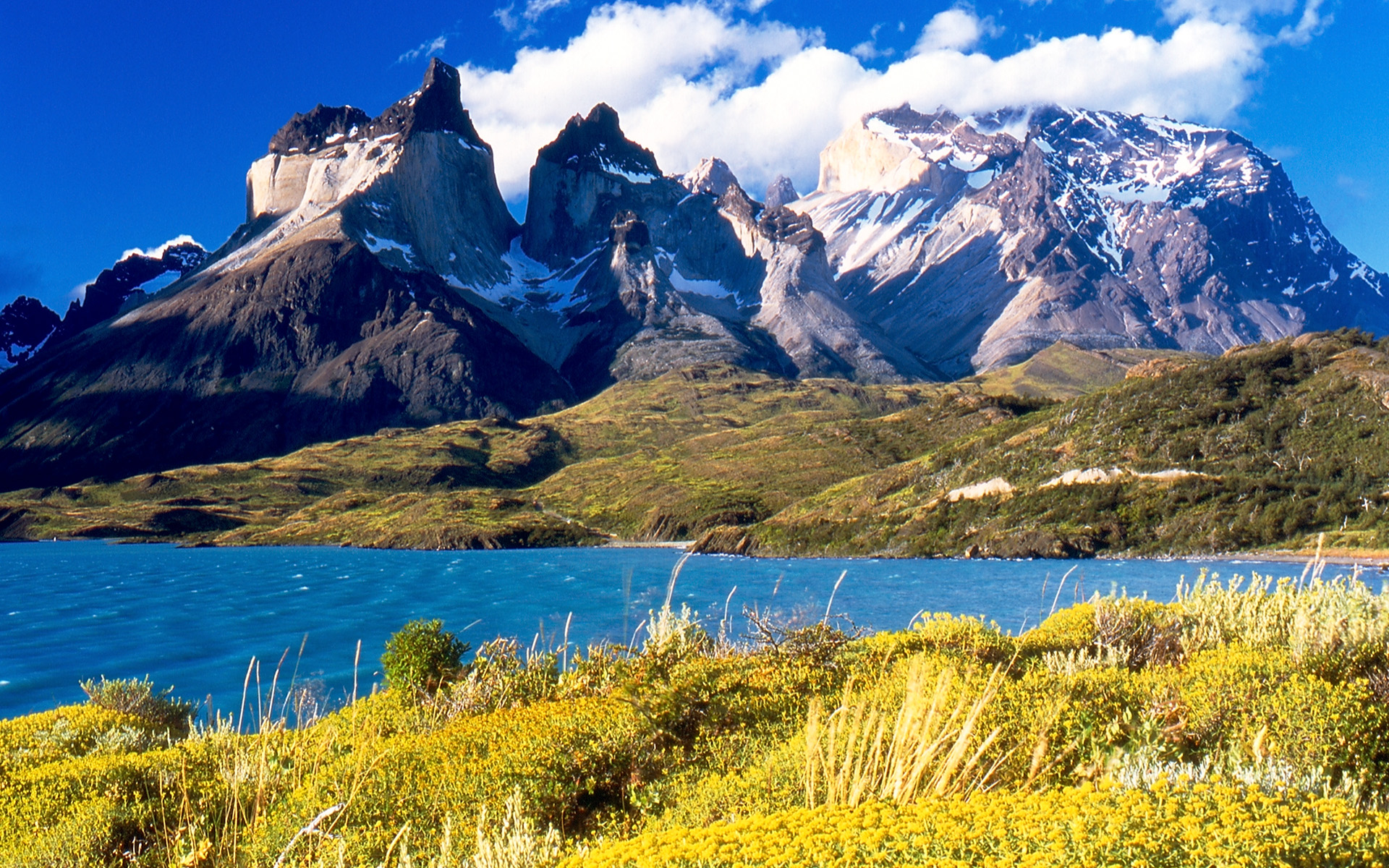
Torres del Paine
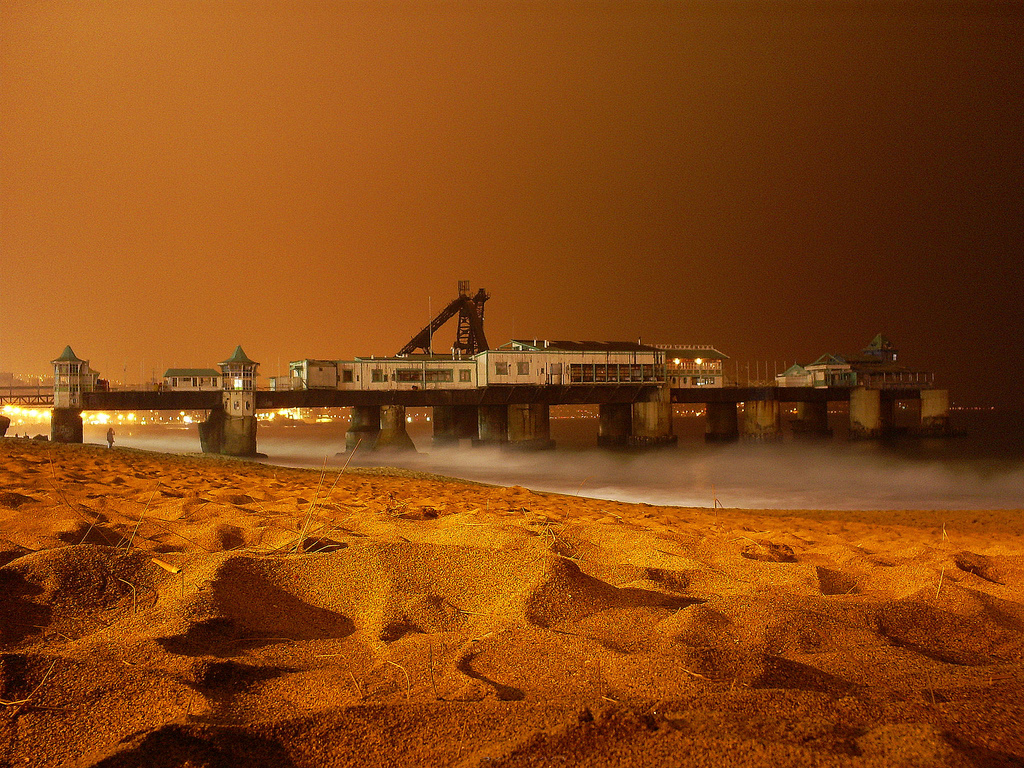
Viña del Mar
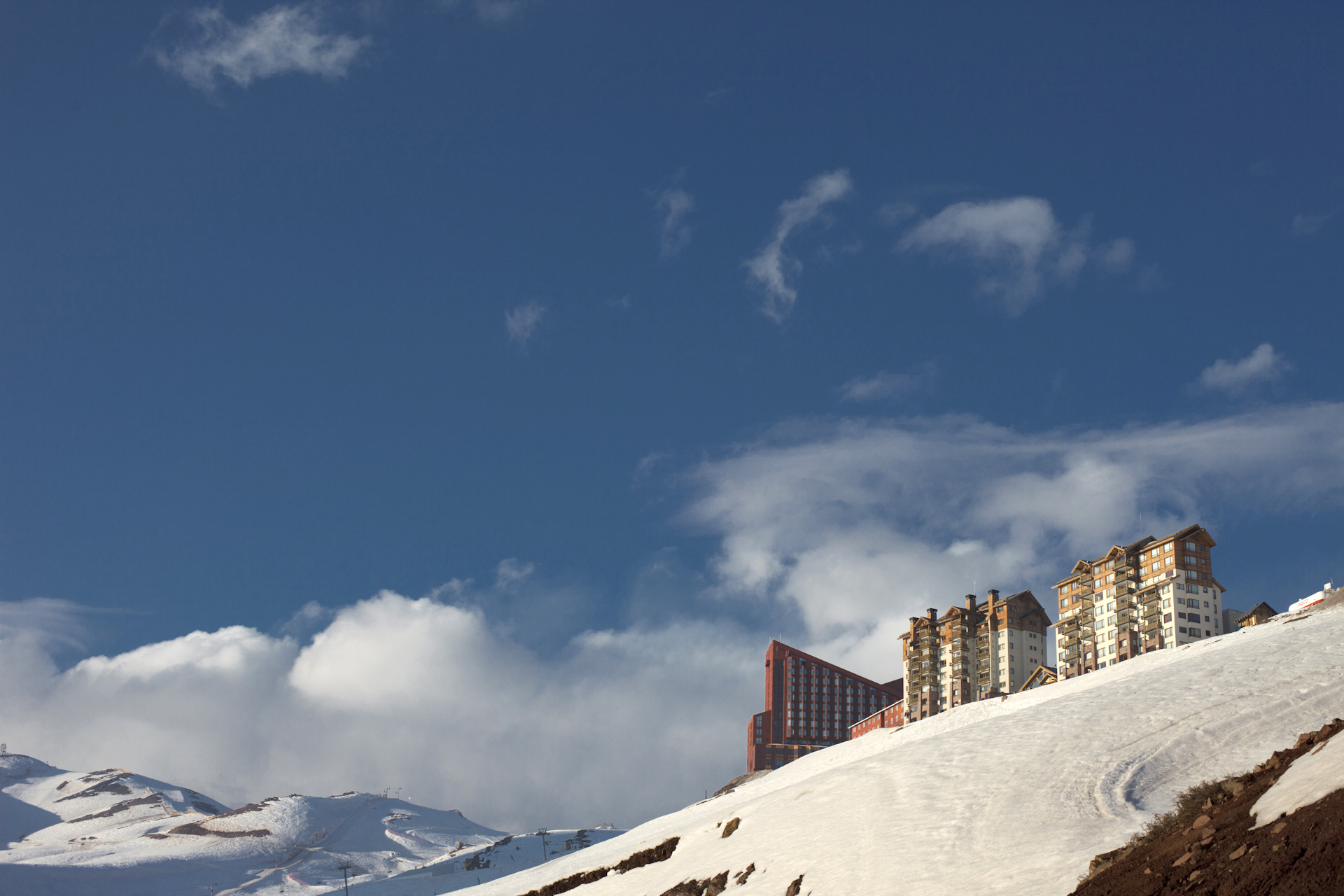
Valle Nevado

El turismo se ha convertido en uno de los principales recursos económicos de Chile desde mediados de los años 1990. En su promoción turística en el exterior, Chile invirtió un total de USD 6 millones en 2012.
Según la OMT, Chile fue el tercer destino turístico en América del Sur (superado solo por Argentina y Brasil), el cuarto en América Latina y el sexto en América en 2017. La mayoría de estos visitantes provinieron de países del continente, principalmente de Argentina; sin embargo, el mayor crecimiento en los últimos años ha correspondido al de visitantes de Europa, principalmente de Alemania. Durante el primer trimestre de 2011, entraron más de 1 043 000 turistas, lo que significó un aumento del 9,2 % con respecto al mismo periodo del año anterior, que se convirtieron en un total de 3 069 792 hasta fines de ese año. A su vez, un total de 3 724 118 chilenos visitaron otros países en 2011.
Los principales atractivos turísticos chilenos corresponden a lugares de paisajes naturales en las zonas extremas del país. En el extremo norte se encuentran el conjunto formado por el lago Chungará y el volcán Parinacota, a más de 4500 m s. n. m., San Pedro de Atacama, las lagunas altiplánicas, el Valle de la Luna y el campo de géiseres de El Tatio, el mayor del hemisferio sur y el tercero del planeta. En el extremo sur se encuentran el parque nacional Vicente Pérez Rosales, el parque más visitado en 2011, el archipiélago de Chiloé, la Patagonia, la laguna San Rafael y sus glaciares, y el parque nacional Torres del Paine, seleccionado como la octava maravilla del mundo en 2013. A lo largo de los Andes, existen dieciocho centros de esquí de calidad internacional, como Portillo, el más antiguo centro de esquí de América del Sur, y Valle Nevado, que cuenta con una de las mayores áreas esquiables de Sudamérica. Finalmente, en medio del océano Pacífico, isla de Pascua es probablemente el principal atractivo turístico chileno.
En el ámbito nacional, el turismo se concentra en el verano, especialmente en los balnearios costeros de la zona norte —Arica, Iquique, Antofagasta, La Serena y Coquimbo— y lacustres de la zona sur —Pucón y Puerto Varas—. Debido a su cercanía con la capital del país, la costa de la Región de Valparaíso es la que cuenta con mayor cantidad de turistas, primordialmente en el litoral central y Viña del Mar. Esta última ciudad es considerada la capital turística de Chile debido a su importancia en el rubro gracias a sus trece playas, sus diversos centros de entretenimiento —tiene uno de los principales casinos del país—, y el Festival Internacional de la Canción de Viña del Mar.
Además, Chile cuenta con seis sitios declarados patrimonio de la Humanidad por la Unesco.

## Infraestructura

### Energía

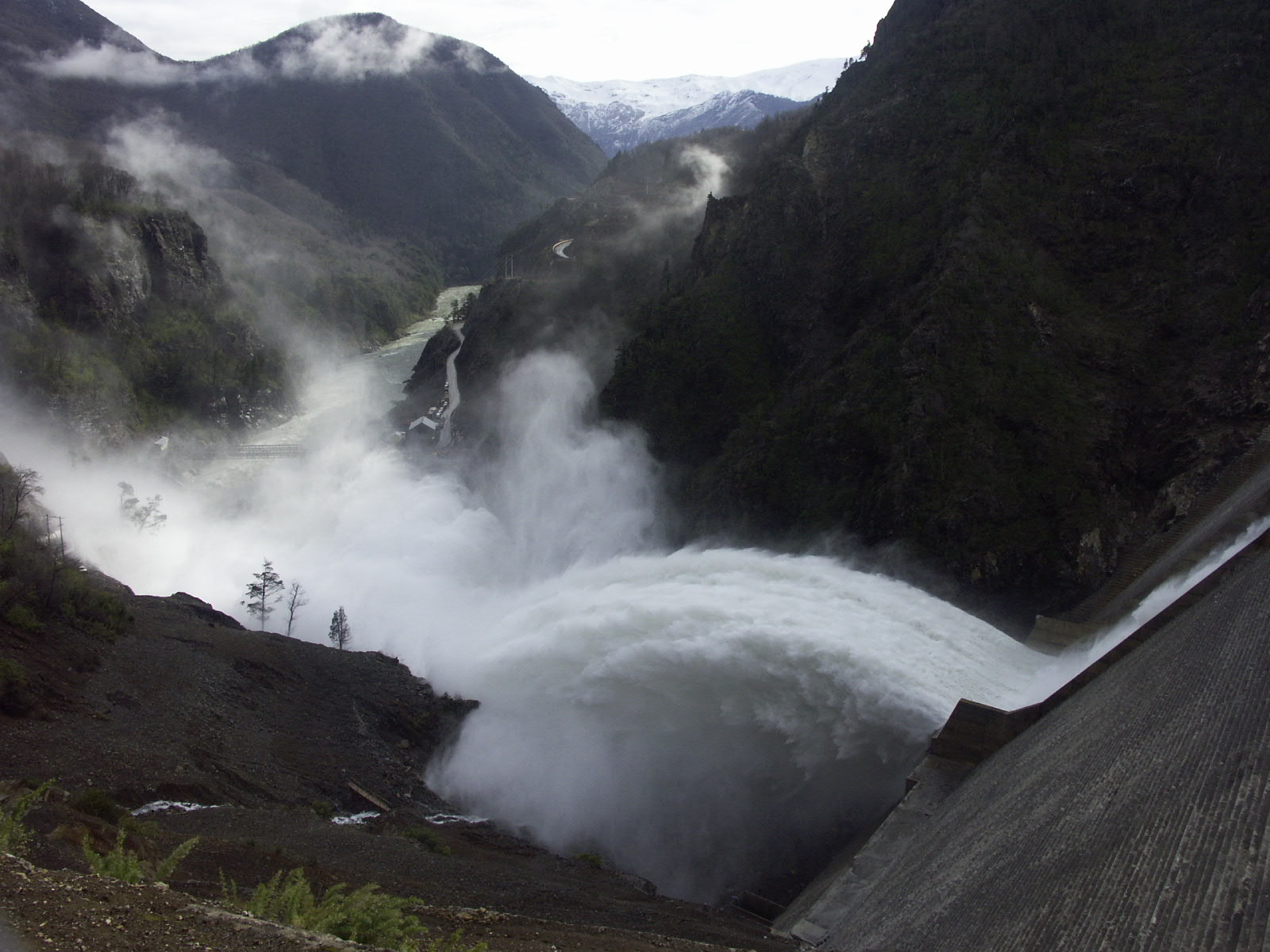
Central hidroeléctrica Ralco.

Chile es energéticamente dependiente pues carece de grandes reservas de recursos no renovables. Debido a esto, el precio de los combustibles fósiles depende completamente de la situación internacional. 10 640 barriles de petróleo, equivalentes al 3,51 % de los 302 700 consumidos diariamente en 2010, provinieron de los yacimientos australes; el resto correspondió a importaciones. En 2009 se estimó que se importaron 305 100 barriles de petróleo, mientras que se exportaron 52 390. En 2011 las reservas se estimaron en 150 millones de barriles.
Por otro lado, casi el 53 % del gas natural consumido en el país es importado. Según estimaciones, se produjeron 1 350 000 000 m3, equivalentes al 47,53 % de los 2840 millones consumidos en 2009; el resto correspondió a importaciones. Durante gran parte de los años 2000, el principal proveedor fue Argentina, a través de un gasoducto, pero la apertura del terminal de regasificación de gas natural licuado en el puerto de Quintero en 2009 ha permitido diversificar la matriz de proveedores a todo el mundo. En 2011, las reservas se estimaron en 97 970 000 000 m3.
En Chile existen tres sistemas eléctricos: el Sistema Eléctrico Nacional, el Sistema Eléctrico de Aysén y el Sistema Eléctrico de Magallanes. En 2008, la producción de electricidad se estimó en 60 280 GWh, principalmente generados por centrales hidroeléctricas y, en menor medida, por termoeléctricas, mientras que el consumo de electricidad llegó a los 56 350 GWh. Además, se importaron 818 GWh en 2009. Sin embargo, existen tratativas para exportar energía eléctrica a Argentina desde el Norte Grande. Pese a la cantidad de electricidad generada por hidroelectricidad, se ha aprovechado menos del 20 % del potencial hídrico del país para evitar la destrucción de sistemas ecológicos por la creación de embalses, como el de Aysén.
Un hito en la energía hidráulica para la generación de energía eléctrica en Chile es la central hidroeléctrica Chivilingo, diseñada por Thomas Alva Edison y construida en Lota en 1896, convirtiéndose en la primera de su tipo en el país y la segunda de Sudamérica.
En el país no existen centrales nucleares, aunque el debate sobre la factibilidad técnica del uso seguro de este tipo de energía se abrió en 2006. A esto se suman algunos planes para instalar centrales de recursos renovables en Chile —como la planta termosolar Pampa Elvira Solar, que abastece a la División Gabriela Mistral de Codelco en Sierra Gorda— y así aprovechar su alto potencial eólico, geotérmico, mareomotriz, solar, termosolar y undimotriz. Se ha proyectado que para 2025 el 20 % de la energía comercializada del país provendrá de fuentes renovables no convencionales locales.
En 2020, Chile fue el país número 28 del mundo en términos de energía hidroeléctrica instalada, con 6934 MW; el país número 24 del mundo en términos de energía solar instalada, con 3205 MW; el país número 29 del mundo en términos de energía eólica instalada, con 2149 MW; y el país número 33 del mundo en términos de energía obtenida a partir de biomasa, con 410 MW. La energía renovable es vista por el país como la solución a sus carencias en este campo. La energía solar es considerada la base energética del futuro del país: el Desierto de Atacama tiene la mayor irradiación solar del mundo. En junio de 2021, el país instaló la primera central termosolar de América Latina. Entre 2016 y 2021, la participación de la energía solar y eólica en la matriz energética del país ha aumentado exponencialmente y la proyección es que las energías renovables alcancen el 70 % de la matriz eléctrica chilena a 2030. Según cálculos, el país podría producir 70 veces más electricidad de la necesaria en 2021.

### Transporte y conectividad
En cuanto a carreteras, en 2020 Chile contaba con una extensión vial de 85 984 km, con 21 289 km pavimentados. En el mismo año, el país tenía 3347 km de carreteras duplicadas, la segunda red más grande de América del Sur, después de Brasil. Desde mediados de los años 1990, se ha producido el mejoramiento de las vías gracias a las licitaciones que permitieron la construcción de muchas autopistas de nivel internacional, destacando la duplicación de 1900 km continuos de la carretera Panamericana entre Puerto Montt y Caldera (además que se está planificando la duplicación en la zona del Desierto de Atacama); las rutas entre Santiago, Valparaíso y el Litoral Central, el acceso norte al Gran Concepción y la red de autopistas urbanas de Santiago, inauguradas entre 2004 y 2006. Otra vía importante es la carretera Austral, que conecta Aysén con el resto del país, pese a estar cortada en algunos tramos en que se utilizan transbordadores. Los pasos de Chungará-Tambo Quemado y Chacalluta sirven de conexión fronteriza con Bolivia y Perú, respectivamente, mientras que con Argentina existen más de cuarenta a lo largo de la cordillera, siendo el más importante el de Los Libertadores. Debido al explosivo aumento del parque automotriz, en los últimos años los gobiernos han avanzado en la construcción de más ciclovías para fomentar el uso de la bicicleta como medio de transporte urbano, alcanzando en 2021 un total de 1866 km de ciclovías a nivel nacional.
Aunque la costa chilena se extiende por 6435 km, la navegación es poco utilizada como medio de transporte de pasajeros salvo en Chiloé y la zona austral, donde sirve como conexión entre las diversas islas. Por otro lado, para Chile es de gran importancia la marina mercante, formada por 48 navíos en 2010, que transporta el 95 % de las exportaciones e importaciones —en 2012, Chile fue el tercer principal usuario del canal de Panamá—. Chile cuenta con 39 puertos —12 estatales y 27 privados—; entre ellos, los principales son, de norte a sur: Huasco, Puerto Ventanas, Valparaíso, San Antonio, Lirquén, San Vicente y Coronel.

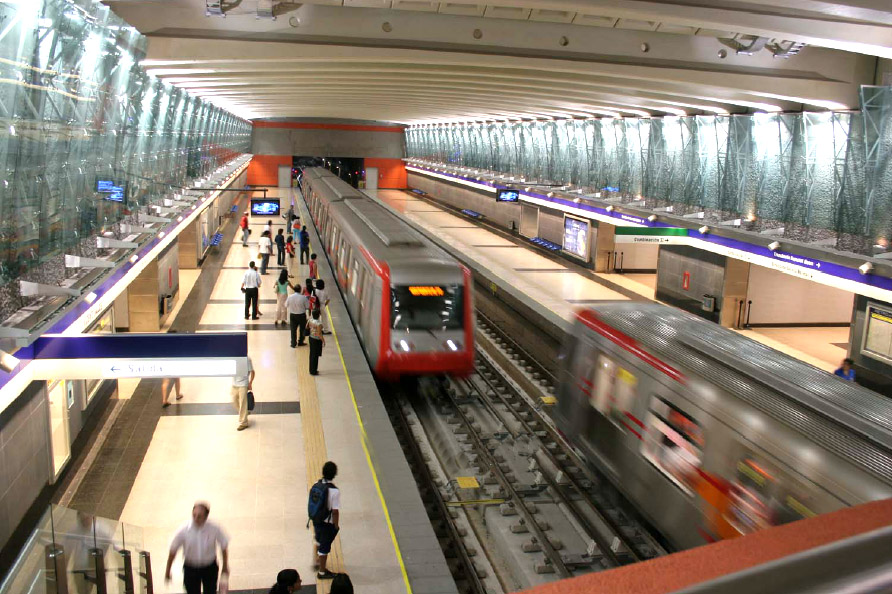
Metro de Santiago.

En 2010 el sistema de ferrocarriles chileno contaba con 7082 km de extensión. Las líneas férreas, que antaño cruzaron gran parte del país y fueron su motor de crecimiento, se utilizan principalmente para el transporte de carga hacia los puertos luego de la crisis que vivió este medio de transporte a mediados de los años 1970 y que casi lleva a su extinción. Desde los años 1990, se ha vivido un proceso de recuperación del tren con el restablecimiento de los servicios de pasajeros de la Empresa de los Ferrocarriles del Estado (EFE) entre Santiago y Puerto Montt. Por el contrario, el sistema de ferrocarriles urbanos ha experimentado una expansión en los últimos años con la inauguración de los sistemas Biotrén (1999) y Tren Limache-Puerto (2005), y la extensión del Metro de Santiago (1975) hasta los 140 km en 2019.
Chile cuenta con 102 helipuertos, 344 aeródromos y 7 aeropuertos. Entre ellos destacan los aeropuertos de Chacalluta en Arica, Diego Aracena en Iquique, Andrés Sabella en Antofagasta, Carriel Sur en Talcahuano, El Tepual en Puerto Montt, Presidente Ibáñez en Punta Arenas, Mataveri en isla de Pascua, el aeropuerto más remoto del mundo; y Arturo Merino Benítez en Santiago (1967), uno de los principales del continente, con un tráfico de 24 630 742 pasajeros en 2019.

### Telecomunicaciones
Chile cuenta con un sistema de telecomunicaciones que abarca gran parte del territorio, incluyendo Chile insular y las bases antárticas.
En 1968, entró en operaciones la estación terrena de comunicación satelital de Longovilo, la primera de su tipo en América Latina, propiedad de la empresa Entel Chile.
En 2019 había 2 750 272 líneas de telefonía fija y 25 051 668 abonados a la telefonía móvil. En 2009 Chile se convirtió en el tercer país latinoamericano en alcanzar el 100 % de penetración en telefonía móvil. Asimismo, el consumo de servicios de banda ancha móvil per cápita —incluyendo netbooks, smartphones y tabletas— igualó el promedio de la OCDE. Este fenómeno fue favorecido por las políticas de protección a la libre competencia, la entrada de operadores móviles virtuales al mercado y la portabilidad numérica, entre otros factores.
De acuerdo a la Unión Internacional de Telecomunicaciones (ITU), el 94,1 % de la población chilena utiliza internet, lo que convierte a Chile en el país con la penetración de internet más alta de América del Sur.
En 1993, se instaló en Chile el primer servidor web de América Latina. En tanto, el número de sitios web registrados con el dominio de nivel superior geográfico del país —«.cl», creado en 1987— llegó a 729 283 a fines de agosto de 2022.

### Medios de comunicación
Los medios de comunicación masiva tradicionales en Chile son la prensa escrita, la radio y la televisión.

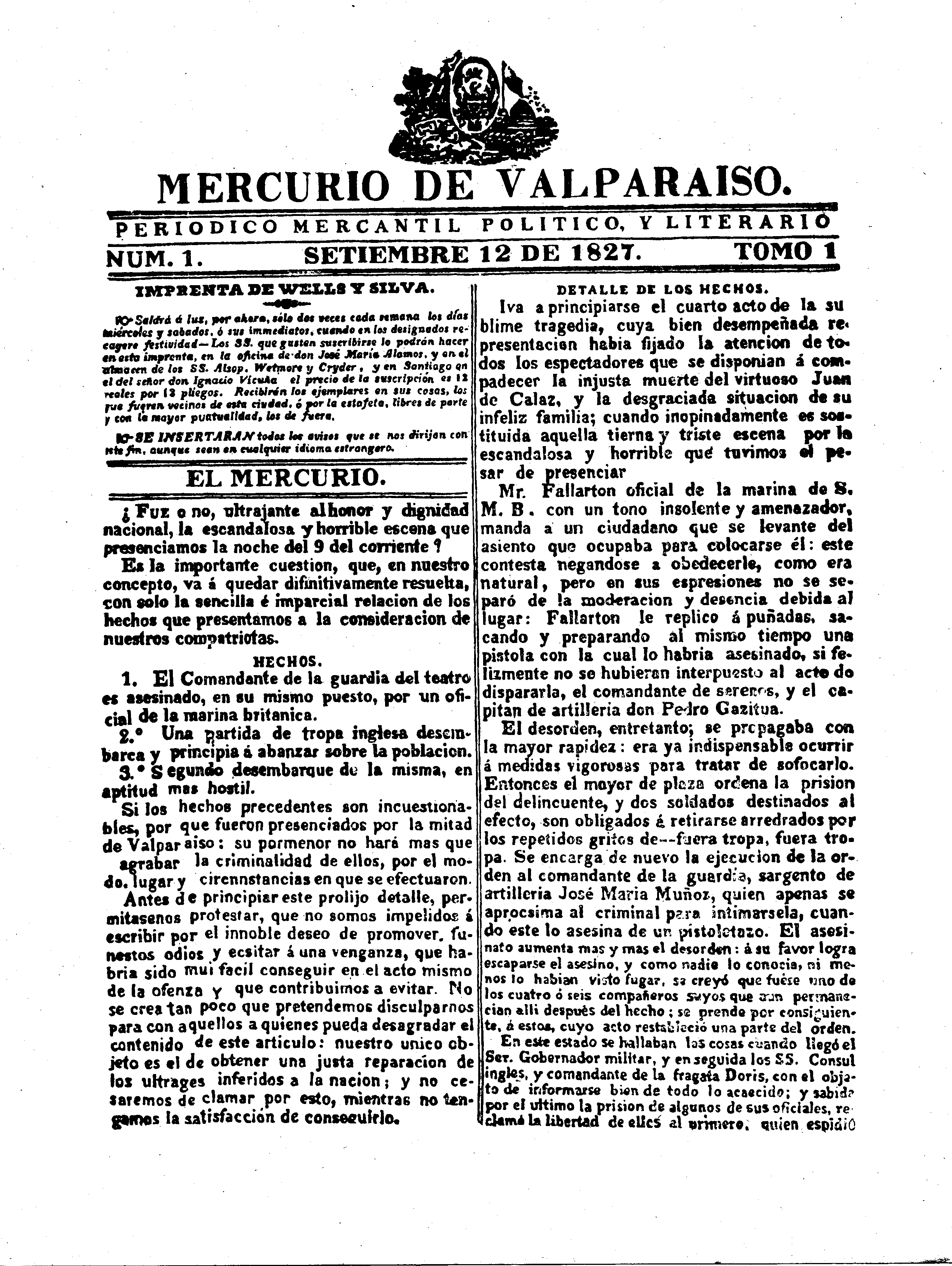
El Mercurio de Valparaíso, el periódico en circulación más antiguo en español.

Con orígenes en el primer periódico nacional —Aurora de Chile, cuyo primer número se publicó en 1812—, la prensa chilena se concentra primordialmente en dos consorcios periodísticos: Copesa y El Mercurio Sociedad Anónima Periodística, cuyos principales diarios de circulación nacional son, respectivamente, La Tercera y El Mercurio. La edición de Valparaíso de este último es el periódico vigente más antiguo del país y del mundo en lengua española, publicado a partir de 1827. Adicionalmente, existen diversas publicaciones de circulación regional. Las revistas —semanales, quincenales o mensuales— son de circulación nacional.
La primera transmisión oficial de radio en Chile ocurrió en Santiago en 1922, en tanto que la primera radioemisora del país, Radio Chilena, se inauguró en 1923. Décadas más tarde, inició sus emisiones El Conquistador FM, la primera radio chilena en transmitir en frecuencia modulada, en 1962. Esta misma estación fue la primera en transmitir en sonido estéreo en 1963. En 2006, se registraron 1490 radioemisoras en el país —175 de AM y 1315 de FM—, la mayoría de ellas afiliada a la Archi. En 2015, la ley 20810 fijó un mínimo de 20 % de música nacional en las radioemisoras.
La televisión es el principal medio de comunicación del país. Su primera transmisión se realizó en Valparaíso, en 1957, y se masificó a partir de la realización en Chile de la Copa Mundial de Fútbol de 1962. La televisión chilena cuenta con siete estaciones televisivas con cobertura nacional —la estatal Televisión Nacional de Chile (1969) y las privadas UCV Televisión (1957), la más antigua del país, dependiente de la Pontificia Universidad Católica de Valparaíso; Canal 13 (1959), dependiente del Grupo Luksic y de la Pontificia Universidad Católica de Chile; Chilevisión (1960), Mega (1990), La Red (1991) y Telecanal (2005)—, agrupadas en la Anatel, y varias de carácter regional. La televisión chilena ha transmitido en el sistema NTSC, en color desde 1978, en estéreo desde 1985 y en alta definición desde 2009. Sábado gigante (1962-2015), el programa más antiguo en la historia de la televisión chilena, fue certificado por el Libro Guinness de los récords como el «programa de variedades más antiguo de la televisión mundial».

## Festividades
De los dieciséis días feriados en Chile, nueve tienen carácter religioso y siete carácter civil. Otros feriados legales son los domingos y los días en que se llevan a cabo plebiscitos, elecciones y censos oficiales. Adicionalmente a los feriados nacionales, en Chile también existen feriados regionales, cuya vigencia queda acotada al ámbito local.
| Días feriados en Chile                              | Días feriados en Chile                                  | Días feriados en Chile | Días feriados en Chile                                          |
| Fecha                                               | Nombre                                                  | Carácter               | Notas                                                           |
| --------------------------------------------------- | ------------------------------------------------------- | ---------------------- | --------------------------------------------------------------- |
| 1 de enero                                          | Año Nuevo                                               | Civil                  | Obligatorio e irrenunciable.                                    |
| marzo-abril                                         | Viernes Santo                                           | Religioso              |                                                                 |
| marzo-abril                                         | Sábado Santo                                            | Religioso              |                                                                 |
| 1 de mayo                                           | Día del trabajador                                      | Civil                  | Obligatorio e irrenunciable.                                    |
| 21 de mayo                                          | Día de las Glorias Navales                              | Civil                  |                                                                 |
| Solsticio de invierno (generalmente el 21 de junio) | Día Nacional de los Pueblos Indígenas                   | Civil                  |                                                                 |
| 29 de junio                                         | San Pedro y San Pablo                                   | Religioso              | Se desplaza al lunes más cercano si cae entre martes y viernes. |
| 16 de julio                                         | Día de la Virgen del Carmen                             | Religioso              |                                                                 |
| 15 de agosto                                        | Asunción de la Virgen                                   | Religioso              |                                                                 |
| 18 de septiembre                                    | Primera Junta Nacional de Gobierno                      | Civil                  | Obligatorio e irrenunciable.                                    |
| 19 de septiembre                                    | Día de las Glorias del Ejército de Chile                | Civil                  | Obligatorio e irrenunciable.                                    |
| 12 de octubre                                       | Día del Encuentro de Dos Mundos                         | Civil                  | Se desplaza al lunes más cercano si cae entre martes y viernes. |
| 31 de octubre                                       | Día Nacional de las Iglesias Evangélicas y Protestantes | Religioso              |                                                                 |
| 1 de noviembre                                      | Día de Todos los Santos                                 | Religioso              |                                                                 |
| 8 de diciembre                                      | Inmaculada Concepción                                   | Religioso              |                                                                 |
| 25 de diciembre                                     | Navidad                                                 | Religioso              | Obligatorio e irrenunciable.                                    |